# Governo Michel Temer
O governo Michel Temer teve início no dia 12 de maio de 2016, quando o vice-presidente da República, Michel Temer, assumiu interinamente o cargo de presidente da República Brasileira, após o afastamento temporário da presidente Dilma Rousseff, em consequência da aceitação do processo de impeachment pelo Senado Federal. Concluído o processo, no dia 31 de agosto do mesmo ano, Temer assumiu o cargo de forma definitiva, que ele ocupou até o dia 1º de janeiro de 2019, quando teve início o governo Bolsonaro.
Temer chegou à presidência em meio a uma grave crise econômica no país e afirmou, no ato de posse, que seu governo haveria de ser um governo reformista. Em seu governo, foram aprovadas várias medidas na área econômica, como o controle dos gastos públicos, por intermédio da PEC 55, que impôs limites a gastos futuros do governo federal; a reforma trabalhista de 2017; e a liberação da terceirização para atividades-fim com a Lei da Terceirização. Houve também uma proposta de reforma da previdência, que o governo não conseguiu levar adiante. Houve também mudanças no campo social, como a conclusão e inauguração de parte da obra de transposição do rio São Francisco, e na educação, com a reforma do ensino médio e com o estabelecimento da Base Nacional Comum Curricular.
Enquanto Temer ocupava o Planalto, o envolvimento de aliados, ministros e do próprio presidente em escândalos de corrupção causou polêmicas. Mesmo assim, o governo conseguia manter uma base sólida no Congresso, o que possibilitou a aprovação de reformas "necessárias para estimular o crescimento econômico", segundo Temer. O Governo Temer, contudo, foi acusado de retrocessos por entidades e especialistas, notadamente na área social e ambiental e também na condução das questões indígenas. Segundo pesquisas de opinião de institutos distintos, o governo teve a menor aprovação popular da história do país.
Nos dois anos de governo, segundo dados do Banco Central, do IBGE, do Caged e da Bolsa de Valores de São Paulo, o governo reduziu a taxa de juros de 14,25% para 6,50% ao ano; a inflação acumulada nos últimos 12 meses caiu de 9,32%, quando Temer assumiu o governo, para 2,76% em maio de 2018; a taxa de desemprego subiu de 11,2% para 13,1%; o dólar subiu de 3,47 para 3,60 reais e o índice Bovespa subiu de 48.471 pontos para 85.190 pontos. Temer tirou proveito da melhoria dos índices da economia de seu governo para gravar um vídeo falando de boas notícias na economia e comparando os dados econômicos do governo Dilma. "Com estes recursos, o governo fecha as contas de 2018 e garante o cumprimento da chamada regra de ouro", disse Temer, acrescentando que "a Petrobras atingiu o maior valor de mercado da sua história, 312,5 bilhões de reais" e que o Brasil "foi considerado por 2.500 altos executivos de todo o mundo o segundo principal destino de investimentos externos dos principais setores industriais". Temer ainda afirmou que em 2017, os Correios tiveram um lucro de 667 milhões de reais. "Este, aliás, é o primeiro lucro desde 2013, quando a companhia começou a registrar prejuízos seguidos até 2016", afirmou o presidente.

## Investiduras
Além da investidura como vice-presidente junto com Dilma Rousseff em 2015, ao assumir o governo, Michel Temer tomou posse por duas vezes. Primeiro interinamente em virtude do processo de impugnação da mandatária titular e, posteriormente, com o mandato de Rousseff impedido, foi investido definitivamente no cargo de Presidente da República.

### Posse como presidente interino

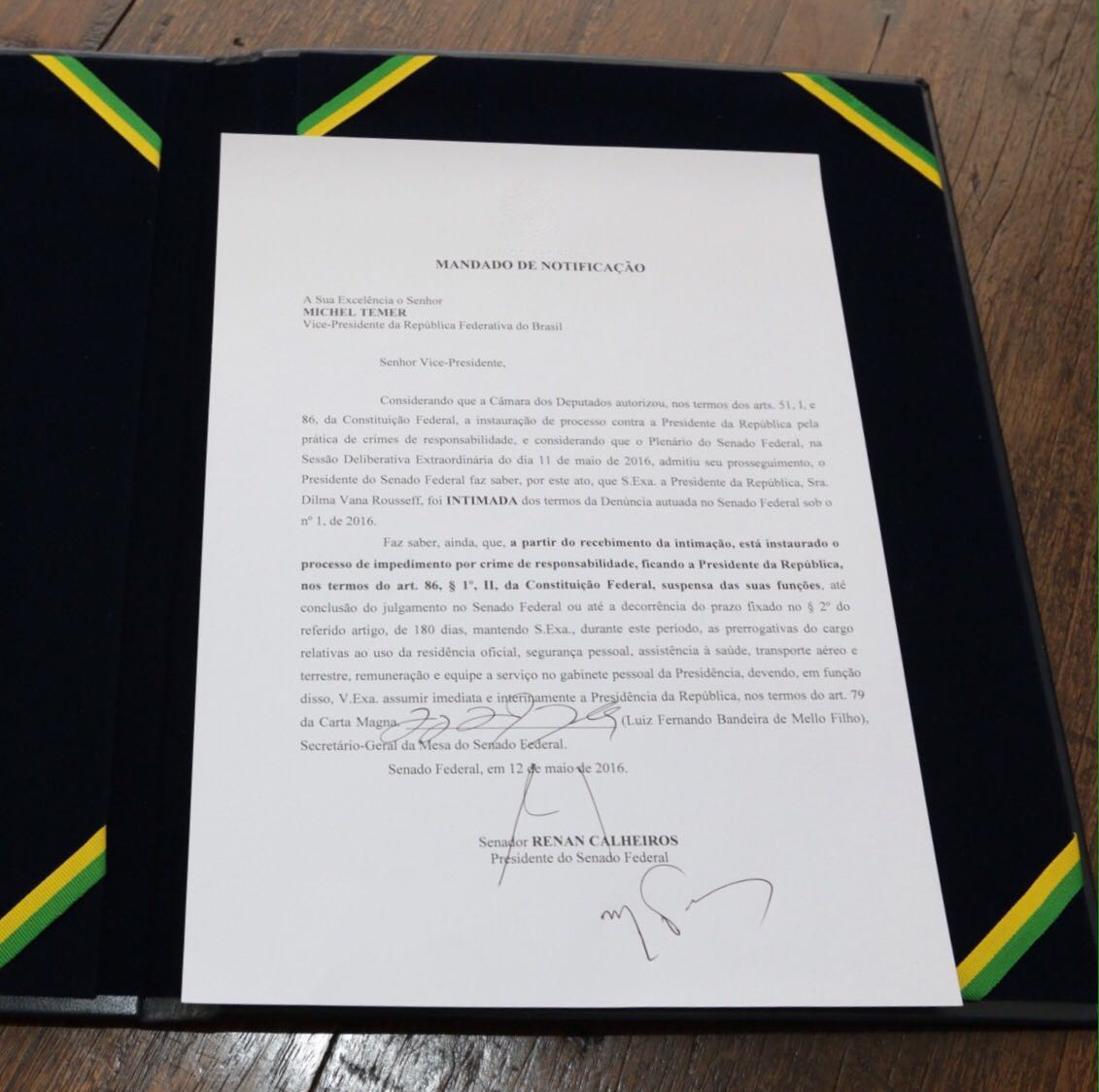
Notificação de afastamento de Dilma Rousseff pelo Senado Federal

Por 55 votos a 22, o Senado Federal decidiu, às 6h34 do dia 12 de maio de 2016, abrir o processo de impeachment contra a presidente Dilma Rousseff, por entender que existiam indícios de que ela tivesse cometido crime de responsabilidade. No mesmo dia, a presidente foi informada oficialmente da decisão do Senado e do seu consequente afastamento da presidência da República até o julgamento do processo. O vice-presidente Michel Temer também foi notificado de que assumiria interinamente a presidência por, no máximo, 180 dias. O governo utilizou como slogan simplesmente a frase positivista "Ordem e Progresso", como na bandeira nacional.

#### Primeiros dias no poder

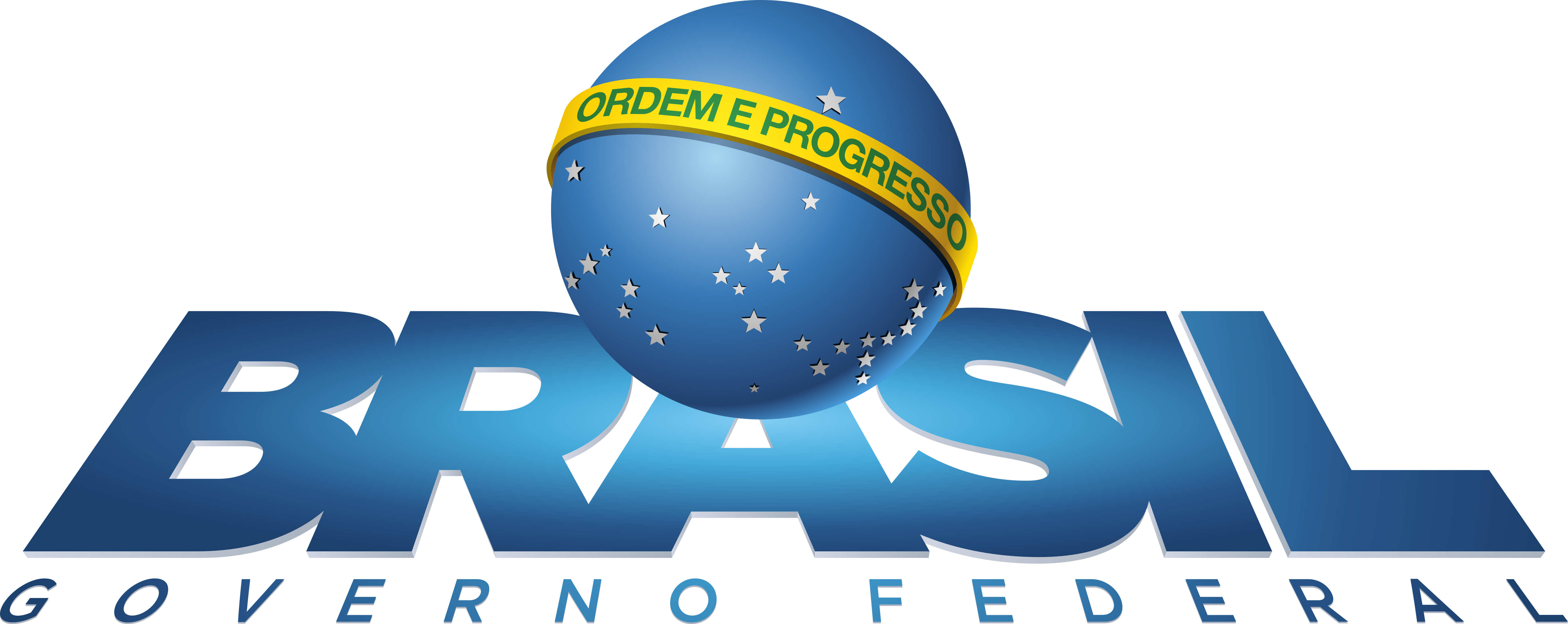
Logotipo do governo Temer, criado por Elsinho Mouco antes da posse

Michel Temer nomeou Henrique Meirelles para o Ministério da Fazenda, no dia 12 de maio de 2016. O Brasil atravessava uma grave crise econômica, com a inflação chegando a 10,7 por cento em 2016. Meirelles era visto como defensor de uma posição mais ortodoxa em economia, ao contrário de seu antecessor no cargo, Nelson Barbosa, mais identificado com uma linha desenvolvimentista e um dos responsáveis pela criação da nova matriz econômica no governo Dilma (baseada no tripé juros baixos, taxa de câmbio competitiva e consolidação fiscal "amigável ao investimento"). Meirelles defendeu menos intervenções do governo na economia e uma abertura maior ao comércio exterior, além de sustentar o controle de gastos para melhorar as contas públicas, como forma de proporcionar, no futuro, estabilidade na relação dívida/PIB e aumentar a confiança de investidores na economia brasileira.

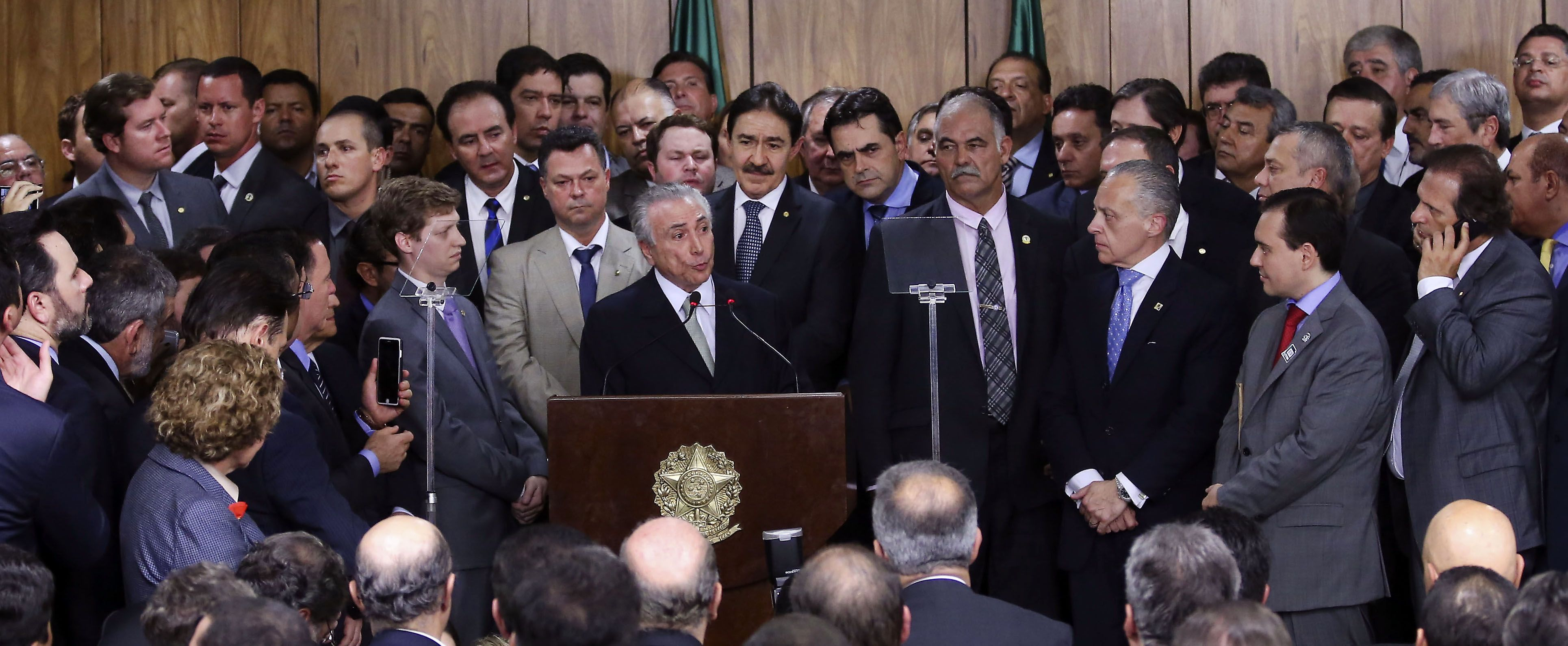
Posse do primeiro ministério do governo de Michel Temer em 16 de maio 2016.

Numa entrevista ao programa Fantástico, em 15 de maio de 2016, Temer respondeu as críticas sobre a ausência de mulheres em sua equipe e disse que ainda pretendia ter pelo menos quatro mulheres nos ministérios. Além disso, sua esposa, Marcela Temer, deveria exercer todas as atividades sociais em seu governo. Em relação à Previdência social, ele anunciou mudanças para que os aposentados não sofressem no futuro, mas assegurou que tais mudanças não afetariam o direito adquirido, embora este nem sempre seja atingido por regras de transição. Temer declarou também que manteria os programas sociais, garantindo a sobrevivência dos mais carentes, mesmo que precisasse cortar verbas de outros setores. Sobre a reeleição, ele afirmou não ser essa a sua intenção, mas que eventualmente poderia ser candidato.
Uma das primeiras medidas de Temer foi extinguir os Ministérios da Cultura, das Comunicações e das Mulheres, da Igualdade Racial e dos Direitos humanos. Ele também extinguiu a Casa Militar da Presidência da República, o Ministério do Desenvolvimento Agrário e a Controladoria Geral da União. O Ministério da Cultura se fundiu ao da Educação, enquanto o Ministério das Mulheres, da Igualdade Racial e dos Direitos Humanos foi anexado ao Ministério da Justiça e Cidadania. A Controladoria-Geral da União foi transformada em Ministério da Transparência, Fiscalização e Controle. Muitos artistas e intelectuais, como Wagner Moura e Wolf Maia, manifestaram-se contra o fim do Ministério da Cultura. Em 21 de maio, Temer recriou o ministério, sob o comando de Marcelo Calero, que até então havia sido designado como Secretário da Cultura, vinculado ao Ministério da Educação.

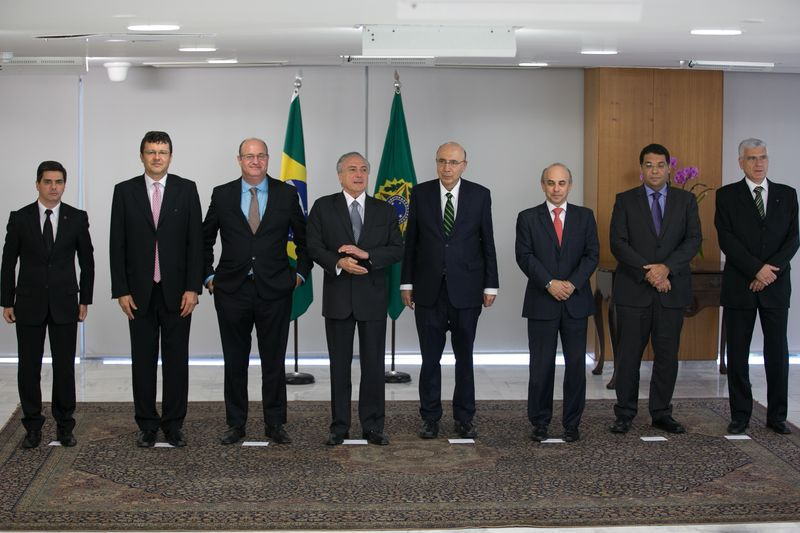
Temer se reúne com sua equipe econômica

A equipe econômica anunciou cortes de cargos comissionados assim que foi empossada. Romero Jucá, ministro do planejamento, disse que o governo pretendia cortar até 4.000 cargos de confiança e funções gratificadas, o que representaria 18,4% do total. Henrique Meirelles, ministro da fazenda, destacou que o equilíbrio das contas públicas era essencial para recuperar a confiança do país na economia e para estimular investimentos capazes de promover o crescimento do país e a geração de empregos.
Segundo Meirelles, o rombo nas contas do governo poderia ficar acima dos 96,6 bilhões de reais em 2016. Ele não descartou o aumento de impostos, mas assegurou que isso deveria ser uma medida temporária. Para ele, uma idade mínima para a aposentadoria é fundamental para garantir o financiamento da Previdência. O ministro disse ainda que o governo poderia rever subsídios (incentivos dados a diversos setores), mas sem ferir os direitos adquiridos, e que a dívida dos Estados com a União precisaria ser equacionada.
Embora não pretendesse ter seu governo representado por um parlamentar próximo a Eduardo Cunha, o presidente interino acabou por ceder à pressão do chamado "Centrão" - bloco de 225 deputados de vários partidos, cujo apoio era necessário para aprovar importantes reformas, como a da Previdência. Assim, em 18 de maio, nomeou para a liderança do governo na Câmara o deputado André Moura, do PSC de Sergipe. Moura estava envolvido em seis inquéritos no Supremo Tribunal Federal – com acusações que iam de apropriação indébita a homicídio – e nas investigações da operação Lava Jato, por corrupção ativa, passiva e formação de quadrilha.
No mesmo dia, o governo Temer recebeu críticas da Comissão Interamericana de Direitos Humanos. A entidade manifestou preocupação com a ausência de negros e mulheres - que representam mais da metade da população brasileira - entre os ministros nomeados. O comunicado destacou que a falta de mulheres não acontecia desde a época da ditadura militar e considerou "alarmante" a eliminação do Ministério da Mulher, da Igualdade Racial e dos Direitos Humanos. Além disso, citou o anúncio de cortes nos programas sociais, lembrando que o Brasil assinou o Protocolo de San Salvador, que proíbe medidas redutoras de direitos humanos, sociais e culturais. Temer, porém, negou cortes em programas sociais.
As críticas também partiram de líderes oposicionistas no Brasil. O líder do partido Rede, deputado Alessandro Molon (RJ), afirmou que as primeiras medidas anunciadas iriam cortar direitos sociais, considerando que representavam muitos retrocessos e recuos. Molon criticou cortes em políticas sociais da área da educação, a extinção do Ministério da Cultura e a falta de mulheres no primeiro escalão governista. O deputado Edmilson Rodrigues (Psol-PA) criticou os cortes no Programa Minha Casa, Minha Vida, anunciado pelo novo ministro das cidades, Bruno Araújo. E a decisão do ministro das relações exteriores José Serra de conceder passaporte diplomático ao pastor da Assembleia de Deus Samuel Pereira, que era também acusado na operação Lava Jato, foi condenada por parlamentares, dentre eles o líder do PCdoB, deputado Daniel Almeida (BA).
Em cerimônia realizada no Palácio do Planalto, em 24 de agosto, Temer defendeu a reforma trabalhista em planejamento e disse que seu objetivo não era retirar direitos, e sim manter empregos, pois nada fere mais a dignidade humana do que o desemprego. Em julho, o ministro do Trabalho, Ronaldo Nogueira, já havia dito que o Executivo estava tentando transformar a CLT em um uma legislação "simplificada e clara", mas, segundo ele, sem retirar os "direitos básicos" dos trabalhadores. A reforma trabalhista em gestação prestigiaria a negociação coletiva para tratar de temas como salário e tamanho da jornada dos trabalhadores, indicando que a CLT poderia ser flexibilizada nesses pontos. O ministro também disse que a proposta do governo contemplaria a regulamentação de contratos de "serviço especializado", referindo-se à possível terceirização de todos os serviços, incluindo as atividades-fim da empresa. Atualmente só se podiam terceirizar as atividades-meio.

### Posse como Presidente da República

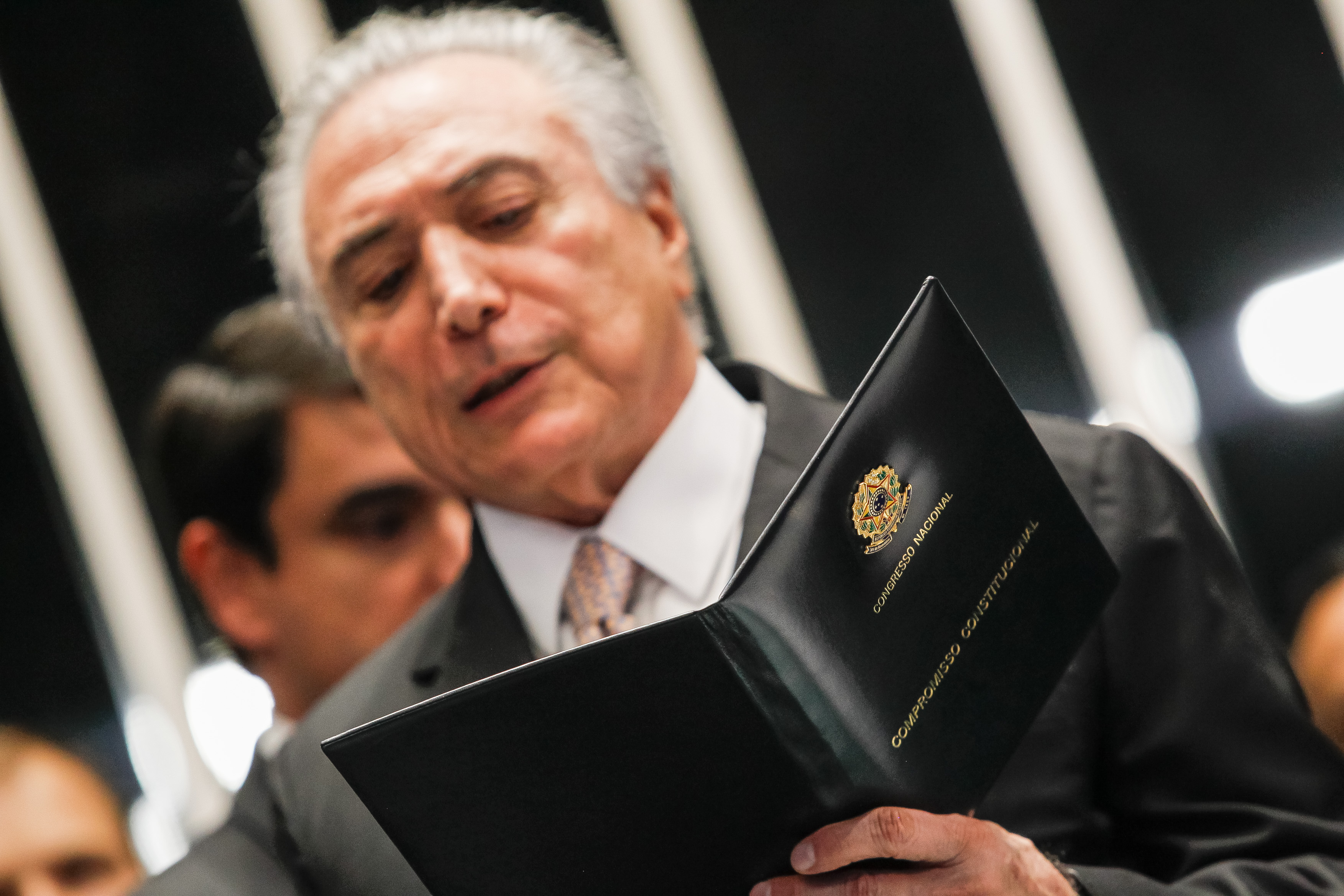
Temer lê o termo de compromisso constitucional ao assumir a presidência.

Em 31 de agosto de 2016, Michel Temer assumiu o cargo de presidente do Brasil, em cerimônia de posse no Congresso Nacional, devido a condenação de Dilma Rousseff no julgamento do impeachment. Renan Calheiros, presidente do Congresso Nacional, declarou Temer empossado para um mandato de duração de 31 de agosto de 2016 a 31 de dezembro de 2018. A cerimônia foi rápida, durou 12 minutos, e não houve discurso do presidente. Em sua primeira manifestação oficial, ele disse: "Agora nós inauguramos uma nova fase em que nós temos um horizonte de dois anos e quatro meses. E espera-se que, nesses dois anos e quatro meses, nós façamos aquilo que temos alardeado, ou seja, colocar o Brasil nos trilhos".

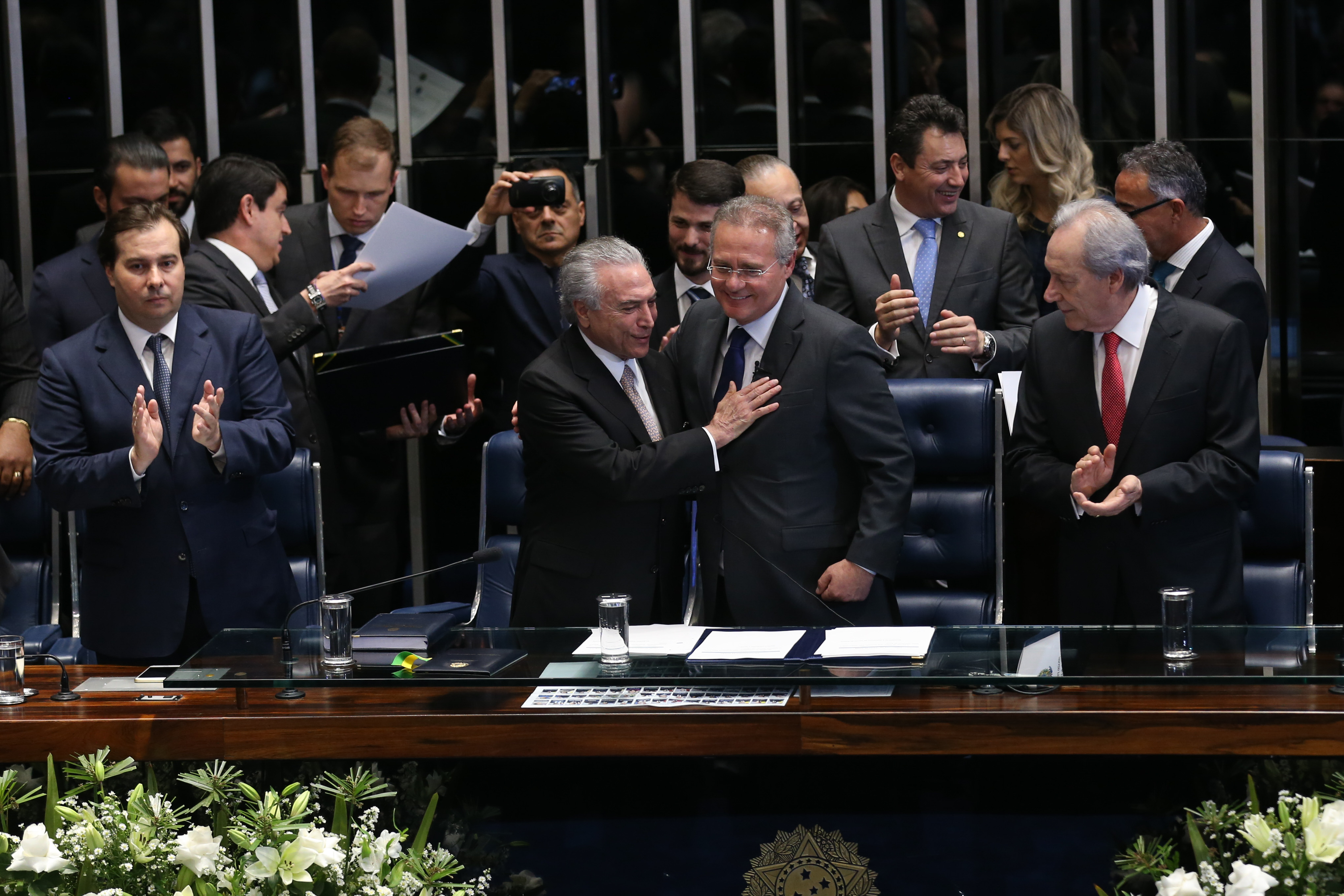
Michel Temer recebe cumprimentos durante a posse no Congresso Nacional.

Após ser efetivado como presidente, em 31 de agosto, Temer fez um discurso de apenas cinco minutos. Ele defendeu sobretudo as reformas previdenciária e trabalhista: "Para garantir o pagamento das aposentadorias, teremos que reformar a previdência social. Sem reforma, em poucos anos o governo não terá como pagar aos aposentados" e "Temos que modernizar a legislação trabalhista, para garantir os atuais e gerar novos empregos", afirmou. Ele declarou que os alicerces do seu governo eram os programas sociais, a eficiência administrativa, a retomada do crescimento econômico, a geração de emprego, a segurança jurídica e "a pacificação do país". Sobre o impeachment de Dilma Rousseff, Temer disse que o processo foi democrático e que era necessário rebater a acusação de golpe. Ele ressaltou ainda que estava fazendo uma contenção de gastos do governo.

## Gabinete ministerial
Desde o início do Governo Michel temer até a última troca ministerial foram feitas 29 trocas de Ministros. Uma média de aproximadamente uma troca ministerial a cada 24 dias. Desde 12 de maio de 2016, um ministério já teve quatro ministros, seis ministérios já tiveram três ministros, doze ministérios tiveram dois ministros, e seis ministérios tiveram apenas um ministro em todo o período do governo.

## Política interna

### Política de administração pública

#### Empresas estatais
O Senado aprovou um texto que determinou que 25 por cento dos membros dos conselhos de administração devem ser independentes, ou seja, não podem ter vínculo com a estatal, nem serem parentes de detentores de cargos de chefia no Executivo. O membro deverá ter pelo menos quatro anos de experiência na área de atuação da empresa estatal, ter experiência mínima de três anos em cargos de chefia e ter formação acadêmica compatível com o cargo. Os membros independentes não podem ter sido empregados da empresa — em um prazo de três anos antes da nomeação para o conselho — nem serem fornecedores ou prestadores de serviço da estatal. O projeto proíbe que os membros desses conselhos tenham sido integrantes de estruturas decisórias de partidos políticos nos últimos três anos antes da nomeação para o conselho. As regras valem ainda para quem for ocupar vagas na diretoria das empresas estatais. Um candidato político das últimas eleições também deverá cumprir carência de três anos. Servidores não concursados com cargos comissionados da administração pública também não poderão fazer parte do conselho de administração da estatal, a menos que se exonerem. Os sindicalizados podem fazer parte dos conselhos de administração, com exceção dos diretores sindicais, que, enquanto estiverem exercendo mandatos nos sindicatos, não poderão ser membros dos conselhos. A matéria também proíbe o acúmulo de cargos de diretor-presidente da estatal e de presidente do conselho de administração. A Lei de Responsabilidade das Estatais foi aprovada em 30 de junho de 2016.

#### Servidores públicos
Em 10 de junho, o governo anunciou que pretendia cortar 4.307 cargos e funções comissionados. A medida economizaria 230 milhões de reais por ano, embora isso fosse pouco diante dos 250 bilhões de reais anuais gastos com servidores ativos e inativos. A maioria desses cargos eram da classe DAS (Grupo de Direção e Assessoramento Superiores), que representavam cerca de 14% do número total de 24 250 cargos desse tipo existentes atualmente. O objetivo foi "racionalizar a atual estrutura do Poder Executivo e orientá-la para prestação de serviços à população com eficiência". Além disso, uma medida provisória deveria transformar 10 462 cargos DAS de livre provimento, que podem ser ocupados por pessoas sem concurso público, em funções comissionadas do poder executivo, as quais são exercidas por servidores concursados. Dessa forma, iria diminuir o número de pessoas sem vínculo com o serviço público.

#### Privatizações

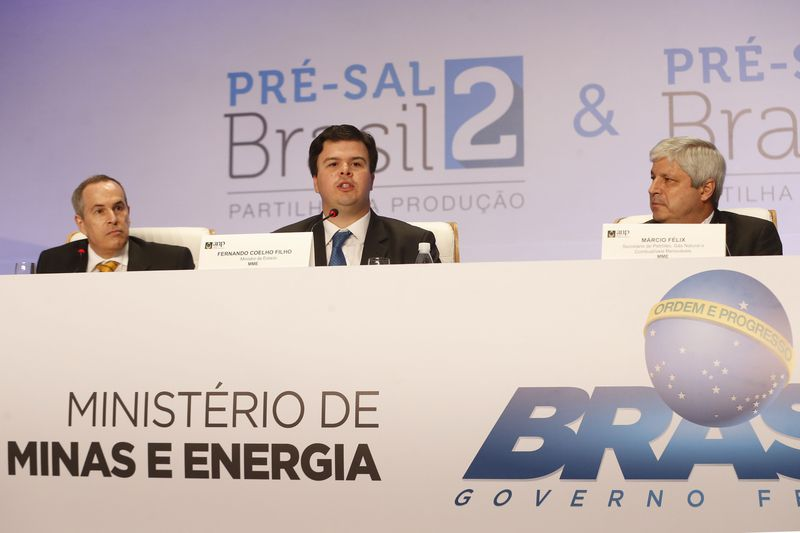
ANP realiza leilão de Partilha de Blocos do Pré-sal

Em 23 de agosto de 2017, o governo anunciou a privatização da Casa da Moeda do Brasil como parte do Programa de Parcerias de Investimento (PPI), o qual previa 57 ativos estatais para concessão ou desestatização. No mesmo dia, e também como parte do PPI, foi divulgado um calendário que previa um pacote de medidas voltadas para um leilão de outros bens públicos, como aeroportos, rodovias e terminais portuários. Havia a estimativa de arrecadar R$ 44 bilhões em investimentos ao longo da vigência dos contratos, pretendendo-se, com essa receita, melhorar a situação orçamentária e cumprir a meta fiscal do ano. O governo também já tinha anunciado a privatização da Eletrobras, por meio da venda de ações pertencentes à União; proposta esta que foi aprovada pelo conselho do PPI.
Em 27 de setembro, um leilão de quatro usinas hidrelétricas operadas pela Cemig gerou uma arrecadação de doze bilhões de reais para o governo federal. As quatro usinas são responsáveis por quase 40 por cento de toda a capacidade de geração do grupo Cemig, que tentou suspender o leilão na Justiça. Investidores chineses compraram a hidrelétrica de São Simão, a maior do concurso, enquanto um grupo francês ficou com a usina de Jaguara e a de Miranda, e representantes chilenos adquiram a usina de Volta Grande. Em Belo Horizonte, houve protestos de sindicatos e movimentos sociais contra a privatização. O leilão ocorreu na Bolsa de Valores de São Paulo.
Em 27 de outubro, o governo realizou um leilão de oito áreas de exploração do pré-sal. A Petrobras adquiriu as três nas quais tinha interesse e aceitou ceder até 80 por cento da produção para a União, percentual muito acima dos valores mínimos propostos no edital e do valor oferecido no leilão de Libra, em 2013. Seis dos blocos oferecidos tiveram propostas. A licitação foi regida por um regime de partilha, que prevê a vitória na disputa para quem oferecer a maior fatia de petróleo ou gás excedente da produção futura para a União, considerado excedente o volume que resta após os descontos dos custos da exploração e dos investimentos. Além disso, as empresas assumiram o compromisso de pagar para a União um bônus de 6,15 bilhões de reais das concessões vendidas.

### Ciência e tecnologia

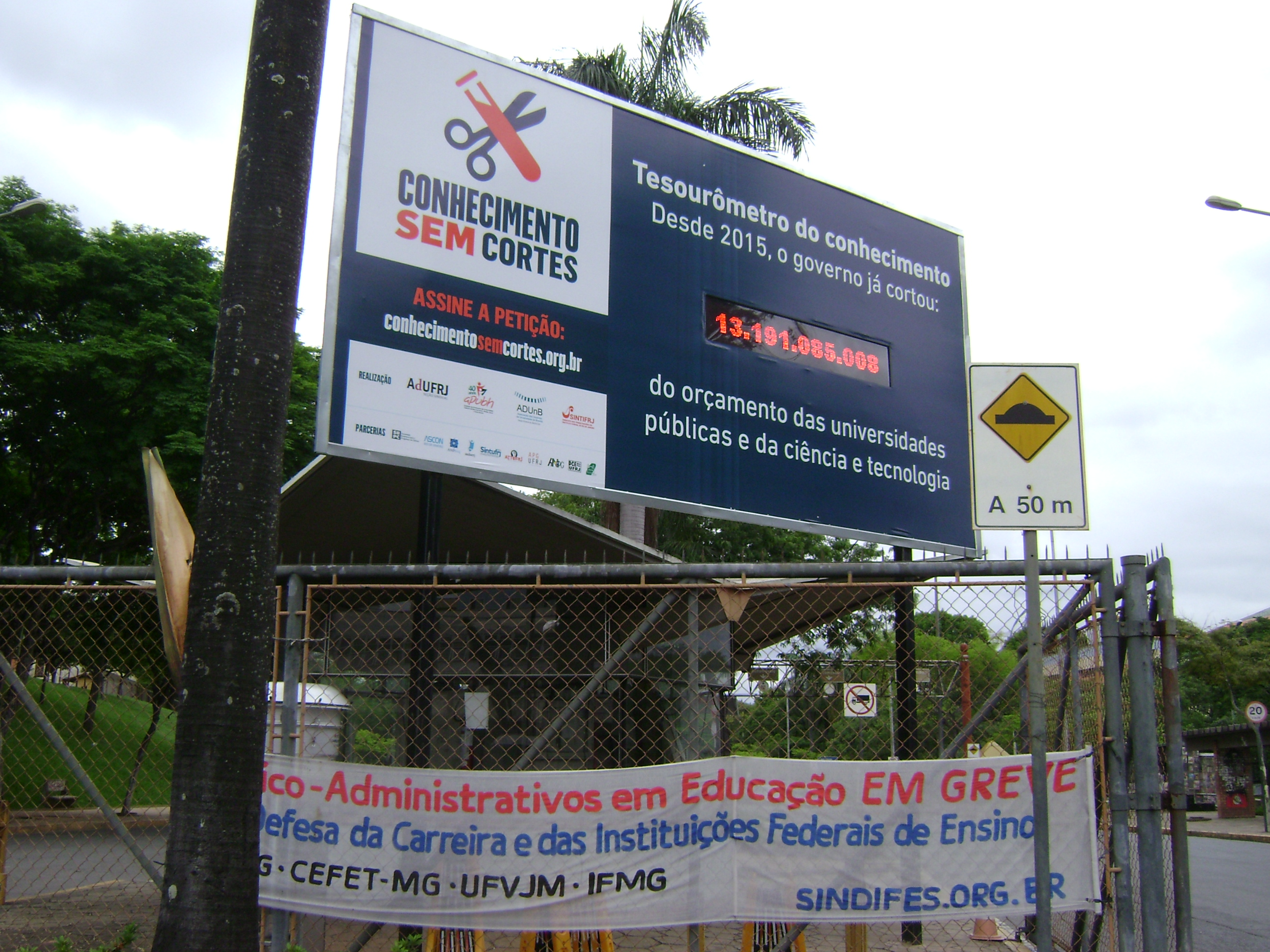
Painel montado em frente à UFMG protestando contra o corte de verbas na área de ciência e tecnologia por parte do governo.

Em 12 de julho, Temer anunciou investimentos na pesquisa científica e tecnológica. Eram dois modelos, um com recursos privados e outro com recursos públicos. O primeiro seria gerenciado pela Empresa Brasileira de Pesquisa e Inovação Industrial, por meio de órgão ligados a universidades. O segundo seria gerido pela Agência Brasileira de Desenvolvimento Industrial (ABDI), que captaria recursos no mercado financeiro e os aplicaria em start-ups. O comando geral ficaria a cago dos ministérios: da Ciência, Tecnologia, Comunicação e Inovações; da Indústria e comércio Exterior; e da Educação. No entanto, os recursos liberados em 2016 foram de 500 milhões de reais, apenas 9 por cento do que foi destinado a essa área no ano anterior. Além disso, existiam outros problemas, como excesso de tributação e falta de infraestrutura.
No início de outubro de 2017, 23 ganhadores do Prêmio Nobel assinaram uma carta endereçada ao presidente Michel Temer, pedindo uma mudança na postura adotada nas áreas de ciência e tecnologia. O texto declarava que as medidas “comprometem seriamente o futuro do Brasil” e que precisavam ser revistas “antes que seja tarde demais”, além de mencionar que poderia ocorrer "uma 'fuga de cérebros’, que irá afetar os melhores e jovens cientistas".
O documento, encabeçado pelo físico francês Claude Cohen-Tannoudji, reforçou o coro contra o corte de 44% do orçamento do Ministério da Ciência, Tecnologia, Inovações e Comunicações de 2017, assim como um possível corte de 15,5% esperado para 2018. O orçamento projetado pelo governo em 2017 era de R$ 3,2 bilhões (depois do contingenciamento de 44% no início do ano). O valor era um terço do que a pasta tinha quatro anos antes, segundo o jornal O Globo. A proposta do governo reduziria o valor ainda mais em 2018, para R$ 2,7 bilhões.
Para Ildeu de Castro Moreira, presidente da Sociedade Brasileira para o Progresso da Ciência, a manifestação da comunidade científica internacional de altíssimo nível demonstrou a importância que a ciência brasileira ganhou no quadro internacional nos últimos anos e o quão expressivo é o desincentivo atual. “Estão todos preocupados diante do quadro de desmonte que a ciência brasileira está passando, que é muito sério e que compromete o futuro do país e o seu desenvolvimento econômico-social.” Além disso, houve uma manifestação na Avenida Paulista, com cerca de duzentas pessoas contrárias ao corte de gastos.

### Economia
Já no início de seu mandato,o Presidente Temer sinalizou o tom da política econômica de seu governo, que teve como base as diretrizes elencadas no documento Uma Ponte Para O Futuro, elaborado pela Fundação Ulysses Guimarães.
O governo Michel Temer começou com uma grave crise nas contas públicas, vindo do governo anterior. Embora o mês de abril de 2016 tenha registrado um superavit primário, o mês de maio teve um deficit - despesas superiores às receitas, sem a inclusão de juros — de 15,49 bilhões de reais. Esse foi o pior resultado para meses de maio desde o início da série histórica, em 1997, portanto, em vinte anos. Além de haver uma redução das receitas, devido à recessão, as despesas públicas em maio de 2016 avançaram 7,3 por cento sobre o mesmo mês do ano anterior. As despesas totais chegaram a 480 bilhões nos cinco primeiros meses de 2016, uma alta de 11,3 por cento na comparação com o mesmo período de 2015, enquanto as receitas totais somaram 544,91 bilhões de janeiro a maio, uma alta de 3,1 por cento em relação ao mesmo período do ano anterior. Além disso, foi o primeiro deficit registrado para os cinco primeiros meses de um ano desde o início da série histórica, em 1997. De janeiro a maio de 2016, as contas registraram um rombo inédito de 23,77 bilhões de reais. O governo justificou o desequilíbrio com gastos obrigatórios, entre eles o da Previdência.
A consequência de as contas públicas registrarem deficits fiscais seguidos é a piora da dívida pública e o aumento das pressões inflacionárias. Além disso, o Brasil, no Governo Dilma Rousseff, perdeu o chamado "grau de investimento" — uma recomendação para investir no país —, que foi retirado pelas três maiores agências de classificação de risco (Standard & Poor's, Fitch e Moody's). Para conter o problema, o governo conseguiu mudar a meta fiscal e estabelecer um teto para os gastos públicos junto ao Congresso Nacional. Outra medida foi propor uma mudança nas regras da Previdência social, cujas contas nos cinco primeiros meses de 2016 totalizaram um deficit de 49,73 bilhões de reais, significando um aumento de 81% no rombo previdenciário em relação ao ano anterior; havendo previsão de um aumento ainda maior de 146 bilhões de reais para 2017. Até 2016, já eram três anos seguidos de deficit governamental.
Em 2 de julho, o Conselho Federal de Economia (Cofecon) emitiu uma nota criticando os rumos do governo federal. Segundo o conselho, a principal razão do crescimento do deficit primário não foi a elevação dos gastos, mas a forte contração da receita, em decorrência da retração econômica e da elevação da elisão e sonegação fiscais. O texto sugeriu que o crescimento das despesas fosse atrelado ao PIB, algo que em parte já acontecia no governo da Presidente Dilma Rousseff, com a política de vincular o aumento do salário mínimo ao crescimento do país. Além disso, o texto criticou o atual sistema tributário. O país arrecadava 72 por cento dos impostos sobre o consumo e renda dos trabalhadores, contra apenas 28% sobre a renda do capital e riqueza. Na média dos países da OCDE, uma organização de países desenvolvidos e em desenvolvimento, os valores eram 33 e 67 por cento, respectivamente.
O Cofecon também entendeu que não havia mais necessidade da manutenção da taxa básica de juros no atual patamar de 14,25 por cento ao ano para combater a inflação. O governo da presidente afastada Dilma Rousseff manteve, em toda a sua primeira gestão, a inflação acima da meta (4,5% ao ano) e próxima ao teto da meta (6,5% ao ano), por meio da interferência em preços administrados, como combustíveis e passagens de ônibus. Mas, com o índice oficial de inflação registrando 9 por cento ao ano em maio e outros índices apontando tendência de aumento nos preços do atacado, a nota informou que "A tendência já está clara, que os fatores que implicaram a elevação da taxa de inflação no primeiro semestre de 2015 não se fazem mais presentes (forte correção dos preços administrados e repasse cambial), que o quadro recessivo elimina qualquer pressão de demanda e que a taxa básica de juros, portanto, já devia estar em queda desde o segundo semestre de 2015". A nota finalizou alertando para o risco de valorização da moeda nacional diante do dólar, observada no último mês. "A rápida valorização observada nas últimas semanas é funcional para a queda da inflação, mas novamente deverá colocar em cheque a indústria doméstica, dificultando a reversão do elevado desemprego", disseram os dezoito conselheiros da entidade.
Henrique Meirelles, na primeira semana como ministro da Fazenda, declarou que a situação econômica do país estava pior do que em 2003, quando ele assumiu o comando do Banco Central. Mesmo assim, sua expectativa era positiva porque o governo possuía uma agenda de reformas e uma capacidade de negociação com o Congresso. Seus objetivos eram: tirar o país da recessão; criar condições para o desenvolvimento sustentável; aumentar a confiança do país para estimular o investimento, a contratação, as vendas e a concessão de crédito, de maneira que a economia voltasse a crescer a curto prazo; estabilizar a dívida pública como um percentual do produto interno bruto e depois induzir a sua queda gradual; criar uma agenda pró-crescimento, melhorando o ambiente de negócios, o custo Brasil, a produtividade e os investimentos em infraestrutura. Meirelles acrescentou que a primeira medida era estimar o tamanho do deficit público em 2016 e então entrar em negociação com o Congresso. Além disso, falou em reduzir a máquina pública, com a extinção de ministérios e de cargos comissionados.

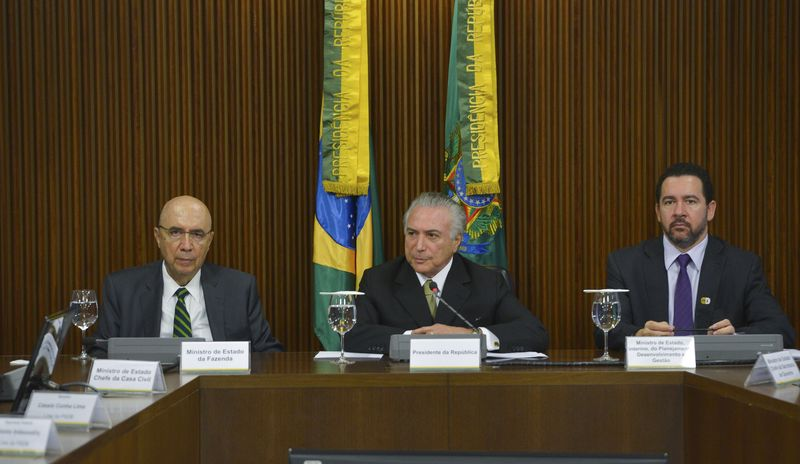
Temer anuncia medidas econômicas ao lado de Henrique Meirelles

Em 24 de maio, Temer anunciou as medidas para controlar a dívida pública. Ele declarou que estava governando junto com o Congresso e que a aprovação da nova meta fiscal era extremamente importante, enfatizando também a necessidade de manter a tranquilidade das instituições. O presidente interino afirmou que deveria instituir critérios rígidos para a indicação dos dirigentes dos fundos de pensão e das estatais. Disse ainda que, a depender de uma avaliação jurídica, existiria a possibilidade de o Banco Nacional do Desenvolvimento (BNDES) devolver 100 bilhões de reais que recebeu do Tesouro Nacional. O governo injetou 500 bilhões de reais no banco estatal, entre 2009 e 2014, e esses recursos foram emprestados a empresas, cobrando-se juros mais baixos que os praticados no mercado.
Isso significa um subsídio estatal para grandes empresas, apelidado de "bolsa empresário". A recuperação antecipada desses recursos poderia abater a dívida pública, que estava em 67 por cento do PIB. Outra forma de reduzir a dívida seria recolher os recursos do chamado Fundo Soberano, estimados em 2 bilhões de reais, os quais foram idealizados como um destino das receitas do pré-sal, com o objetivo de aliviar as contas públicas em momentos de crise. Além dessas medidas, Temer pretendia impor um limite para os gastos do governo, que saltaram de 14% para 19% do PIB entre 1997 e 2015, atingindo com essa medida até a saúde e a educação. E ainda esperava economizar dois bilhões de reais por ano, proibindo o aumento do valor de subsídios governamentais já concedidos, como incentivos fiscais. Em 25 de maio, o Congresso aprovou a redução da meta fiscal, autorizando o governo a fechar o ano com um deficit de 170,5 bilhões nas contas públicas.
Em 15 de junho, Temer apresentou ao Congresso uma proposta de emenda constitucional que limitava o aumento do gasto público à variação da inflação, tomando como base de reajustamento o valor da inflação do ano anterior. Esse teto de gastos públicos teria validade de vinte anos desde 2017, podendo ser revisado a partir do seu décimo ano de vigência. De acordo com o governo, "A PEC limitará, pela primeira vez, o crescimento do gasto público e contribuirá para o necessário ajuste estrutural das contas públicas". No primeiro ano de vigência, o limite dos gastos totais equivaleria à despesa paga no ano anterior corrigida pela inflação daquele ano. A proposta incluiu a saúde e a educação no limite de gastos, mas excluiu várias despesas, como transferências constitucionais a outras unidades federativas, e créditos extraordinários. Abrangeu também os gastos do Legislativo e do Judiciário.
Em 6 de outubro, Temer anunciou que iria disponibilizar uma linha de crédito de 30 bilhões de reais para a Micro e Pequena Empresa (MPE). Seriam linhas de empréstimos e financiamentos para uso em capital de giro, investimentos e compra de equipamentos. Do valor anunciado, vinte bilhões seriam disponibilizados pela Caixa Econômica Federal e pelo Banco do Brasil. O restante viria de bancos privados (Bradesco, Itaú e Santander). Além do aumento do crédito para o trimestre, as medidas anunciadas possibilitariam a melhoria no ambiente de negócio em outros dois eixos: capacitação e desburocratização. Seria também lançado o programa Instituição Amiga do Empreendedor, em parceria com o Ministério da Educação e universidades públicas e privadas, que promoveria a orientação na área de gestão de negócios e assistência técnica a potenciais empreendedores. Outro projeto apresentado foi o Simples Exportação, que objetivava desburocratizar a operação de comércio internacional para MPEs e estabelecer a figura do Operador Logístico, que seria responsável pelos procedimentos operacionais da exportação.
Em 22 de novembro, o governo federal, em reunião com os governos estaduais, anunciou um pacto nacional pelo equilíbrio das contas públicas. Segundo Henrique Meirelles, o governo federal aceitava dar aos estados uma fatia maior dos recursos arrecadados com a chamada repatriação, programa que deu incentivos para que brasileiros regularizassem bens mantidos no exterior e que não haviam sido declarados à Receita Federal. Em contrapartida, os governadores se comprometeriam a fazer um forte ajuste em suas contas, semelhante ao proposto pelo próprio governo Temer, incluindo o aumento da contribuição previdenciária paga por servidores públicos. O governo arrecadou 46,8 bilhões de reais com a cobrança de Imposto de Renda (IR) e multas dos contribuintes que aderiram à repatriação, mas os estados ficariam com apenas quatro bilhões desse total, a parte correspondente ao IR. Os governadores, porém, exigiram também uma parcela das multas. Após uma disputa no Supremo Tribunal Federal, Temer cedeu e os estados receberiam mais cinco bilhões do valor arrecadado.

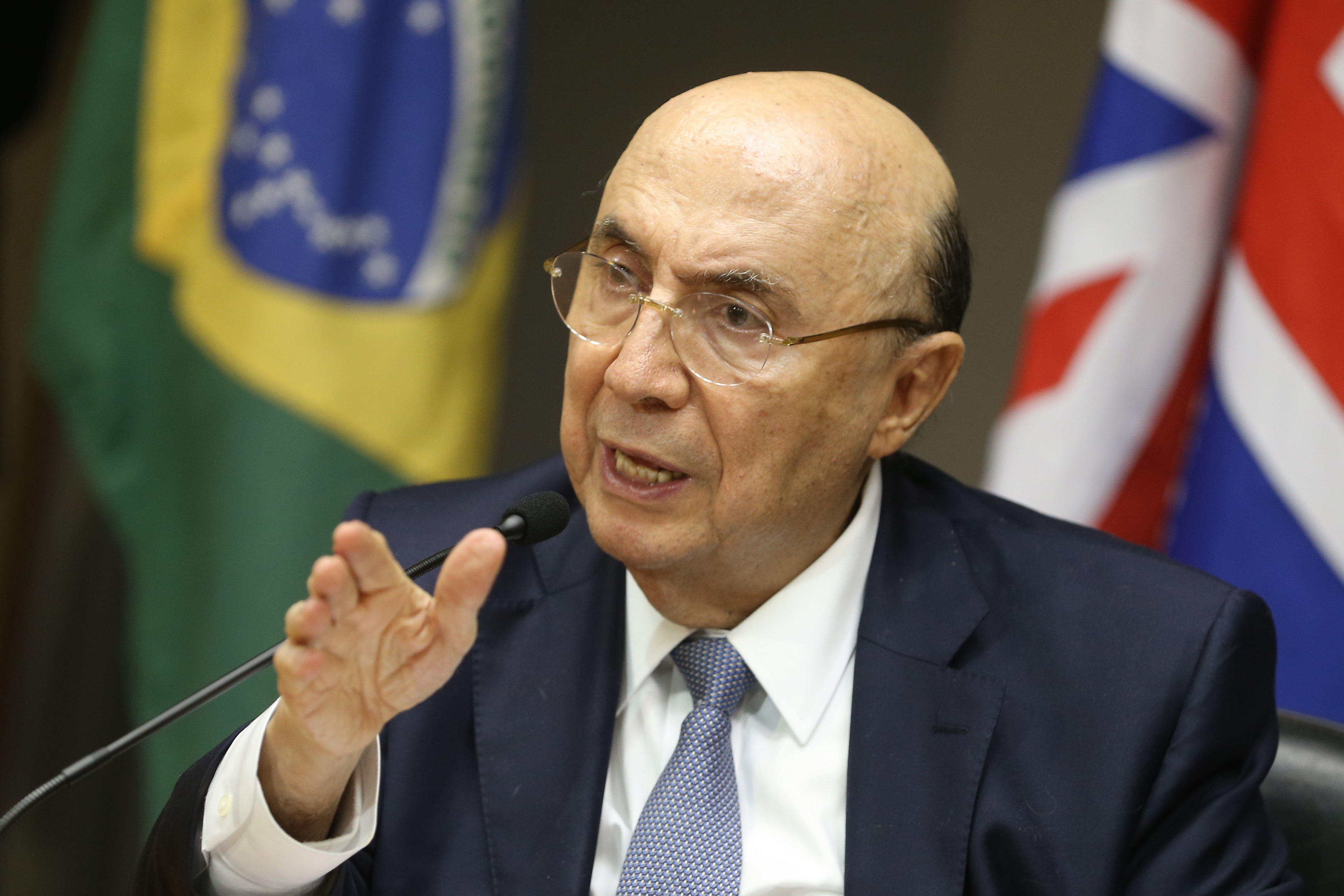
O ministro da Fazenda, Henrique Meirelles, durante encontro com o ministro das Finanças do Reino Unido, Philip Hammond, no Ministério da Fazenda.

Em 13 de dezembro, o governo anunciou um pacote de medidas para melhorar a situação econômica do país. Uma delas se referia ao FGTS. Quando houvesse lucros, uma parte deles continuaria depositada e a outra metade seria disponibilizada para o trabalhador pagar dividas que tenha ou fazer uma outra utilização. O governo também pretendia reduzir a multa de dez por cento a cargo dos empregadores no momento da demissão dos trabalhadores. Outra medida foi o parcelamento de dívidas relativas a tributos de empresas e pessoas físicas com o governo, havendo a possibilidade de compensar débitos com determinados créditos. Anunciou-se também uma grande desburocratização da atividade econômica, com "uma simplificação extraordinária para as empresas realizarem pagamentos trabalhistas e tributários". Haveria ainda uma nova política de empréstimos buscados pelas empresas com o Banco Nacional de Desenvolvimento Econômico e Social (BNDES), com juros mais baixos. Michel Temer enfatizou uma medida que ele chamou de "diferenciação" de preços para diferentes meios de pagamentos (cartão de crédito, dinheiro ou cheque). Assim, os comerciantes iriam poder conceder descontos, por exemplo, para pagamentos à vista, algo que já acontecia atualmente, mesmo sendo proibido. O pacote também pretendeu agilizar as compras e vendas do comércio exterior. Segundo o ministro Meirelles, seria criado um portal único, acessível pela Internet, para o encaminhamento de todos os documentos e dados exigidos para as transações comerciais com outros países.
Em maio de 2017, depois de oito trimestres consecutivos de retração, a economia do país começou a mostrar sinais de recuperação. O Índice de Atividade Econômica (IBC-Br) do Banco central (BC) fechou o primeiro trimestre de 2017 com alta de 1,12 por cento em relação aos três meses anteriores. Em comparação com o primeiro trimestre de 2016, a atividade registrou alta de 0,29 por cento. O ministro Henrique Meirelles declarou que os números indicavam uma retomada gradual durante 2017. Nas palavras dele, “Estamos num momento em que os dados têm mostrado que há o início da recuperação da economia brasileira no primeiro trimestre o que, a meu ver, é a resposta para o conjunto de ações e de políticas, de propostas de reforma que o governo tomou desde o início do mandato do presidente Michel Temer”.
Em agosto, a expansão econômica foi confirmada. O Banco Central informou que houve um crescimento de 0,25 por cento em relação ao primeiro trimestre. Esse segundo incremento trimestral consecutivo, com um pico de 0,5 por cento no mês de junho, convenceu os economistas de que o país estava se recuperando de fato. Com os novos números, o
Projeções Broadcast coletou 28 estimativas de instituições do mercado financeiro para o resultado do PIB no segundo trimestre do ano. A previsão média foi de estabilidade, com a expectativa de que ficasse no intervalo entre queda de 0,5 por cento e alta de 0,30 por cento. Apesar dos resultados modestos, levando em conta a forte recessão dos anos de 2015 e 206, o ministro Meirelles disse: "Os dados de serviços, conjugados com os de varejo, criação de postos de trabalho na economia brasileira e, finalmente, com o IBC-Br, mostram que o Brasil voltou a crescer”.

#### Agricultura
O governo Temer decidiu continuar o trabalho da ex-ministra Kátia Abreu, implementando o Plano Safra 2016/2017. O objetivo era efetuar um remanejamento de recursos para programas de tecnologia e logística, dentre outros, além de promover a recomposição do orçamento para o seguro rural e para a comercialização. O Banco do Brasil abriu um crédito de 101 bilhões de reais para a safra 2016/2017. Esse crédito se dividiu entre 91 bilhões para produtores e cooperativas e dez bilhões para empresas da cadeia do agronegócio. Ele foi parte do Plano Agricultura e Pecuária 2016/2017 do governo federal, que destinaria 185 bilhões de reais de crédito para os produtores rurais brasileiros investirem em custeio e comercialização, entre 1º de julho de 2016 e 30 de junho de 2017.

#### Comércio
Em 12 de julho, Temer passou a comandar a Câmara de Comércio Exterior (Camex), de acordo com um decreto publicado em edição extra do Diário Oficial da União. A Camex era presidida pelo ministro da Indústria, Serviços e Comércio Exterior. O decreto também aumentou a participação do Ministério das Relações Exteriores no colegiado. A Camex já estava vinculada à Presidência da República desde maio, quando Temer fundiu e extinguiu ministérios e órgãos. O decreto terminou de regulamentar as mudanças no colegiado, que cuida da política de comércio exterior brasileira. Dessa forma, o Comitê Executivo de Gestão (Gecex) da Camex passou a ser presidido pelo ministro das Relações Exteriores, José Serra. O ministro da Indústria, Serviços e Comércio Exterior, Marcos Pereira, ficou com a presidência do Conselho Consultivo do Setor Privado (Conex), instância que faz a mediação entre empresas e governo no âmbito da Camex. Além do comércio exterior, a Camex também cuidará do fomento a investimentos.

#### Finanças e orçamento
Em 7 de junho, a Câmara dos Deputados aprovou uma emenda constitucional considerada essencial por Temer, criando a permissão para que a União utilizasse livremente parte de sua arrecadação tributária, a chamada Desvinculação de Receitas da União (DRU). Assim, ampliou-se de 20% para 30% o percentual que poderia ser remanejado da receita de todos os impostos e contribuições sociais federais. O restante da arrecadação seria vinculado a despesas definidas no orçamento. A medida poderia ser aplicada de maneira retroativa desde 1º de janeiro de 2016. Isso beneficiaria o governo na medida em que a maioria das receitas vigentes possuíam destinos especificados na legislação. A emenda não alterou gastos mínimos com saúde e educação, bem como as transferências constitucionais de impostos para estados e municípios.
Outra vitória do governo foi a aprovação pelo Senado de um projeto de lei complementar que evita a maquiagem das contas públicas. Conforme o texto, a arrecadação prevista na Lei de diretrizes orçamentárias (LDO) deve ser mantida na Lei orçamentária anual (LOA) e na autorização do orçamento do ano seguinte enviada pelo Congresso à Presidência da República. Assim, o governo não poderá mais enviar propostas orçamentárias distantes da realidade econômica do país nem contar com receitas incertas para fechar as contas. Com a nova premissa, a previsão de receitas terá que ser realista, evitando-se, por exemplo, construir obras cujo custeio fica postergado para anos depois. O projeto de lei também determinou que o Executivo envie ao Legislativo, no primeiro ano de governo, o Plano plurianual (PPA) juntamente com a LDO, até o dia 30 de abril, com o objetivo de evitar que a LDO seja elaborada antes da definição de investimentos em projetos e programas, o que pode também ocasionar uma distorção entre receitas e despesas.

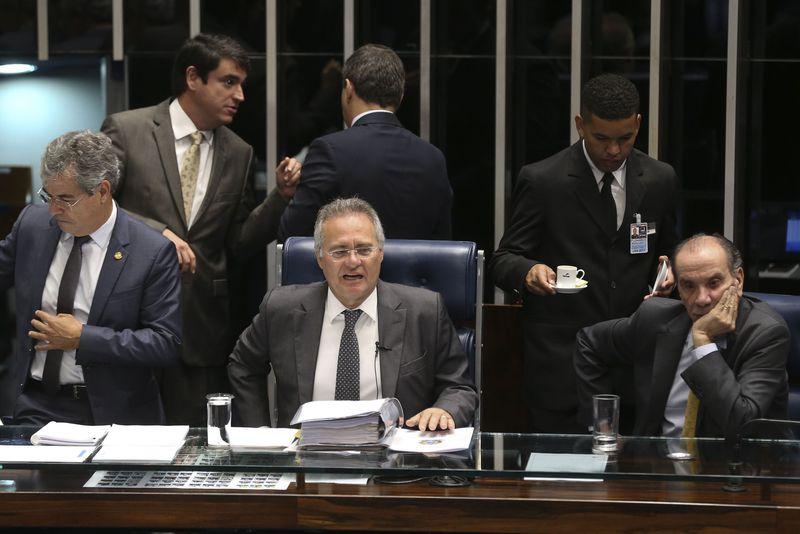
Senado aprova a PEC que limita os gastos públicos

Em 13 de dezembro, o Senado, por 53 votos a favor e 16 contra, aprovou o texto-base da Proposta de Emenda à Constituição (PEC) que estabeleceu um teto para os gastos públicos para os próximos vinte anos. A proposta foi enviada pelo presidente ao Congresso em junho e foi considerada pelos governistas essencial para o reequilíbrio das contas públicas, ao lado da reforma da Previdência, enquanto os oposicionistas argumentaram que a medida iria congelar investimentos nas áreas de saúde e educação. As principais metas da PEC são: as despesas da União só poderão crescer conforme a inflação do ano anterior; a inflação para 2017, que serviria de base para os gastos, seria de 7,2%; nos demais anos de vigência da medida, o teto corresponderia ao limite do ano anterior corrigido pela inflação medida pelo Índice Nacional de Preços ao Consumidor Amplo (IPCA); se um poder desrespeitar o limite, sofrerá sanções no ano seguinte, como a proibição de realizar concursos ou conceder reajustes; se um poder extrapolar o teto, outro poder deverá compensar.
Os gastos com saúde e educação só seriam enquadrados no teto de gastos a partir de 2018; os gastos mínimos em saúde passariam, em 2017, dos atuais 13,7% para 15% da receita corrente líquida e, a partir de 2018, esses investimentos se enquadrariam no teto de gastos, sendo corrigidos pela inflação; ficaram de fora das novas regras as transferências constitucionais às unidades federativas, os créditos extraordinários, as complementações do Fundeb, os gastos da Justiça Eleitoral com eleições e as despesas de capitalização de estatais não dependentes; a partir do décimo ano de vigência do limite de gastos, o presidente da República poderia enviar um projeto de lei ao Congresso para mudar a base de cálculo. Em 15 de dezembro, a PEC foi promulgada e passou a ser uma legislação.

#### Tributação
Em 6 de julho, após reunião com Temer e a equipe econômica, o senador e relator da Lei de diretrizes orçamentárias, Wellington Fagundes, informou que a previsão de receitas seria elevada com o aumento de impostos da CIDE (sobre os combustíveis) e com os recursos de concessões e privatizações. Outros tributos, que não dependem do Congresso, também poderiam ser elevados. Segundo fontes, a elevação da CIDE, de 0,10 reais para 0,60 reais, por exemplo, poderia resultar num reforço de caixa anual de até quinze bilhões de reais. Com o aumento, o rombo nas contas públicas iria chegar a 150 bilhões de reais, mas, sem elas, poderia chegar a 194 bilhões em 2017. Temer pretendia obter outras formas de reduzir o deficit, como o controle de gastos e a revisão do auxílio-doença. Além disso, o governo já havia recolhido oito bilhões na repatriação de recursos.
Em 22 de julho, Temer oficializou a alíquota de 6% para o Imposto de Renda Retido na Fonte (IRRF) sobre as remessas para o exterior referentes a gastos com turismo. A Lei n.º 13 315 tem regra geral de 6% de incidência para valores remetidos por pessoas físicas e jurídicas até o limite de 20 mil de reais ao mês. Acima desse limite, a alíquota é de 25%. No caso de agências de turismo, não há qualquer limite para a aplicação da alíquota de 6%, com a exceção dos paraísos fiscais. Para estes, a alíquota é de 25%. Mas, se a remessa for feita por uma agência de turismo, a alíquota será de 6%, com o limite de dez mil reais por passageiro por mês. As agências de turismo devem ainda demonstrar a efetiva existência operacional do beneficiário da remessa situado em paraíso fiscal. A nova legislação foi negociada por dois anos com entidades do turismo, que comemoraram a nova alíquota, embora desejassem a isenção fiscal. As remessas para fins educacionais e tratamento de saúde seguem isentas de qualquer tributação.
Em 27 de outubro, O presidente sancionou o projeto de lei que amplia o prazo de parcelamento das dívidas tributárias de micro e pequenas empresas, estabelecendo os novos limites para o enquadramento das empresas no Simples Nacional, e a lei do salão-parceiro, que legaliza a contratação de pessoas jurídicas para a prestação de serviços em salões de beleza — como os de cabeleireiros, barbeiros, manicures, pedicures, maquiadores, esteticistas e depiladores. Criado em 2006, o Supersimples tem o objetivo de desburocratizar e facilitar o recolhimento de tributos pelos micro e pequenos empresários. Com as mudanças, o limite para que a microempresa seja incluída no programa passou dos atuais 360 mil reais anuais para 900 mil reais. Já o teto das empresas de pequeno porte passou de 3,6 milhões anuais para 4,8 milhões de reais. A nova versão da lei amplia de 60 para 120 prestações o prazo para o pagamento das dívidas tributárias. A nova lei cria ainda a figura do “investidor-anjo”, para ajudar as startups (empresas em início de atividades inovadoras) a obterem aportes a fim de colocar seus produtos no mercado. Dessa forma, será possível a aplicação de investimentos sem a necessidade de o investidor se tornar sócio do novo empreendimento.

### Educação
Os programas de incentivo à educação e à profissionalização, como Pronatec, ProUni e Fundo de Financiamento ao Estudante do Ensino Superior (FIES), tiveram suspensa a abertura de novas vagas. O ministro da educação, Mendonça Filho, disse que pretendia honrar as vagas já contratadas, mas não poderia aceitar novas inscrições devido à falta de recursos. Um dos principais alvos da nova política educacional era o Fundo de Financiamento ao Estudante do Ensino Superior (FIES), em que o governo financiava o estudo de alunos de baixa renda em universidades particulares, emprestando dinheiro que, após a formatura, era devolvido pelos beneficiados. Mendonça não pretendia manter o pagamento da taxa bancária, que é de 1,3 bilhão de reais por ano. Ele também ressaltou que o Programa Universidade para Todos (ProUni) precisaria cobrar resultados dos estudantes que recebem dinheiro público. Os gestores da pasta da educação acreditavam que o governo poderia investir em grandes projetos, mas que seus recursos estavam mal aproveitados.

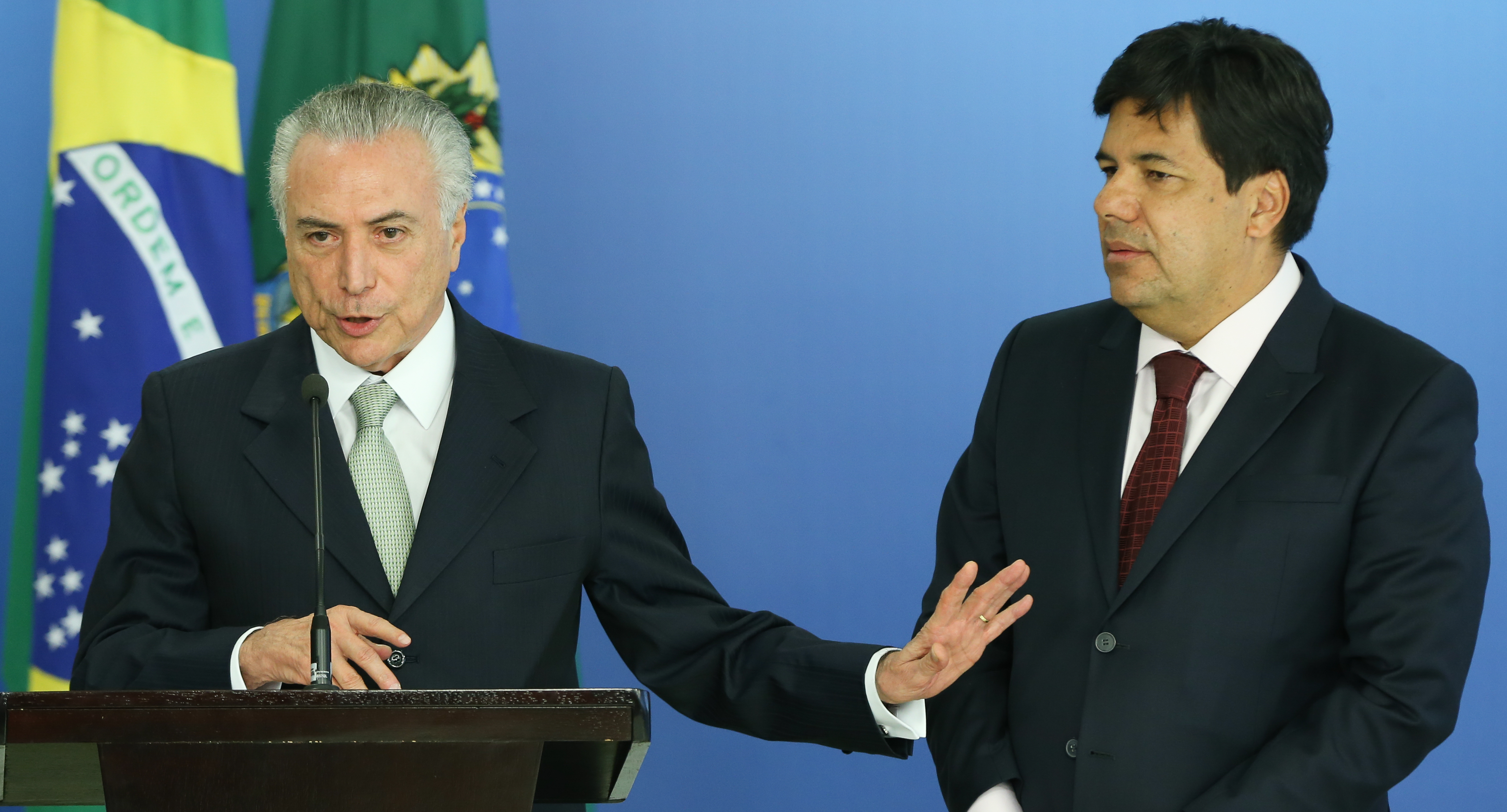
Presidente interino, Michel Temer, e o ministro da educação, Mendonça filho, anunciando prorrogação do FIES.

Em 16 de junho, Temer assinou a autorização para a criação de mais 75 mil bolsas do Fundo de Financiamento Estudantil (Fies). O investimento do Ministério da Educação (MEC), destinado para novos contratos no segundo semestre de 2016, somava 450 milhões de reais. Essa quantidade de vagas foi possível graças à reposição de 4,7 bilhões de reais, em relação ao corte de 6,2 bilhões de reais da gestão anterior. As vagas representaram também um aumento de mais de 50% dos contratos firmados no primeiro semestre de 2016. Os novos contratos alteraram a exigência de renda familiar de até 2,5 salários mínimos para até três salários mínimos, ampliando o acesso dos estudantes à universidade, e não haveria mais prazo para a declaração de se o estudante está ou não matriculado/vinculado ao curso. Além disso, haveria limitação de prazo na pré-seleção dos estudantes em lista de espera e ocorreria processo específico para ocupação de vagas remanescentes.
Em 16 de fevereiro de 2017, ao sancionar a lei que determinou a reforma do ensino médio, Temer declarou, em seu discurso no Palácio do Planalto, que o novo modelo só foi possível graças à ousadia do governo de encarar a polêmica que cerca os temas relevantes para o país. Segundo o presidente, "Temos enviado propostas que geram saudável polêmica. A polêmica, crítica portanto, gera aperfeiçoamento. Certa e seguramente, algumas modificações feitas pelo Congresso Nacional foram feitas pela sociedade. Acabou, então, saindo uma coisa consensual" e "Estamos ousando. Quem ousaria fazer um teto para os gastos públicos? Seria muito fácil o presidente chegar e gastar à vontade sem se preocupar com as reformas fundamentais, ou seja com o país no futuro. Não estamos fazendo isso. Propor o teto foi uma ousadia muito bem-sucedida. Agora, a do ensino médio". O Ministro da Educação, Mendonça Filho, acrescentou que "A escola do ensino médio era estática, com treze disciplinas obrigatórias. [O aluno] tem de assimilar aquele conteúdo de forma similar e igual para todos, como que cada um tivesse um perfil igual ao outro".

#### Reforma do ensino médio

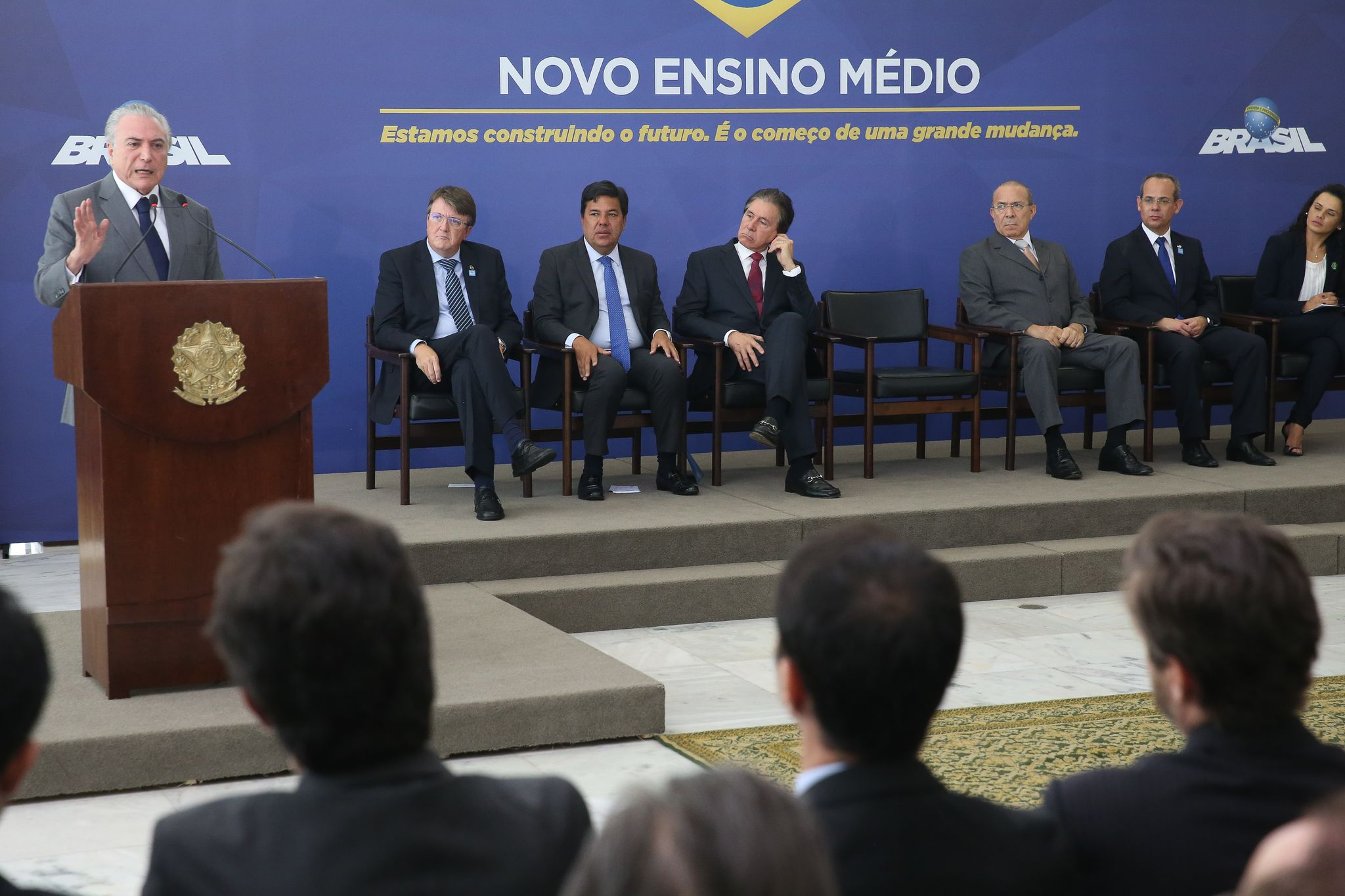
O presidente Michel Temer sanciona a reforma do ensino médio, em cerimônia no Palácio do Planalto

Em 22 de setembro de 2016, Temer apresentou a maior proposta de reforma educacional em duas décadas. Baseada nos modelos da Coreia do Sul e da Austrália, o projeto se concentrou na capacitação dos estudantes em suas áreas de interesse. A mudança possuiu como núcleo a substituição das treze matérias que, no momento, formavam a grade curricular do ensino médio pelos chamados itinerários formativos. Os itinerários foram agrupados em cinco grandes conjuntos: linguagens, matemática, ciências da natureza, ciências humanas e formação técnica e profissional. Dentro de cada um deles, haveria cinco disciplinas. Cada escola ou rede de ensino decidiria que outras disciplinas iriam compor esse itinerário. As únicas obrigatórias presentes em todos eles seriam língua portuguesa, inglês e matemática. O aluno escolheria o que iria estudar no final do primeiro ano do ensino médio. Como exemplo, um aluno que chegasse ao final do primeiro ano e optasse pelo itinerário de linguagem, teria aulas de língua portuguesa, língua inglesa, matemática (essas três comporiam a grade obrigatória), literatura brasileira, história do Brasil, história geral, geopolítica e espanhol. O exemplo é hipotético, pois cada escola ou rede teria liberdade de apontar quais seriam as cinco disciplinas que iriam compor cada itinerário. Ao entrar na universidade, os alunos poderiam aproveitar créditos de disciplinas cursadas no ensino médio, cujo conteúdo fosse similar ao oferecido na graduação. Isso dependia de regulamentação das faculdades.
Assim, a medida provisória que estabeleceu as novas regras previu que a carga horária de 2 400 horas de aula no total seria dividida em 1 200 horas de aula dedicadas às disciplinas da Base Nacional Curricular Comum (BNCC) e outras 1 200 horas de aula dedicadas às disciplinas que o aluno escolhesse estudar. O objetivo era permitir que o estudante se aprofundasse no estudo das áreas pelas quais tivesse maior interesse. Mas havia riscos no novo modelo. O principal deles era sobre o aumento das desigualdades. Com a liberdade de poder escolher o que seria oferecido, escolas em locais mais vulneráveis poderiam deixar de oferecer as disciplinas de ciências naturais, por exemplo — área que carece sistematicamente de professores de química e física. "As secretarias de educação terão um trabalho vital de olhar para a rede de cada região e garantir o equilíbrio de ofertas. Todo aluno deve ter todas as alternativas em sua vizinhança, se não numa escola, na mais próxima", disse Ricardo Henriques, superintendente da Fundação Unibanco. O novo modelo de organização curricular estaria atrelado à BNCC e só poderia ser implantado depois que esse currículo nacional já estivesse concretizado. A previsão dada pelo MEC é que isso ocorreria em 2017. Por isso, a escolha pelo currículo flexível só deveria ocorrer a partir de 2018.
Em 8 de fevereiro de 2017, o Senado aprovou a medida provisória, e em 16 de fevereiro, foi sancionada pelo presidente. Os parlamentares retiraram a citação direta à retirada de educação física, arte, sociologia e filosofia como disciplinas obrigatórias, contornando o problema com uma emenda que determinou a existência de matérias qualificadas como "estudos e práticas" a serem incluídos como obrigatórios na Base Nacional Curricular Comum. Em relação à permissão para que professores sem diploma específico ministrem aulas, o texto definitivo declarou que professores com "notório saber", desde que reconhecidos pelo sistema de ensino e que os cursos estejam ligados às áreas de atuação deles, possam dar aulas exclusivamente para cursos de formação técnica e profissional. Além disso, os professores sem licenciatura deverão realizar uma complementação pedagógica para que se tornem qualificados a lecionar. Entretanto, os especialistas questionaram a reformulação do ensino por meio de medida provisória e ponderaram que muitas escolas não seriam capazes de oferecer todas as matérias, restringindo as opções do aluno. O Procurador-geral da República, Rodrigo Janot, enviou parecer ao Supremo Tribunal Federal (STF), no qual afirmou que a medida provisória que estabeleceu uma reforma no ensino médio era inconstitucional. Ex-ministros da educação ouvidos pelo portal G1 temeram que a reforma ampliasse as desigualdades de oportunidades educacionais.
Em 15 de dezembro, a Base Nacional Curricular Comum (BNCC) para os ensinos fundamental e infantil foi aprovada no Conselho Nacional de Educação (CNE). Esse documento funciona como orientação para todo o sistema educacional do país e conta com as seguintes medidas: o ensino religioso possui diretrizes sobre o que deve ser ensinado do 1º ao 9º ano; a alfabetização deve ser concluída até o segundo ano; as orientações sobre identidade de gênero devem ser discutidas por comissão do CNE; as redes municipais, estaduais e federal precisam reelaborar seus currículos segundo a BNCC; o material didático terá que ser produzido segundo as novas diretrizes; a implementação deve estar completa até início do ano letivo de 2020. Segundo o conselho, "A Base não é currículo, é um conjunto de referenciais sobre as quais o processo crítico e criativo das escolas vai elaborar seu processo curricular". A aprovação se deu por vinte votos a favor e três contra.

### Infraestrutura
Em 26 de julho, o ministro do Planejamento, Dyogo Oliveira, informou que o governo iria preparar uma lista com as obras do Programa de Aceleração do Crescimento (PAC), na área de infraestrutura, que considerou prioritárias para receber investimentos públicos. O governo pretendia concentrar os repasses em projetos ligados ao programa que estavam inacabados e que tinham custo estimado em até 10 milhões de reais. Atualmente, disse Oliveira, existiam cerca de duas mil obras nessa situação. A medida, disse ele, foi necessária porque o governo, com as contas no vermelho, não dispunha de recursos para dar andamento a todas as obras do PAC e precisava cortar gastos. Essas obras inacabadas somavam dois bilhões, que ainda precisariam ser investidos. Entretanto, não eram todas que estavam paralisadas por questões orçamentárias - havia projetos inacabados por falta de licenças ou que tiveram licitações embargadas - e todas as que não tivessem problemas técnicos seriam retomadas. Em 10 de novembro de 2017 foi criado o Programa Avançar, cujo objetivo foi aumentar o investimento público e a retomada de obras que foram paralisadas.
Em 13 de setembro de 2016, o governo Michel Temer anunciou seu primeiro pacote de concessões e privatizações, que incluiu 34 projetos entre aeroportos, rodovias, terminais portuários e ferrovias, além de ativos nos setores elétrico, de óleo e gás, mineral e de saneamento. O objetivo do pacote de concessões do governo federal era estimular o crescimento da economia brasileira, que passava, atualmente, pela maior recessão de sua história. No ano de 2015, o produto interno bruto (PIB) teve retração de 3,8 por cento - a maior em 25 anos - e em 2016 deveria ter um tombo superior a 3 por cento, de acordo com a previsão de analistas dos bancos. Ao mesmo tempo, os valores arrecadados com as concessões e permissões ajudariam a tentar fechar as contas em 2017. O Banco Nacional de Desenvolvimento Econômico e Social (BNDES) e o Fundo de Investimento do Fundo de Garantia do Tempo de Serviço (FI-FGTS) entrariam com trinta bilhões para ajudar no financiamento do Programa de Parcerias de Investimentos (PPI). Outras fontes seriam o Banco do Brasil, os bancos privados e possivelmente novos investidores.
Em 10 de março de 2017, Temer inaugurou o eixo leste da transposição do rio São Francisco nas cidades de Sertânia, Pernambuco, e Monteiro, Paraíba.

### Política habitacional
Temer e o ministro das Cidades, Bruno Araújo, anunciaram o programa Cheque Reforma, que deveria beneficiar quinze milhões de famílias brasileiras que atualmente viviam em habitações precárias. Segundo o ministro, O público alvo eram famílias com renda de zero a três salários mínimos, que seriam beneficiadas com até cinco mil reais (com recursos do Tesouro Nacional) para a aquisição de material de construção para melhorias habitacionais. O novo programa permitiria, entre outras reformas, a construção de banheiros ou fossas sanitárias, ampliação da residência, melhoria do telhado, aplicação de reboco e a melhoria do piso. Esse programa estava em desenvolvimento e deveria ser lançado em 2017. Nas palavras do ministro, "Será um programa exitoso, muito importante para melhorar a vida de milhões de brasileiros". O governo também anunciou a retomada das obras de construção de 10.609 unidades habitacionais do programa Minha Casa, Minha Vida na faixa 1, ou seja, voltadas à população de baixa renda, contemplando 35 mil unidades; e, que, em 2017, contrataria também seiscentas mil novas unidades desse programa social. Segundo o ministro Araújo, a contração de unidades da nova faixa 1,5 do programa, beneficiando famílias com renda mensal bruta de até 2.350,00 reais e que possuem capacidade de comprometimento de renda, também estava sendo liberada. Na nova modalidade do programa, a família poderia contar com subsídios de até R$ 45 mil, conforme a renda e a localização do imóvel, além de juros reduzidos para financiamento; contando com recursos quase exclusivos do FGTS.
Em 6 de fevereiro de 2017, o governo redefiniu as faixas de renda para o seu programa de habitação popular. Com a nova política, a renda familiar se estendeu entre 1,8 mil e 9 mil reais. Outra medida foi elevar o teto do valor dos imóveis que podem ser adquiridos conforme o Minha Casa, Minha Vida: de 225 mil para 240 mil reais no Distrito Federal, em São Paulo e no Rio de Janeiro; de 170 mil para 180 mil reais nas capitais do Norte e Nordeste. A ampliação das faixas iria exigir um aumento de orçamento de R$ 8,5 bilhões para subsídios e financiamentos. R$ 200 milhões ficariam a cargo da União, destinados a subsídios das faixas 1,5 e 2; o FGTS contribuiria com 1,2 bilhão de reais para subsídios; e outros R$ 7,1 bilhões seriam necessários para o financiamento de todas as faixas. O principal objetivo das disposições era ampliar a geração de emprego e a meta era contratar 610 mil novas unidades habitacionais em todas as modalidades do MCMV, em 2017. O ministro do Planejamento, Dyogo Oliveira, negou que a recente permissão do governo para que trabalhadores sacassem valores de contas inativas do FGTS reduziria o volume de recursos do fundo destinado ao financiamento habitacional.

### Política de justiça e direitos humanos
Em 23 de junho, Temer sancionou um projeto de lei que normatizava os mandados de injunção individual e coletivo. Segundo o texto, uma vez reconhecida a injunção, a Justiça deve determinar um prazo para a criação da norma exigida. Também especifica que, enquanto a referida lei não for criada, o entendimento judicial valerá apenas para o autor da ação e delimitará as condições de exercício desse direito. Em casos coletivos, os efeitos de eventual decisão só serão estendidos ao autor de demanda individual que desistir do processo em até trinta dias depois de definido o questionamento. A lei também abre a possibilidade de o relator da ação, monocraticamente, depois do trânsito em julgado, decidir, caso haja necessidade, se o entendimento terá feito vinculante. Essa decisão poderá ser revista se houver mudança de fato ou de direito. Temer disse que a alteração garante que o cidadão possa desfrutar de seus direitos ao impedir que a omissão de autoridade regulamentadora vulnere direitos indefinidamente.
No Dia Internacional da Mulher, 8 de março, Temer fez um discurso que causou repercussões negativas. Ele disse que a mulher é importante para a economia porque "Ninguém mais é capaz de indicar os desajustes, por exemplo, de preços em supermercados do que a mulher" e acrescentou "o quanto a mulher faz pela casa, o quanto faz pelo lar, o que faz pelos filhos". Contrariando dados oficiais de institutos de pesquisa, o presidente afirmou que existe igualdade no emprego entre homens e mulheres e que elas possuem grande participação em altos cargos de empresas e no Legislativo. O teor do seu pronunciamento causou reações enérgicas nas redes sociais e de mulheres que ocupavam cargos políticos. Em sua defesa no Twitter, ele declarou que "Meu governo fará de tudo para que mulheres ocupem cada vez mais espaço na sociedade e (...) tenham direitos iguais em casa e no trabalho. Não vamos tolerar preconceito e violência contra a mulher".

### Segurança pública
Após um episódio de estupro coletivo no Rio de Janeiro, Temer anunciou que criaria um departamento na Polícia Federal para lidar com esse tipo de crime. "Repudio com a mais absoluta veemência o estupro da adolescente no Rio de Janeiro. É um absurdo que em pleno século 21 tenhamos que conviver com crimes bárbaros como esse" e "Nosso governo está mobilizado, juntamente com a Secretaria de Segurança Pública do Rio de Janeiro, para apurar as responsabilidades e punir com rigor os autores do estupro e da divulgação do ato criminoso nas redes sociais”, disse o presidente interino em nota pública. O departamento funcionaria como uma delegacia da Mulher e visaria a agrupar informações estaduais e coordenar ações em todo país. Além disso, Fátima Pelaes seria nomeada para a Secretaria da Mulher, visto que o ministério correspondente foi extinto.

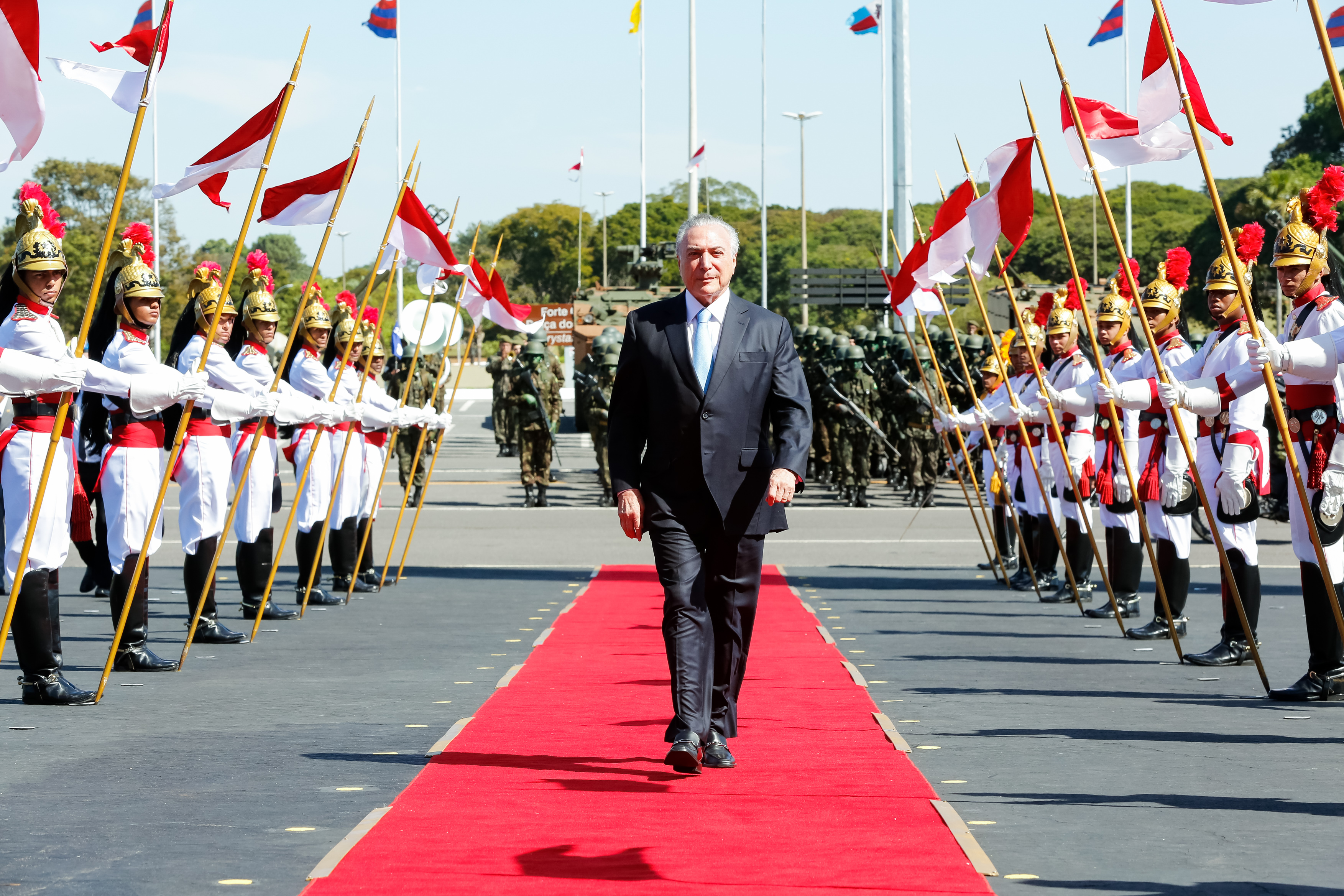
Michel Temer no dia do Exército, em 2017

Em janeiro de 2017, uma crise no sistema carcerário brasileiro veio à tona, após rebeliões de presos pertencentes a facções rivais na Região Norte do País. As rebeliões prisionais ocorreram na primeira semana daquele ano. Em 1.° de janeiro, 56 presos foram mortos após uma rebelião ocorrida no Complexo Penitenciário Anísio Jobim (Compaj), em Manaus, no Amazonas. Integrantes de duas quadrilhas rivais de tráfico de drogas, o Primeiro Comando da Capital (PCC) e a Família do Norte (FDN) — aliada do Comando Vermelho (CV) — entraram em confronto naquele que foi considerado o massacre mais violento da história do sistema prisional brasileiro desde a chacina do Carandiru (1992). Cinco dias depois, 33 presos foram mortos na Penitenciária Agrícola de Monte Cristo, localizada na zona rural de Boa Vista, em Roraima. De acordo com o jornal Folha de S.Paulo, a chacina em Roraima foi uma resposta do PCC à rebelião comandada pela FDN no Amazonas.

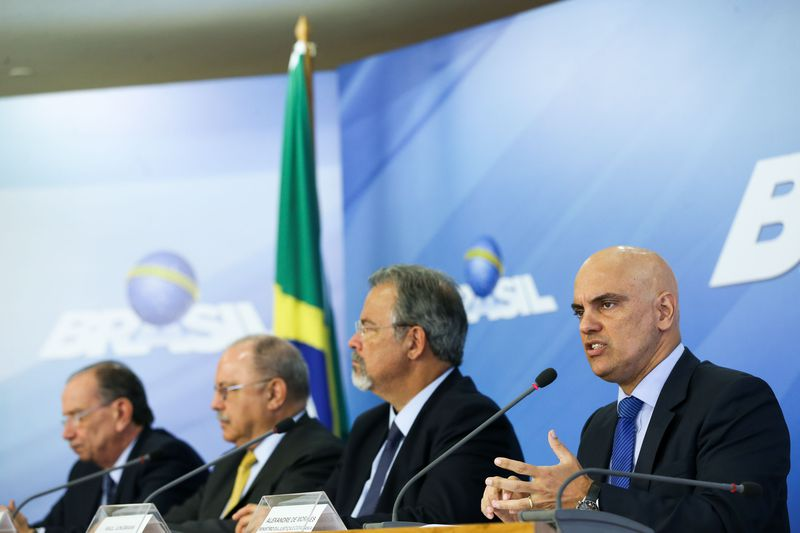
Governo anuncia Plano Nacional de Segurança

Em 5 de janeiro, Temer falou pela primeira vez sobre a rebelião no presídio. Em reunião com ministros, ele inicialmente manifestou solidariedade com as famílias dos presos vitimados no que ele classificou como acidente em Manaus. Conforme o presidente, embora a segurança pública seja de responsabilidade dos governos dos estados, a realidade requer uma intervenção em esfera nacional. Ele lembrou que o presídio de Manaus é terceirizado, consequentemente não houve uma responsabilidade direta dos agentes do Estado, porém ressaltou que estes deveriam ter mantido informações sobre o evento, a exemplo do Ministério da Justiça, que assim procedeu desde o primeiro dia.
Então, o presidente Temer anunciou as primeiras medidas do Plano Nacional de Segurança, incluindo a construção de cinco presídios federais para criminosos de alta periculosidade. O governo deveria liberar cerca de R$ 40 milhões a R$ 45 milhões para cada presídio. Além disso, do R$ 1,2 bilhão do fundo penitenciário liberado na semana anterior, R$ 800 milhões seriam destinados para a construção de penitenciárias em cada estado. Cada presídio deveria ter blocos separados: um para presos de maior periculosidade e outro para presos de menor potencial. Eles deveriam cumprir penas em locais separados, o que não acontecia em todas as penitenciárias. E acrescentou a liberação de dinheiro para a compra de equipamentos que bloqueiam o sinal de celulares nos presídios. Segundo Temer, os bloqueadores deveriam ser instalados em, pelo menos, 30% dos presídios em cada estado em que foram solicitados.

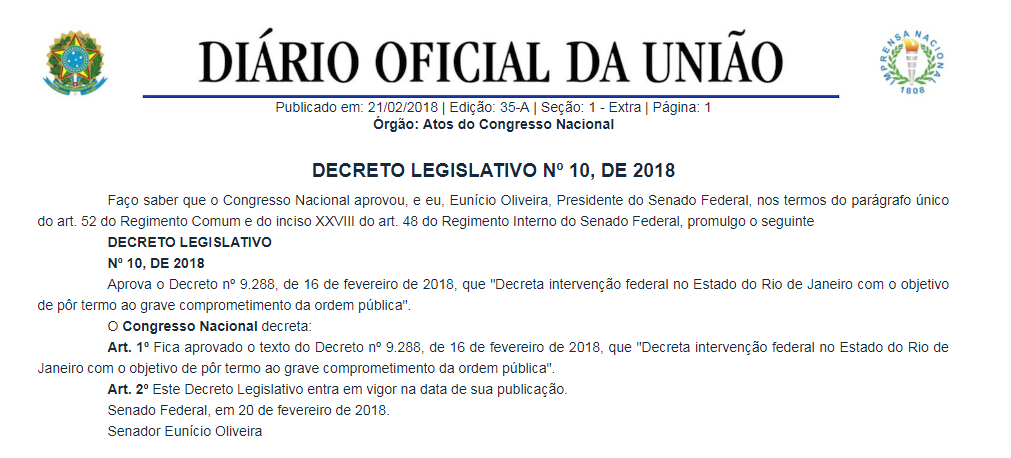
Decreto Legislativo em que o Congresso Nacional do Brasil aprova a Intervenção federal no Rio de Janeiro em 2018.

Em 17 de fevereiro de 2018, ao lado do governador do Rio de Janeiro, Luiz Fernando Pezão, e do prefeito do município, Marcelo Crivella, Temer anunciou em reunião a criação do Ministério Extraordinário da Segurança Pública. O ministério foi oficialmente criado em 26 de fevereiro, tendo como titular Raul Jungmann, até então ministro da Defesa. A instituição se deu por medida provisória e com característica temporária, a fim de coordenar as ações de segurança pública em todo o país. O governo declarou que o ministério teria uma "estrutura enxuta", com a criação de poucos cargos e a incorporação de órgãos antes vinculados ao Ministério da Justiça, como a Polícia Federal. Ao mesmo tempo, o Congresso passou a se concentrar em uma nova legislação de segurança, como os projetos sobre a regulamentação do Sistema Integrado de Segurança pública, o anteprojeto que endurece o combate ao tráfico de drogas e as mudanças na Lei de Execução Penal.
Em 11 de junho, diante da crise de criminalidade vigente no país, o presidente Temer sancionou a lei que criou o Sistema Único de Segurança Pública (Susp) e assinou uma medida provisória para direcionar uma parte da arrecadação das loterias federais esportivas para gastos com o combate à violência e à criminalidade, garantindo com isso um aporte de oitocentos milhões de reais no orçamento do ano. O SUSP objetivaria integrar as informações de inteligência sobre a criminalidade e padronizar a formatação de dados, como os registros de ocorrência. As forças de segurança pública estaduais, tanto a polícia civil como a militar, passariam a atuar de forma conjunta em operações com órgãos federais. Para manter o sistema, o Fundo Nacional da Segurança Pública deveria receber das loterias, incluindo algumas a serem criadas, um valor previsto de 4,3 bilhões de reais em 2022. A MP também tratou da criação de uma escola de pós-graduação em conhecimentos de segurança e de um instituto de dados nacionais.

### Seguridade social

#### Assistência social

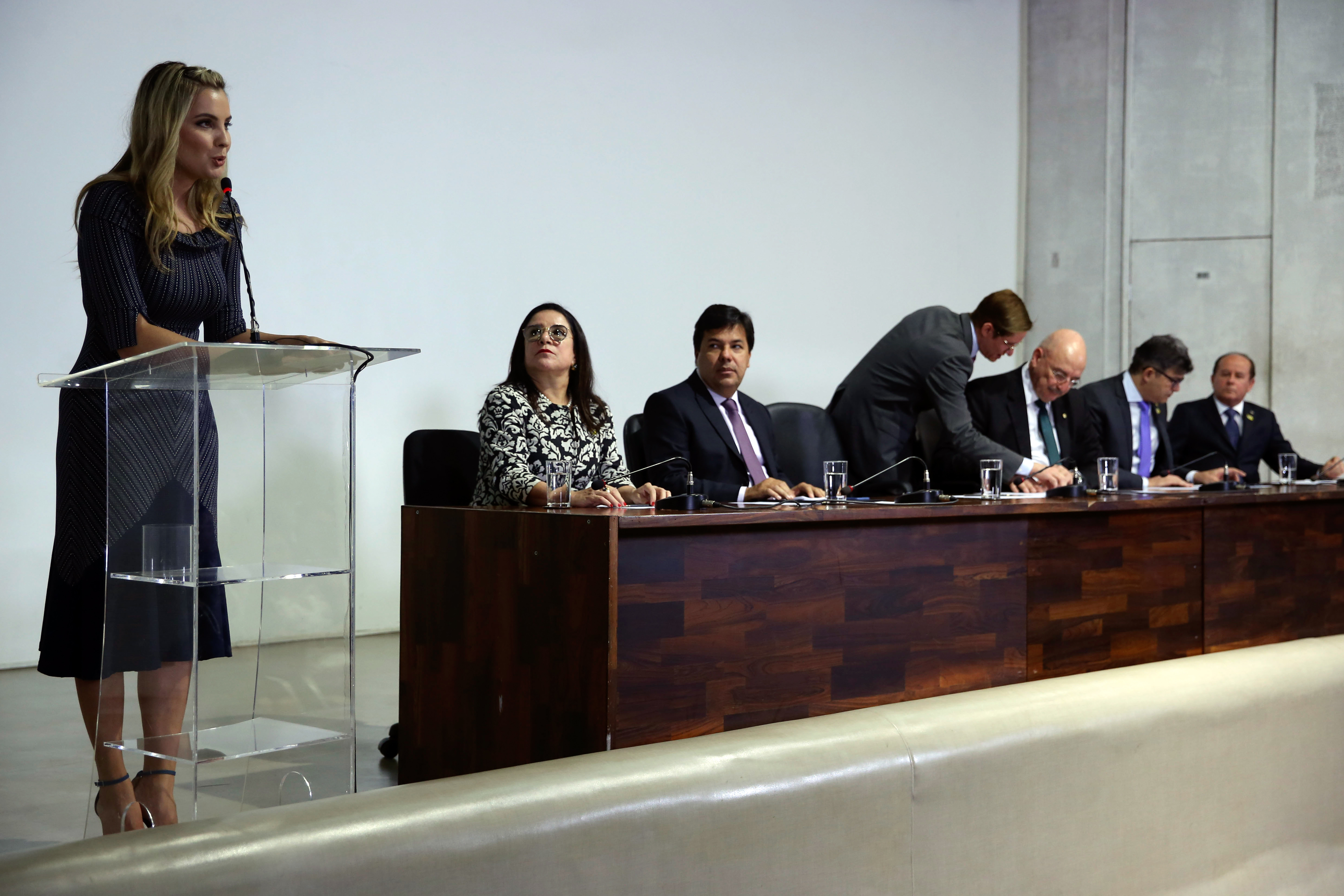
A primeira-dama Marcela Temer fala durante assinatura de acordo de cooperação com universidades sobre o Programa Criança Feliz

Michel Temer declarou que pretendia continuar os investimentos em programas sociais já existentes, como o Bolsa Família. Além disso, criou um novo programa, chamado Criança Feliz. Seu objetivo era atender presencialmente todos os filhos de beneficiários do bolsa família. O plano previa a contratação de oitenta mil pessoas com ensino médio completo e um custo de R$ 2 bilhões por ano, visando a prestar assistência a crianças de até três anos de idade; cobrindo dessa forma um período considerado vital para o desenvolvimento cognitivo. Os profissionais contratados foram chamados visitadores, pois entrariam nas casas das pessoas que recebiam o bolsa família, prevendo-se a meta de seis casas para cada visitador em um dia de trabalho. O total de beneficiários do programa atingiria 13.904 milhões de famílias em quatro milhões de casas. Em ambientes mais pobres, há grande dificuldade no estímulo de crianças na primeira infância. Os reflexos podem ser devastadores no restante da vida desses indivíduos, que às vezes acabam tendo problemas na alfabetização e no convívio social.
Em 31 de outubro, Temer anunciou o lançamento de um programa social chamado Cartão Reforma, que consistia numa linha de crédito de até R$ 5 mil para que famílias reformem suas residências ou façam pequenas obras. "Conseguindo isso, naturalmente, nós vamos imaginar o seguinte: o sujeito tem lá a sua propriedade. Ele vai querer aumentar um quarto ou vai querer cimentar a casa ou vai querer ampliar o banheiro, e, para isso, nós estamos lançando o chamado Cartão Reforma", afirmou o presidente. De acordo com o Ministério das Cidades, os recursos do programa eram do Orçamento da União e as famílias beneficiadas não precisariam devolver o dinheiro ao governo. Para 2017, o governo estimava reservar R$ 300 milhões para o Cartão Reforma. O objetivo do governo era melhorar a qualidade de moradias nas chamadas ocupações consolidadas, ou seja, aqueles bairros que nasceram de uma ocupação irregular, mas que já existem há muitos anos. As famílias beneficiárias receberiam apoio de arquiteto e engenheiro, que verificariam qual era a necessidade específica de cada residência.

#### Previdência social
O então ministro da Fazenda, Henrique Meirelles, afirmou que pretendia defender uma idade mínima para pedir o benefício, tanto para homens quanto para mulheres, provavelmente aos 65 anos. Ele disse que o sistema previdenciário vigente não era sustentável e corria o risco de não poder pagar o benefício às pessoas em idade de aposentadoria. Para ele, a reforma previdenciária era urgente para que o governo pudesse honrar seu compromisso no futuro. A declaração do ministro veio na esteira de um novo estudo da Organização Mundial da Saúde (OMS), que apontou o aumento da expectativa de vida em cinco anos, em todo o mundo, nos últimos quinze anos. Em 2016, a média de idade na aposentadoria era de 57 anos, contra 64 anos dos europeus. O deficit do INSS deveria chegar aos R$ 116 bilhões, em 2016.

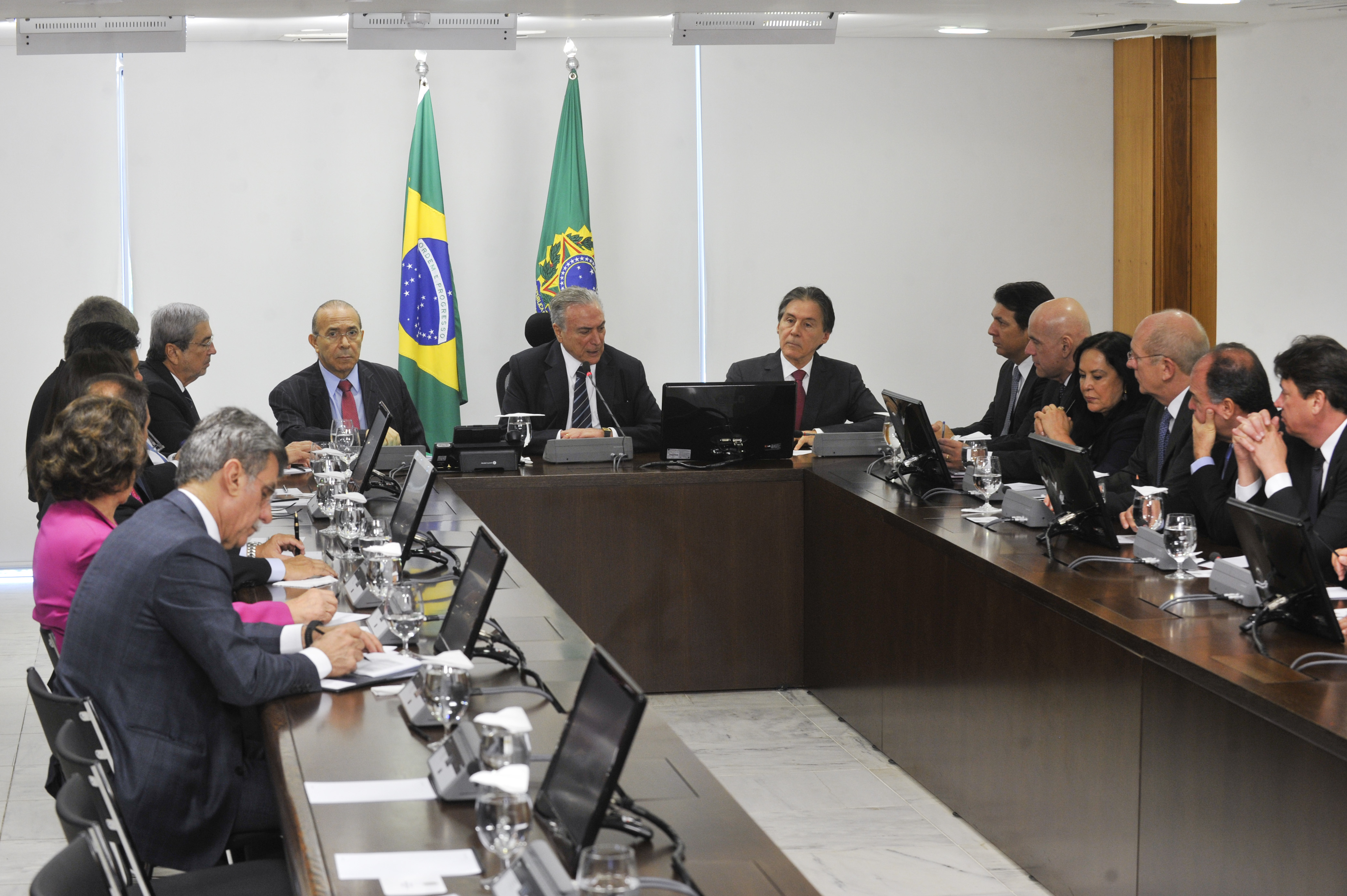
Presidente do Senado Federal, senador Eunício Oliveira, participa de reunião com o presidente da República, Michel Temer e a equipe econômica, para discutir a proposta de reforma da Previdência Social.

Em 5 de dezembro, o presidente Temer apresentou ao Congresso uma proposta de emenda constitucional para a reforma previdenciária. O ponto mais importante foi a aposentadoria aos 65 anos para homens e mulheres. Os militares teriam uma proposta em separado e os trabalhadores rurais ainda deveriam ter a sua condição discutida. Os estados e municípios poderiam aderir ao Funpresp. O objetivo declarado do governo era tentar manter a sustentabilidade das contas públicas, diante de um deficit crescente do sistema previdenciário brasileiro, decorrente de um envelhecimento da população brasileira e da queda na taxa de natalidade no país. Haveria, porém, regras de transição para homens acima de 50 anos e para mulheres acima de 45 anos. "Chega de pequenas reformas. Ou enfrentamos de frente [a necessidade de reformar a Previdência] ou iremos condenar os aposentados a bater nas portas do Poder Público e nada receberem [no futuro]", declarou o presidente.
Em 24 de novembro de 2017, o governo apresentou uma proposta alternativa, que continha uma regra de transição. O texto enviado ao Congresso incluiu: um tempo adicional de contribuição de 30 por cento sobre o que faltasse para atingir trinta anos de contribuição para as mulheres e trinta e cinco anos para os homens; um valor de aposentadoria dependente do tempo de contribuição, atingindo 100 por cento somente com quarenta anos de contribuição; uma regra mais rígida para servidores públicos, partindo de 55 anos para as mulheres e de 60 anos para os homens, com a garantia de benefício integral somente com o tempo mínimo de contribuição de quarenta anos; e uma idade mínima progressiva. Em relação a essa idade, seriam 53 anos para as mulheres e 55 anos para os homens. Ela aumentaria gradativamente, até chegar a 62 anos para as mulheres e 65 anos para os homens, acabando a transição em 2036 para as mulheres e em 2038 para os homens. Com a aprovação da proposta, quem estivesse perto de se aposentar conforme a regra atual poderia se valer da regra de transição para se aposentar mais cedo.
Em fevereiro de 2018, Michel Temer suspendeu o andamento do seu projeto de reforma da previdência no Congresso.

### Política trabalhista
Em 22 de dezembro, o governo apresentou a sua proposta de reforma trabalhista. Uma das medidas foi a autorização para o saque de contas inativas do Fundo de Garantia do Tempo de Serviço (FGTS), a fim de mobilizar a economia. O Programa Nacional de Proteção ao Emprego passou a ser permanente e a se chamar Programa de Seguro-Emprego. A jornada de trabalho poderia ser estendida para até doze horas diárias e o contrato de trabalho temporário passaria de 90 para 120 dias. Poderia haver dois modelos de contrato, um com base na produtividade e outro com base nas horas trabalhadas. O cartão de crédito sofreria mudanças, com juros menores e parcelados. O ministro do Trabalho, Ronaldo Nogueira, afirmou que não existia a intenção de mexer em direitos adquiridos na Consolidação das Leis do Trabalho (CLT), tais como férias, décimo terceiro salário, FGTS e vales transporte e refeição, nem com o repouso semanal remunerado. De outro lado, a Central Única dos Trabalhadores (CUT) enfatizou que a nova legislação instituiu a soberania do negociado sobre o legislado, o que significa que patrões e empregados ficariam livres para promover negociações à revelia da legislação trabalhista.
O ministro Eliseu Padilha, da Casa Civil, explicitou os pontos da negociação coletiva que poderiam adquirir força de lei: parcelamento das férias em até três vezes, com pelo menos duas semanas consecutivas de trabalho entre duas dessas parcelas; pactuação do limite de 220 horas na jornada mensal; direito, se acordado, à participação nos lucros e resultados da empresa; formação de um banco de horas, sendo garantida a conversão da hora que exceder a jornada normal com um acréscimo mínimo de 50%; tempo gasto no percurso para se chegar ao local de trabalho e no retorno para casa; estabelecimento de um intervalo durante a jornada de trabalho, com no mínimo trinta minutos; estabelecimento de um plano de cargos e salários; trabalho remoto; remuneração por produtividade; disposição sobre a extensão dos efeitos de uma norma mesmo após findo o seu prazo de validade; ingresso no programa de seguro-emprego; registro da jornada de trabalho. A proposta do governo manteve a jornada padrão de trabalho de 44 horas semanais com mais quatro horas extras, podendo chegar a até 48 horas por semana. Porém, a jornada em um dia poderia ser de até 12 horas (oito mais quatro horas extras) desde que fosse respeitado o limite de 48 horas na semana.

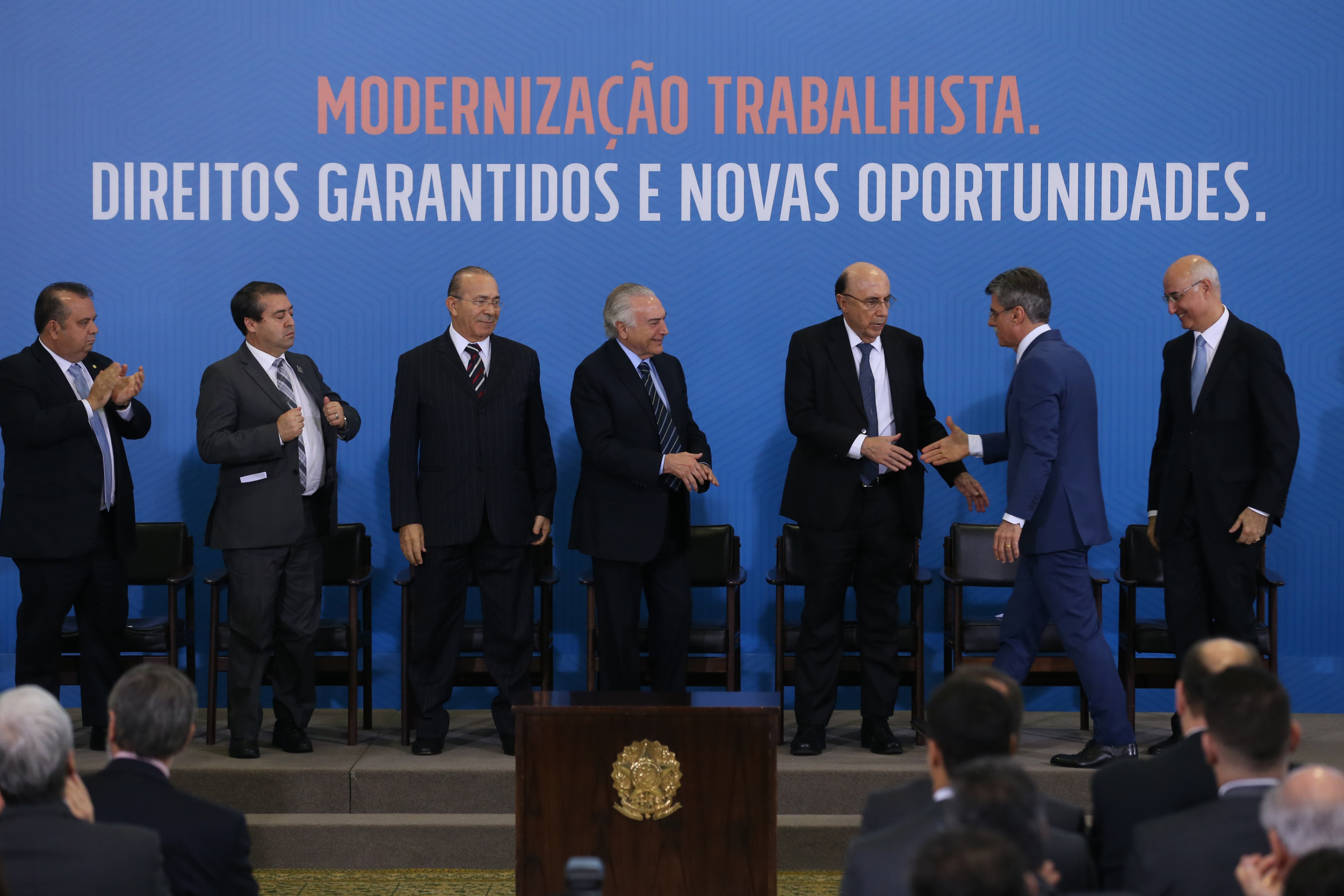
O presidente Michel Temer, junto a ministros e parlamentares fazem um pronunciamento após a aprovação da Reforma Trabalhista.

Em 11 de julho de 2017, o Senado aprovou a proposta do governo, mas com ressalvas. A negociação entre empresas e trabalhadores passou a prevalecer sobre a lei em certos itens, como parcelamento das férias, flexibilização da jornada de trabalho, participação dos empregados nos lucros e resultados, intervalo de almoço, plano de cargos e salários e banco de horas. Entretanto, itens como FGTS, salário mínimo, 13º salário, seguro-desemprego, benefícios previdenciários e licença-maternidade não podem ser negociados. A lista de mudanças é muito ampla, atingindo os contratos de trabalho em muitos pontos e estabelecendo novas regras na Justiça Trabalhista.
Em 10 de novembro, o governo, conforme havia prometido, encaminhou ao Congresso propostas de ajustes na nova legislação. As mudanças versaram sobre os seguintes itens: jornada de trabalho; dano extrapatrimonial; afastamento de gestantes e lactentes; autônomo com exclusividade; trabalho intermitente; representação dos empregados no local de trabalho; e negociação coletiva. O presidente pretendia se valer de um projeto de lei para evitar o uso excessivo de medidas provisórias, o que era criticado pelo presidente da Câmara, Rodrigo Maia, mas os senadores preferiam que esse instrumento legal fosse usado porque fazia parte do acordo com o Senado que aprovou o texto original, a fim de que este voltasse à Câmara. Em 14 de novembro, uma medida provisória foi editada para cumprir o acordo com o Senado. Assim, a reforma passou a ter efeitos imediatos, o que não ocorreria se fosse discutida por meio de um projeto de lei.
Seis meses após a mudança da legislação, os primeiros resultados já podiam ser observados. Pelo menos 41 mil trabalhadores sacaram o FGTS a fim de serem demitidos em comum acordo com os seus empregadores. As reclamações e os processos trabalhistas caíram cerca de 45 por cento porque os custos ficaram maiores para os trabalhadores, que se sentiram inibidos. Uma queda semelhante aconteceu nos pedidos relacionados a danos morais. As contratações por períodos intermitentes ficaram muito abaixo do esperado, com pouca geração de novas vagas, apenas quinze mil, em vez de 55 mil por mês. A arrecadação sindical sofreu uma grande queda, apesar das ações judiciais promovidas pelas entidades, no sentido de manter a cobrança. Os acordos coletivos não se concretizaram como o governo esperava, tendo havido uma queda na comparação de períodos anuais anteriores e posteriores à lei. O desemprego cresceu após o início da reforma, apesar da maior flexibilidade na criação de vagas. A medida provisória que visava a aperfeiçoar a reforma perdeu a validade antes da votação e causou problemas jurídicos devido aos efeitos já produzidos.
Em 15 de maio, o Ministério do Trabalho publicou no Diário Oficial o seu entendimento da nova legislação. Em forma de um parecer jurídico elaborado pela Advocacia Geral da União, o documento afirmou que a reforma trabalhista era aplicável a todos os contratos de trabalho regidos pela Consolidação das Leis do Trabalho, inclusive àqueles iniciados antes de sua vigência, em novembro de 2017. O parecer não tinha força de lei, sendo apenas uma orientação para os servidores do ministério, os quais possuem o dever de fiscalizar a aplicação da lei. Enquanto isso, o Supremo Tribunal Federal começava a discutir a primeira ação que questionava a constitucionalidade da nova lei. Os ministros avaliavam se o trabalhador considerado pobre e com direito a justiça gratuita seria obrigado a pagar as despesas do processo em caso de derrota, como estabeleceu a reforma. Além disso, o Tribunal Superior do Trabalho analisava um processo que questionava o alcance da nova lei trabalhista, se as regras valeriam tanto para os novos contratos de trabalho quanto para aqueles assinados antes da lei.

#### Terceirização
Em 22 de março de 2017, a Câmara aprovou um projeto de lei que permitiu a terceirização do trabalho em qualquer tipo de atividade, não mais apenas nas atividades-meio. A título de exemplo, uma escola poderia contratar tanto faxineiros como professores por meio de terceirização. A empresa terceirizada seria responsável por contratar, remunerar e dirigir os trabalhadores. A empresa contratante deveria garantir segurança, higiene e salubridade dos trabalhadores terceirizados. O contrato de trabalho temporário passaria de três para seis meses e o trabalhador dispensado só poderia prestar novamente o mesmo serviço após três meses. Esse projeto foi enviado ao Congresso em 1998 e sofreu alterações no Senado em 2002, tendo então voltado à Câmara. Mas existiram protestos.

#### Pente-fino do INSS
O Pente-fino do INSS foi uma política de reavaliação de beneficiários de Auxílio-doença e aposentadoria por invalidez, decretado pelo presidente da república Michel Temer, e depois aprovada pelo congresso, iniciada em 2016. O objetivo foi detectar possíveis fraudes nesses benefícios, e assim, gerar uma economia de mais de 8 bilhões de reais anuais. Ela tinha como alvo, pessoas que não tinham cessação definida do auxílio-doença e aposentados por invalidez, com menos de 60 anos. O governo chamava uma quantidade de segurados e, após uma pausa, chamava outra quantidade. Essa política está prevista pra terminar em 2018.
O presidente da república, decretou duas medidas provisórias, que foram: a MP-739 de 2016, que decretava que, a qualquer momento, beneficiários de Auxílio-doença e aposentadoria por invalidez, poderiam ser convocados para novas perícias; e a MP-767 de 2017, que modificava a legislação previdenciária para estipular nova contagem de tempo, para efeito de carência para a concessão de auxílio-doença, de aposentadoria por invalidez e de salário-maternidade, no caso de nova filiação à Previdência Social; após 120 dias, a MP-739 perdeu a eficácia no dia 5 de Novembro DE 2016, e a MP-767, retomou o pente-fino no dia 16 de janeiro DE 2017, após o projeto de lei 6427/2016, que legitimava o pente-fino, não ser tramitada no congresso por causa do recesso parlamentar. As medidas provisórias previam também, remuneração “extra” para os peritos, como forma de bônus de R$ 60,00 por perícia realizada.
Em 2017, foi oficializada essa política com a Lei 13457/17, aprovada pelo congresso, alterando a lei de 1991. Nesse ano também, foi iniciado o pente-fino no benefício do BPC-LOAS, focando em pessoas que estão a mais de 2 anos sem fazer cadastro no Cadúnico.
Por volta de 80% de auxílios-doença foram cancelados, e 30% de aposentadorias por invalidez. O governo cancelou 9,6 bilhões em benefícios.

### Política ambiental
Em 21 de outubro de 2017, o presidente Temer assinou um decreto que concedeu um desconto para as multas de crimes ambientais. O ato foi concretizado no Mato Grosso do Sul, com desconto de até sessenta por cento sobre multas do Ibama, podendo os quarenta por cento restantes ser pagos com ações de reflorestamento ou recuperação de áreas degradadas, indicadas pelo governo. Sarney Filho, ministro do Meio Ambiente, justificou essa benesse com o argumento de que assim poderia incentivar o pagamento de dívidas dos ruralistas com o Ibama, obtendo uma arrecadação de quatro bilhões de reais. Contudo, ponderou-se que o ato governamental foi uma maneira de obter os votos dos duzentos deputados ruralistas da Câmara, às vésperas da segunda votação a respeito das denúncias da Procuradoria-Geral da República contra Temer.

## Política externa

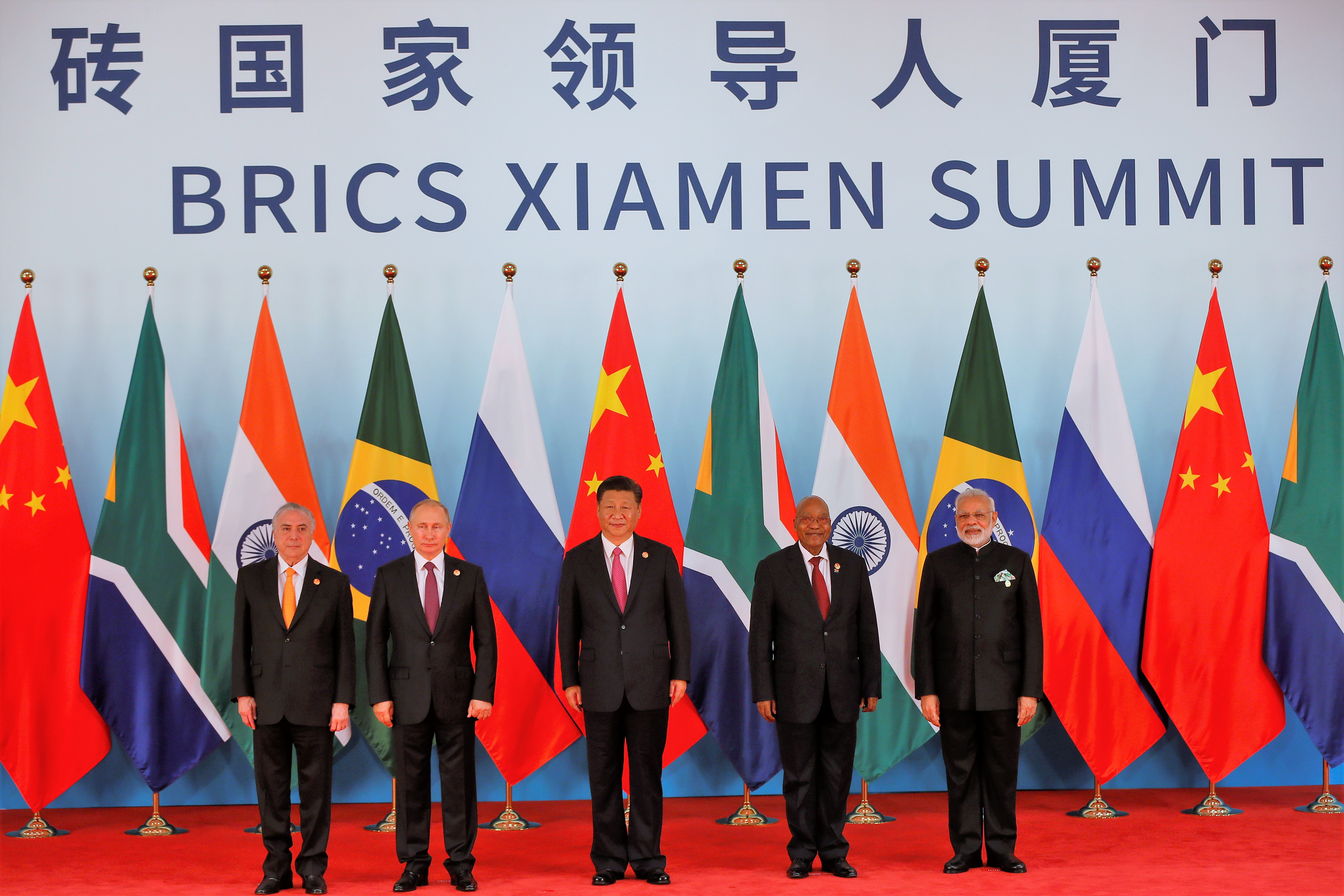
Líderes do BRICS em 2017

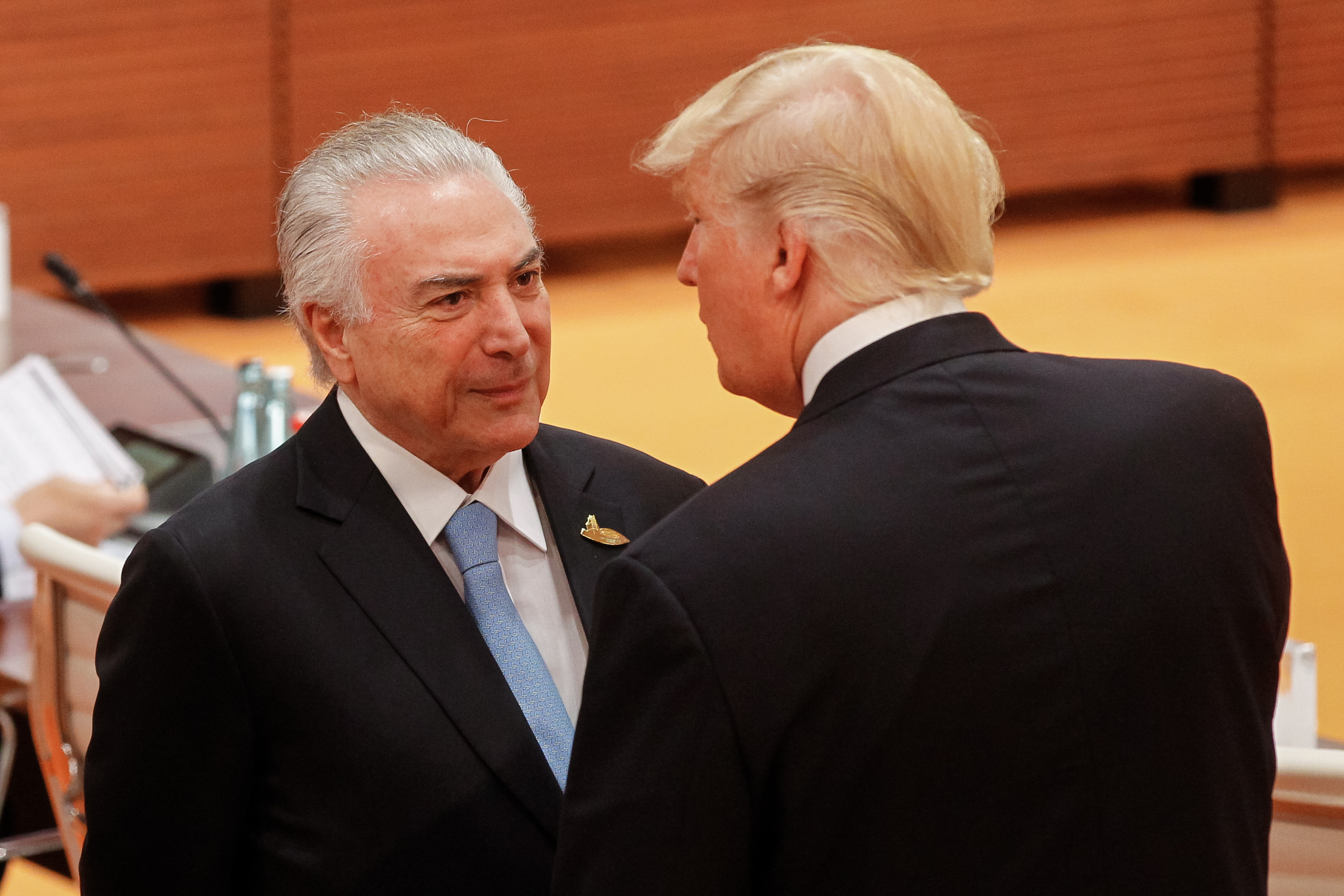
Michel Temer e o presidente dos Estados Unidos, Donald Trump, durante o encontro do G20 em Hamburgo.

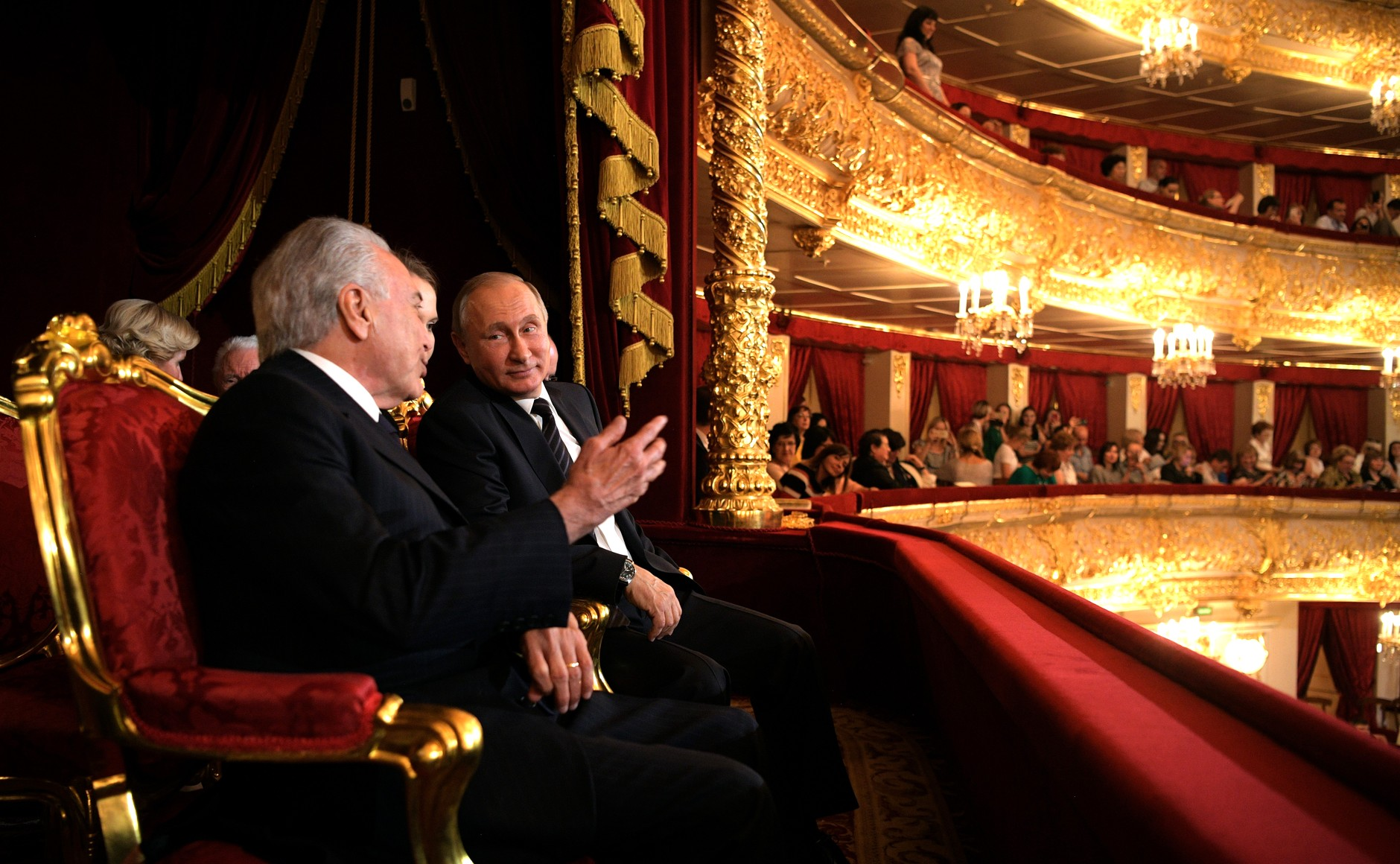
Temer e Vladimir Putin, presidente da Rússia, durante espetáculo no Teatro Bolshoi em Moscou.

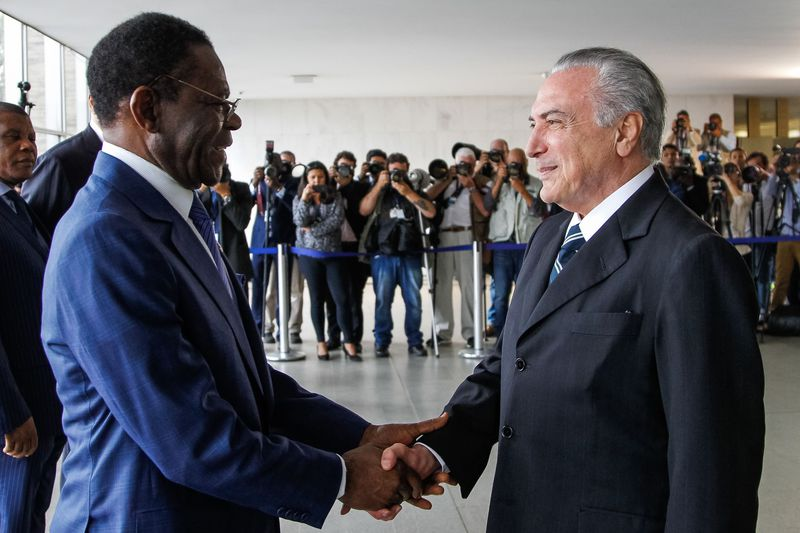
Presidente Temer recebe chefes da Estado da CPLP

O Itamaraty, comandado na época por José Serra, ameaçou mudar o voto brasileiro na 199.ª Sessão da Unesco, realizada em abril de 2016. A questão tratada se referia aos direitos do patrimônio cultural nos territórios conquistados por Israel na Guerra dos Seis Dias em Jerusalém, que são alvo de disputa com a Palestina. Em nota divulgada no dia 9 de junho pelo Ministério das Relações Exteriores, o governo brasileiro informou que a decisão não fazia referência expressa aos vínculos históricos do povo judeu com Jerusalém, particularmente o Muro Ocidental, santuário mais sagrado do judaísmo, o que foi considerado "um erro, que torna o texto parcial e desequilibrado". A resolução aprovada em abril na Unesco tinha um tom crítico a Israel e favorável à Palestina, além de ter sido apresentada por iniciativa das representações árabes – Argélia, Egito, Líbano, Marrocos, Omã, Catar e Sudão. Foram 33 votos a favor, seis contra, 17 abstenções e duas ausências. O Brasil votou a favor da decisão, junto a países integrantes do BRICs, como a China, Índia e África do Sul, além de países como Espanha, Suécia, Argentina e México. Entre os países contrários, estavam Estados Unidos e Alemanha.
Em 17 de junho, o governo suspendeu as negociações que mantinha com a União Europeia (UE) para receber famílias desalojadas pela guerra civil na Síria. A suspensão foi ordenada pelo então ministro da Justiça, Alexandre de Moraes, sob a justificativa de uma nova postura do governo quanto à recepção de estrangeiros e à segurança das fronteiras. Em março, o então ministro da Justiça Eugênio Aragão visitou o embaixador da Alemanha no Brasil para tratar da recepção de sírios e disse a jornalistas que o país poderia acolher cerca de cem mil refugiados nos próximos cinco anos, com o respaldo da presidente Dilma Rousseff. A iniciativa brasileira era considerada exemplar pelo Acnur (agência da ONU para refugiados) e contrastava com a de várias nações que vinham endurecendo suas políticas migratórias em meio a preocupações com a segurança. No entanto, o presidente interino Michel Temer convocou ministros e a Polícia Federal para uma reunião sobre o tema, definindo a estratégia como uma busca de coibir a entrada de armas e drogas e combater a violência dentro do país.
Em seu primeiro discurso na Assembleia Geral da ONU, no dia 20 de setembro, Temer disse que o processo de impeachment ocorreu dentro da legalidade e que o Brasil possui um compromisso com a democracia. O discurso teve cinco pontos principais. A respeito do cenário interno, Temer afirmou sua preocupação com a responsabilidade fiscal e social, acenando para a recuperação econômica do país e citando os programas sociais. Sobre a ONU, ele defendeu uma postura mais ativa, capaz de resolver os conflitos mundiais em vez de haver somente uma atitude de observação e condenação. O presidente também mencionou a grande quantidade de refugiados que o Brasil vinha abrigando, contabilizando 95 mil pessoas de 79 nacionalidades. Ao adentrar o cenário externo, ele sustentou intervenções na Síria e na disputa entre Israel e Palestina, além de acordos com o Irã e a Coreia do Norte, que desenvolvem armas nucleares. Temer elencou muitas atuações do Brasil em assuntos internacionais, a exemplo da ajuda humanitária no Haiti. Por fim, ele declarou que seu governo iria investir na tecnologia e no comércio, pedindo o fim de medidas protecionistas, especialmente no setor agrícola.
Em 16 de outubro, Temer participou da 8 Cúpula do BRICS na índia. Ele encorajou as empresas do grupo a realizarem investimentos no Brasil, onde encontrariam, segundo ele, “um país com estabilidade política, segurança jurídica e com grande liberdade consumidora”, e também convidou as companhias brasileiras a investirem nos países do bloco. O presidente declarou que suas primeiras medidas representaram sinais da volta de confiança na economia brasileira, citando seus esforços em desburocratização de processos, redução dos custos de operação, segurança jurídica e 34 projetos em diversas áreas. Segundo ele, "Serão especialmente bem-vindas quelas empresas capazes de melhorar estruturalmente nossas economias, setores que fortalecerão nossa competitividade e a presença global do Brics”. A entidade contava, em seu conjunto, com cerca de 43% da população mundial, 30% do Produto Interno Bruto (PIB) do planeta e 17% do comércio global, tendo como centro da agenda da reunião a recuperação da economia de seus países-membros.
Em 31 de outubro, o presidente Michel Temer recebeu visitas de cortesia de alguns dos chefes de Estado que vieram ao Brasil participar da XI Conferência de Chefes de Estado e de Governo da Comunidade de Países de Língua Portuguesa (CPLP). Às 10h30, ele recebeu, na rampa do Palácio do Planalto, o secretário-geral eleito da Organização das Nações Unidas (ONU), Antônio Guterres. A CPLP é uma conferência que tem como objetivo aprofundar a cooperação entre os nove países membros, com o objetivo de avançar em projetos em áreas como educação, saúde, ciência e tecnologia, defesa, agricultura, administração pública, comunicações, justiça, segurança pública, cultura e desporto. Além do Brasil, fazem parte da comunidade Angola, Cabo Verde, Guiné Bissau, Guiné Equatorial, Moçambique, Portugal, São Tomé e Príncipe e Timor-Leste. O encerramento da CLPL, que em 2016 comemorou 20 anos, ocorreu em 1º de novembro. Ao final do evento no Itamaraty, foi definido, por meio da Declaração de Brasília, o plano de trabalho da organização para os próximos anos. Nesse ano, o tema da conferência foi a agenda para desenvolvimento sustentável em 2030. Caberá ao Brasil presidir o grupo pelo próximo biênio, no lugar do Timor Leste.

## Controvérsias
O governo também foi marcado por diversas crises internas. Nos seis primeiros meses de governo, Temer perdeu seis ministros, todos envolvidos em polêmicas.

### Quedas de ministros

#### Romero Jucá

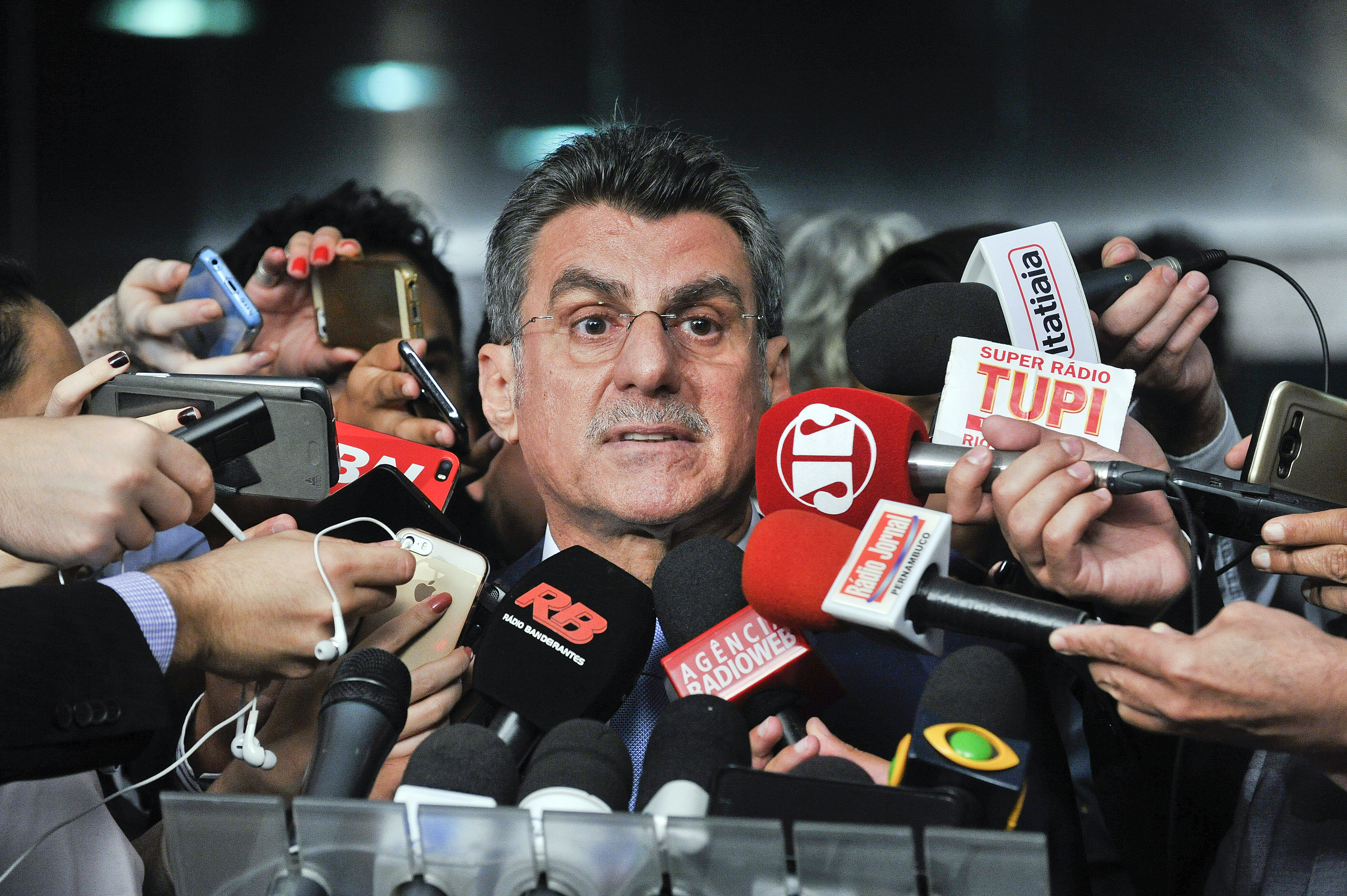
Romero Jucá, o primeiro ministro a deixar o governo.

Em pouco dias de existência, o governo Michel Temer enfrentou o seu primeiro caso de escândalo e a primeira saída de um ministro, após o jornal Folha de S.Paulo divulgar gravações do ministro do planejamento, Romero Jucá, numa conversa telefônica de março de 2016 com o ex-presidente da Transpetro, Sérgio Machado. Na conversa, quando ainda era senador pelo PMDB, Jucá sugeriu que uma mudança de governo Dilma Rousseff poderia paralisar a Operação Lava Jato, que investigava ambos os interlocutores.
Essa conversa ocorreu semanas antes da votação do processo de impedimento na Câmara. Jucá era um dos principais articuladores da oposição e teria convencido os deputados de que o afastamento de Dilma Rousseff, com um novo governo nas mãos de Temer, poderia ser a solução política para deter o processo conduzido por Sergio Moro. Segundo Jucá, um eventual governo Michel Temer deveria construir um pacto nacional "com o Supremo, com tudo", liberando todos os investigados. O senador citou diálogos com ministros do STF e afirmou que "eles teriam relacionado a saída de Dilma ao fim das pressões da imprensa e de outros setores pela continuidade das investigações da Lava Jato".
Com grande repercussão negativa nas imprensas nacional e internacional, Jucá, que era homem forte do governo Temer, teve de deixar o ministério. Com o afastamento de Jucá, Dyogo Henrique de Oliveira assumiu interinamente o cargo. A presidente afastada, Dilma Rousseff, que, desde o fim de semana anterior, voltou a participar de eventos públicos, afirmou que a gravação confirma o caráter do processo de impeachment como fruto da ação de um "consórcio golpista" interessado em barrar as investigações.
Dias mais tarde, ela voltou a considerar a determinação de obstruir a Lava Jato, além da intenção de colocar em andamento uma política ultraliberal em economia e conservadora em todo o resto, como as verdadeiras causas do impeachment; e disse que o governo Temer era completamente submisso a Eduardo Cunha, que supostamente exigiu a nomeação de seu advogado, Alexandre de Moraes, como ministro da justiça. Ela também acusou Temer de traição, que teria sido cometida antes do impeachment, em março, quando "as coisas ficaram claríssimas".

#### Fabiano Silveira
O segundo ministro a cair por causa das gravações de Machado foi Fabiano Silveira, que era titular da pasta de Transparência, Fiscalização e Controle. No áudio, obtido por meio da delação premiada, Silveira discute estratégias de defesa de investigados da Lava Jato, fazendo sugestões sobre a defesa do presidente do Senado, Renan Calheiros, que é investigado na operação, além de fazer críticas à operação comandada pela força-tarefa. Temer não queria exonerar Silveira, pois seria a sua segunda baixa em dezoito dias de governo, mas o próprio ministro pediu seu desligamento em um telefonema para o presidente interino, no qual disse "ter se tornado insustentável a sua permanência no governo" e afirmou que "preferia sair porque não queria se tornar um problema". Em sua carta de despedida, ele declarou que era “alvo de especulações insólitas”. Silveira foi integrante do Conselho Nacional de Justiça e chegou ao cargo de ministro por indicação de Jucá e Calheiros, embora o segundo tenha negado qualquer intervenção no Executivo. O ex-ministro Carlos Higino foi nomeado interinamente como seu substituto.
Em maio de 2016, o programa Fantástico teve acesso a novos trechos de conversas gravadas pelo ex-presidente da Transpetro, Sérgio Machado, em uma reunião na casa do presidente do Senado, Renan Calheiros, do PMDB, com a participação de Fabiano Silveira, quando ele ainda era membro do Conselho Nacional de Justiça (CNJ). De acordo com os áudios, na conversa houve troca de reclamações sobre a Justiça e a Operação Lava Jato. Na gravação, Fabiano Silveira faz críticas à condução da Lava Jato pela Procuradoria Geral da República e dá conselhos a investigados na operação.
Por meio de nota, ele disse que esteve “de passagem” na residência oficial do Senado, mas que não sabia da presença de Sérgio Machado. Disse ainda que não tem nem nunca teve nenhuma relação com Machado. Segundo Fabiano, ele esteve involuntariamente em uma conversa informal e jamais fez gestões ou intercedeu junto a instituições públicas em favor de terceiros.

#### Henrique Alves
A terceira baixa por conta das gravações de Machado foi o ex-presidente da Câmara dos Deputados Henrique Eduardo Alves (PMDB-RN), que pediu exoneração do cargo de ministro do Turismo em 16 de junho. Segundo Machado, Alves teria recebido R$ 1,55 milhão em doações eleitorais oriundos de propina do esquema investigado pela operação Lava Jato. O ex-ministro era suspeito de fazer parte do grupo de políticos do PMDB que deu suporte para que o ex-diretor de Abastecimento da Petrobras, Paulo Roberto Costa, continuasse no cargo, em troca de propinas destinadas ao PMDB. Ele também era suspeito de ter recebido propina do petrolão para a sua campanha ao governo do Rio Grande do Norte, em 2014.

#### Marcelo Calero e Geddel Vieira Lima

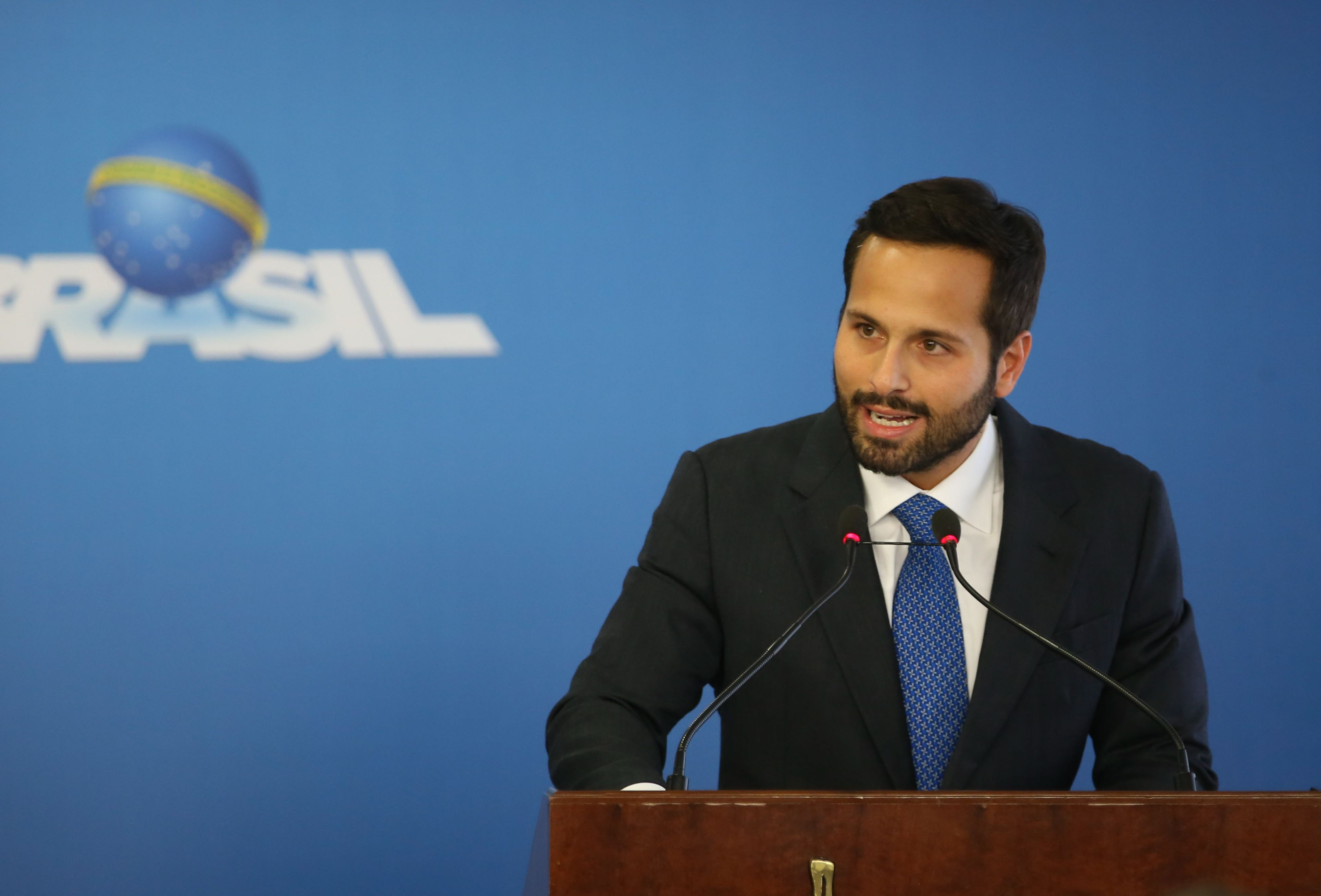
O ministro da Cultura, Marcelo Calero, durante cerimônia no Palácio do Planalto

Em 19 de novembro de 2016, o então ministro Geddel Vieira Lima, da Secretaria de Governo, foi acusado pelo ex-ministro da Cultura Marcelo Calero, em entrevista à Folha de S.Paulo, de tê-lo pressionado a rever decisão do Instituto do Patrimônio Histórico e Artístico Nacional (IPHAN) que impedia a construção de um empreendimento imobiliário onde o ministro da Secretaria de Governo adquiriu apartamento. Em depoimento à Polícia Federal, revelado pelo jornal, Calero disse ainda que o presidente Temer o "enquadrou" no intuito de encontrar uma "saída" para a obra de interesse de Geddel. Com a evolução da crise política, incluindo denúncias de gravações sigilosas, Geddel apresentou uma carta de renúncia no dia 25. Assim, ele se tornou o sexto ministro a deixar o governo Temer.
Posteriormente, em princípios de setembro de 2017, o ex-ministro Geddel Vieira Lima seria preso após uma apreensão de 51 milhões de reais em espécie em um apartamento da cidade de Salvador em decorrência da Operação Tesouro Perdido. Geddel era uma pessoa muito próxima de Michel Temer, tendo sido seu articulador político, e estava sob investigação da Polícia Federal, na Operação Cui Bono?, que o acusava de atuar juntamente com Eduardo Cunha em um esquema ilícito na Caixa Econômica Federal. Segundo a PF, eles liberavam recursos do banco para empresas, que depois lhes retribuíam pagando vantagens indevidas. O ex-ministro já havia sido preso e estava em prisão domiciliar. Com a descoberta no apartamento em Salvador, Geddel foi reconduzido à penitenciária de Papuda, em Brasília. O Ministério Público Federal alegou que o ex-ministro atuou para evitar possíveis delações premiadas do ex-presidente da Câmara Eduardo Cunha e do doleiro Lúcio Funaro, ambos presos pela Operação Lava Jato e também investigados na Cui Bono.

#### Cristiane Brasil
Michel Temer nomeou a deputada Cristiane Brasil ministra do trabalho em 4 de janeiro de 2018. Porém, a justiça do Rio de Janeiro suspendeu a posse devido a uma acusação de que ela havia ferido o princípio constitucional da moralidade, em virtude de ter sido condenada em um processo de dívidas trabalhistas. A Advocacia Geral da União recorreu ao Superior Tribunal de Justiça e conseguiu manter a posse, mas esta foi impedida novamente pela presidente do Supremo Tribunal Federal, Cármen Lúcia. No mês de fevereiro, o jornal O Estado de São Paulo publicou uma notícia, confirmada pela TV Globo, segundo a qual a deputada estava sendo investigada em um inquérito sobre tráfico e associação para o tráfico de drogas. O teor da notícia era que assessores de Cristiane Brasil pagaram a traficantes para terem o direito exclusivo de fazer campanha em Cavalcanti, bairro da Zona Norte da cidade, e que presidentes de associações de bairro foram levados para conversar com o chefe do tráfico na região por estarem se recusando a trabalhar para a deputada. Cristiane era vereadora em 2010, a época dos fatos relatados.

### Esforços de deposição

#### Pedidos de impugnação

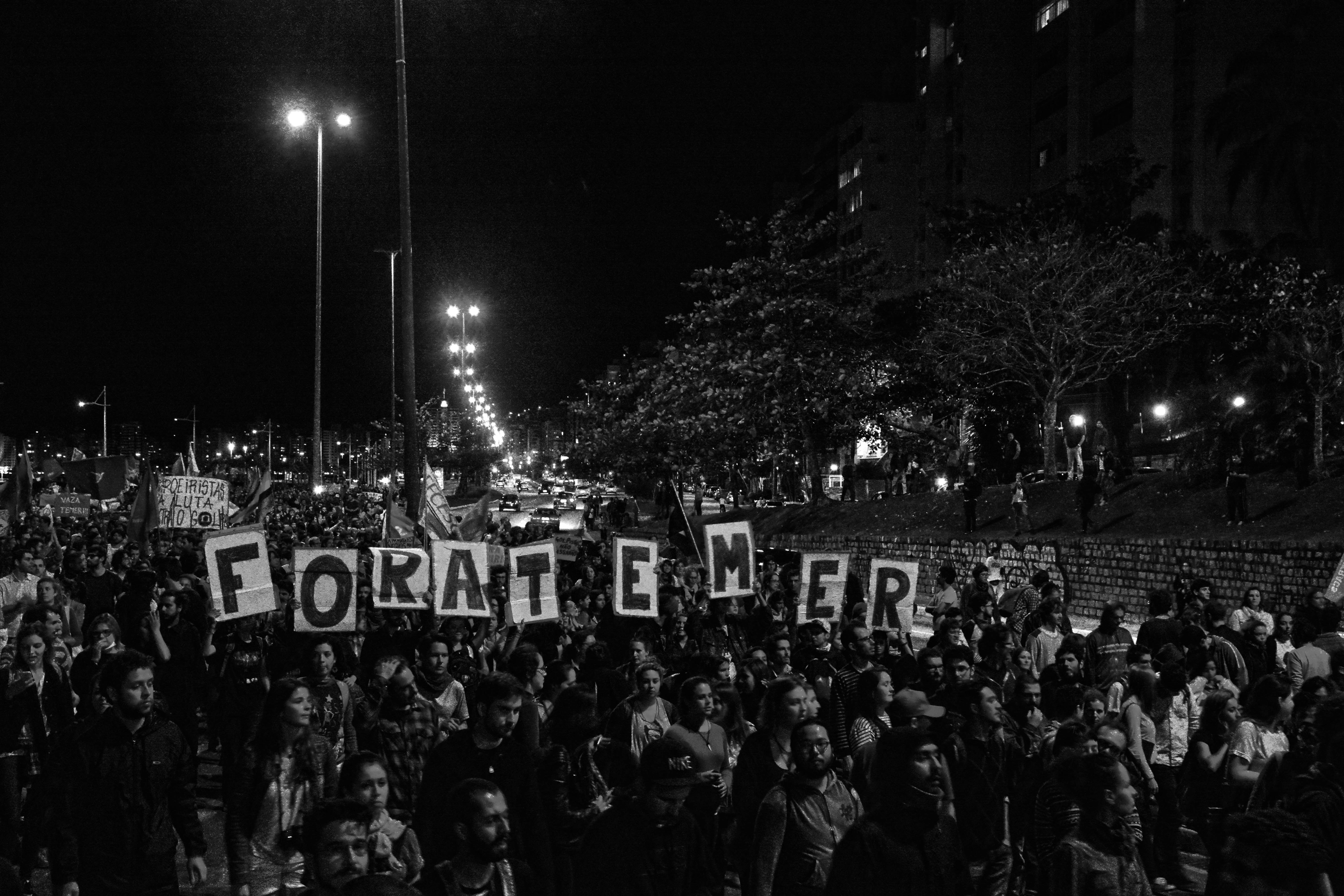
Manifestação contra o Governo Michel Temer em Florianópolis/SC.

Em 8 de dezembro de 2016, movimentos sociais protocolaram, na Câmara dos Deputados, um pedido de impeachment contra o presidente Michel Temer. O documento foi assinado por dezenove pessoas, entre juristas e líderes de organizações da sociedade civil, como a Central Única dos Trabalhadores (CUT) e a União Nacional dos Estudantes (UNE). Segundo o texto, existiam “fortes indícios de atos ilícitos”, por parte de Michel Temer, no episódio em que o ex-ministro-chefe da Secretaria de Governo, Geddel Vieira Lima, pressionou o ex-ministro da Cultura, Marcelo Calero, para que este interviesse junto ao Iphan, a fim de liberar a construção de um edifício de alto padrão em Salvador, onde Geddel adquiriu um imóvel. Marcelo Neves, professor de Direito Público da Universidade de Brasília, um dos juristas que acompanhou o grupo, afirmou que a conduta do presidente se enquadrava nos crimes previstos nos artigos 7º e 9º da Lei de Crimes de Responsabilidade, que tratam do abuso de poder no exercício do cargo público. O professor apontou ainda o cometimento dos crimes comuns de concussão e advocacia administrativa (crime), previstos nos artigos 316 e 321 do Código penal brasileiro.

#### Novas eleições
As crises do governo Temer fizeram os senadores Acir Gurgacz e Romário reavaliarem o impeachment de Dilma Rousseff. "A eventual concordância com a convocação de novas eleições por Dilma poderia colocá-la novamente no seu cargo, embora ela também cause temor por causa da "irresponsabilidade, da inconsequência", disseram eles. Em apenas 21 dias, o governo sofreu muitos reveses e críticas, criando uma situação em que poderia ser revertido o placar de admissibilidade do impeachment. Mesmo os que votaram pelo afastamento da presidente reconheceram que havia turbulência no governo interino. A volta de Dilma poderia produzir consequências graves, como a aprovação de uma emenda constitucional que previsse um plebiscito para a eleição de novos presidente e vice durante as eleições municipais de 2016. Dessa forma, o Tribunal Superior Eleitoral convocaria eleições trinta dias após a aprovação do plebiscito por maioria absoluta. Os mandatos dos eleitos terminariam em 2018.

#### Denúncias por crimes comuns
Em 17 de maio foi divulgado que os proprietários do frigorífico JBS afirmaram, em delação à Procuradoria-Geral da República, que gravaram o presidente Michel Temer autorizando Joesley Batista a oferecer dinheiro ao deputado cassado e ex-presidente da Câmara dos Deputados, Eduardo Cunha, e ao corretor Lúcio Funaro (ambos preso pela Operação Lava Jato), para que permanecessem em silêncio diante da Justiça. Na mesma gravação, feita pelo empresário Joesley Batista em março de 2017, Temer indica o deputado Rodrigo Rocha Loures para resolver assuntos da J&F, uma holding que controla o frigorífico JBS. Posteriormente, Rocha Lourdes foi filmado recebendo uma mala com quinhentos mil reais, enviados por Joesley.
Em nota oficial, Temer disse que "Jamais solicitou pagamentos para obter o silêncio do ex-deputado Eduardo Cunha. Não participou nem autorizou qualquer movimento com o objetivo de evitar delação ou colaboração com a Justiça pelo ex-parlamentar". A Ordem dos Advogados do Brasil, em nota oficial, demandou uma "rápida investigação a respeito da suposta obstrução da Justiça praticada pelo presidente da República". De acordo com a Constituição Federal, a obstrução da Justiça é um dos crimes que podem embasar um processo de impeachment contra Temer. Por outro lado, no entanto, a imunidade conferida ao presidente da República impede a sua submissão à prisão, incluindo as modalidades em flagrante ou preventiva. No Congresso Nacional, parlamentares integrantes de partidos como REDE, PSOL e PT endossaram o afastamento de Temer, por renúncia ou impeachment. O deputado Efraim Filho, líder do DEM, partido aliado ao governo, afirmou: "A investigação dos fatos irá dizer se houve qualquer infração à Constituição. Em se configurando qualquer infração à Constituição, o rito tem que ser seguido como foi com a presidente Dilma, de impedimento".
Em 18 de maio, o ministro Edson Fachin, relator da Operação Lava Jato no Supremo Tribunal Federal (STF), autorizou a abertura de um inquérito para investigar o presidente Michel Temer. A decisão do ministro Fachin se fundamentou numa declaração do Procurador-Geral da República, Rodrigo Janot, segundo a qual o presidente Michel Temer e o senador afastado Aécio Neves agiram "em articulação" para impedir o avanço da Lava Jato. Dessa forma, a abertura do inquérito deveria investigar Temer, Aécio e o deputado afastado Rodrigo Rocha Loures por crimes de corrupção passiva, obstrução à Justiça e organização criminosa. Nas palavras de de Janot: "Além disso, verifica-se que Aécio Neves, em articulação, dentre outros, com o presidente Michel Temer, tem buscado impedir que as investigações da Lava Jato avancem, seja por meio de medidas legislativas, seja por meio de controle de indicação de delegados de polícia que conduzirão os inquéritos"; e "Desta forma, vislumbra-se também a possível prática do crime de obstrução à Justiça". As assessorias de Temer e Aécio divulgaram notas negando todas as acusações
A partir dessa investigação, o presidente seria denunciado pela duas vezes pela PGR. As denúncias foram encaminhadas ao STF, mas a abertura de um processo teria que ser autorizada pela Câmara dos Deputados, requerendo a aprovação de dois terços dos deputados (342). Caso a votação fosse favorável, o Supremo poderia julgar Temer. Se o STF aceitasse a denúncia, começaria um processo penal e o presidente ficaria afastado do cargo por até 180 dias. Uma vez condenado, Temer seria afastado definitivamente, perderia seus direitos políticos e poderia ser preso, considerando que a pena do crime fosse a de prisão. Finalmente, o Presidente da Câmara assumiria interinamente e uma eleição indireta seria convocada no prazo de trinta dias. Entretanto, ambas as denúncias foram arquivadas.

##### Primeira denúncia criminal

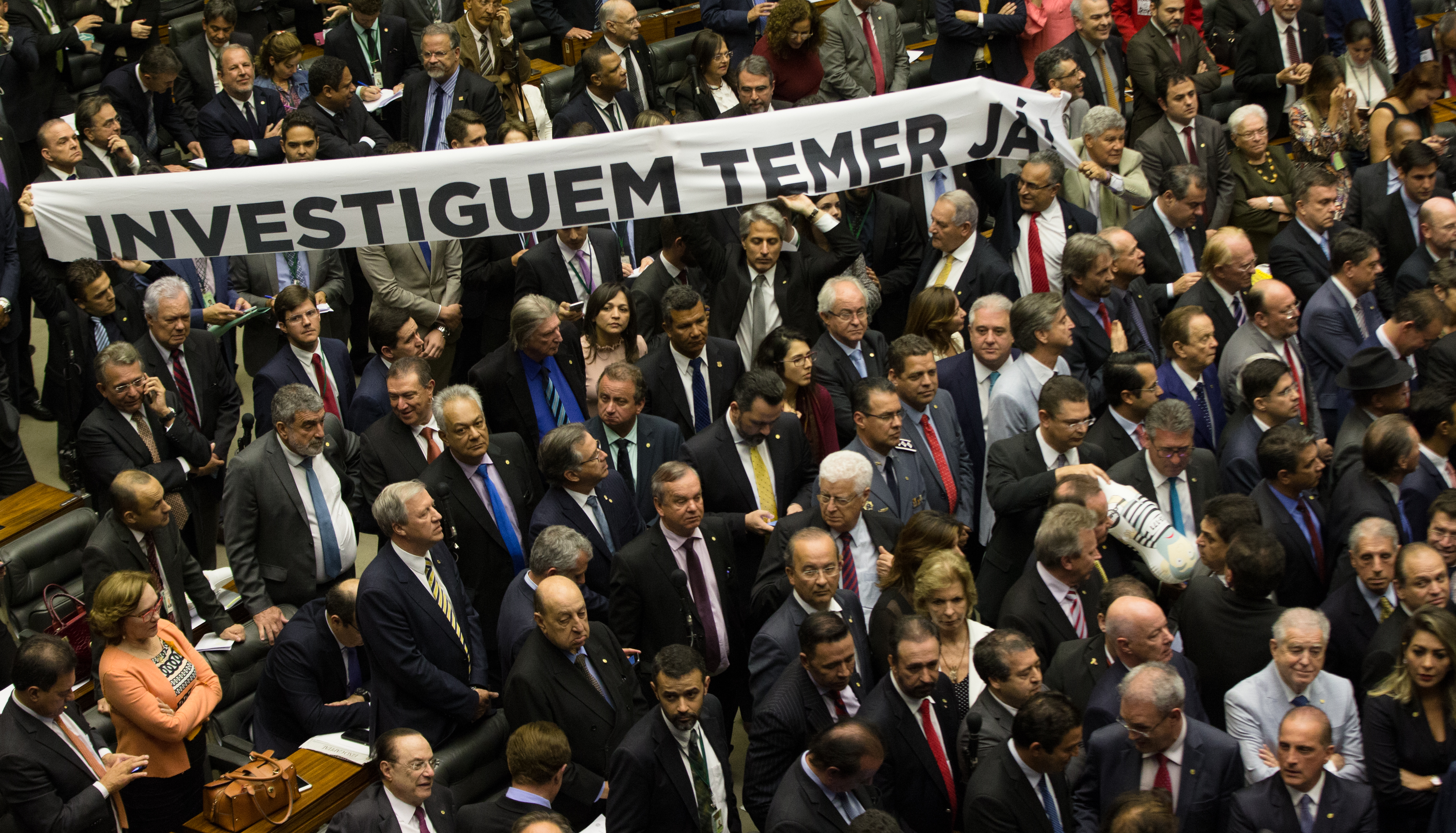
Parlamentares da oposição protestam contra Temer na Câmara dos Deputados durante a votação da primeira denúncia

Em 26 de junho, o Procurador-Geral da República, Rodrigo Janot, apresentou uma denúncia formal contra Temer, por crime de corrupção passiva. A base do processo foi a delação dos executivos da JBS, onde Janot considerou que Temer recebeu propina para beneficiar a empresa no Conselho Administrativo de Defesa Econômica (Cade). Em sua defesa, o presidente disse que "simplesmente ouviu" as reclamações do empresário, sem conceder qualquer benefício estatal para a JBS, e que não renunciaria ao mandato. Michel Temer se tornou o primeiro presidente do Brasil a responder por crime durante mandato.
Janot acusou Temer de ser o destinatário final de uma mala que continha quinhentos mil reais e de uma promessa de outros 38 milhões em vantagens indevidas, ambas da empresa JBS. O intermediário das operações foi, segundo Janot, o ex-deputado federal e ex-assessor de Temer, Rodrigo Rocha Loures, preso desde o dia 18 de maio. Ele foi filmado pela Polícia Federal enquanto corria com a mala usada para transportar os quinhentos mil reais citados. Janot pediu que Temer fosse condenado à perda do cargo de presidente e ainda que fosse condenado a pagar dez milhões de reais por danos morais à coletividade. Já para o ex-assessor de Temer, pediu o pagamento de dois milhões de reais.
Em 2 de agosto, o Congresso rejeitou a denúncia contra Michel Temer por 263 votos a 227.

### Segunda denúncia criminal
Em 11 de setembro, a Polícia Federal apresentou um relatório final de um inquérito que investigava a atuação de membros do PMDB na Câmara, cuja conclusão foi existirem evidências de que o presidente atuava, junto aos deputados do seu partido, numa organização criminosa que mantinha um esquema de pagamento de propinas a empresas estatais. Em 14 de setembro, a PGR apresenta ao Supremo Tribunal Federal uma nova denúncia criminal contra o presidente Michel Temer, desta vez pelos crimes de obstrução à Justiça e organização criminosa. Além do presidente seriam denunciados, Eliseu Padilha (ministro da Casa Civil), Moreira Franco (ministro da Secretaria-Geral), Geddel Vieira Lima (ex-ministro), Henrique Eduardo Alves (ex-deputado e ex-ministro), Eduardo Cunha (ex-deputado), Rocha Loures (ex-deputado), Joesley Batista e Ricardo Saud.
Em 25 de outubro, a Câmara dos Deputados rejeitou o envio dessa nova denúncia ao Supremo Tribunal Federal por 251 votos a 233 (com duas abstenções e 25 ausentes), número inferior ao da primeira votação, que obteve 263 votos favoráveis ao presidente. Além disso, o resultado ficou abaixo da expectativa do governo, que estava entre 260 e 270 votos favoráveis. Dessa forma, Temer ficou livre de responder ao processo durante o mandato, mas ainda teria que fazê-lo depois do término do seu período de governo. A sessão da Câmara durou doze horas e vinte minutos e os deputados aprovaram o relatório da Comissão de Constituição e Justiça, elaborado pelo deputado Bonifácio de Andrada, que recomendava a rejeição da denúncia. O presidente Temer atuou para obter os votos de que precisava, liberando emendas para a base aliada e exonerando ministros que detinham cargos de deputado, para que pudessem votar também.

### Caso dos Portos
Em 12 de setembro, o Supremo Tribunal Federal (STF), a pedido da Procuradoria-Geral da República (PGR), autorizou a abertura de mais um inquérito contra Michel Temer, com o objetivo de apurar a suspeita de favorecimento de uma empresa portuária de Santos, o que teria sido feito por meio de um decreto de regulamentação do setor. Naquele momento, Temer já era alvo de dois inquéritos no Supremo, ambos por suspeita de corrupção.

#### Prisão de amigos
Em 29 de março, a Polícia Federal (PF) prendeu dois amigos do presidente Michel Temer, o advogado José Yunes, ex-assessor especial da Presidência da República, e João Baptista Lima Filho, ex-coronel da Polícia Militar de São Paulo. As prisões aconteceram a pedido da Procuradora-Geral da República, Raquel Dodge, como parte da Operação Skala, deflagrada no mesmo dia pela PF em São Paulo e no Rio de Janeiro. Outras pessoas presas na operação foram: o empresário Antônio Celso Greco, dono da empresa Rodrimar, que opera no Porto de Santos; o ex-ministro da Agricultura e ex-deputado federal Wagner Rossi, que, entre 1999 e 2000, foi diretor-presidente da Companhia Docas do Estado de São Paulo, estatal administradora do porto de Santos; Milton Ortolan, auxiliar de Rossi; e Celina Torrealba, uma das donas do Grupo Libra. A operação foi autorizada pelo ministro Luís Roberto Barroso, do Supremo Tribunal Federal (STF), relator do inquérito que investiga se Temer, por meio de decreto, beneficiou empresas do setor portuário em troca de suposto recebimento de propina.

#### Suspeita de lavagem de dinheiro
A investigação da Polícia Federal sugeriu que o presidente Michel Temer lavou dinheiro de propina no pagamento de reformas em imóveis da sua própria família. A informação foi publicada no dia 27 de abril pelo jornal Folha de S. Paulo, o qual ainda afirmou que, além da lavagem em obras, Michel Temer teria ocultado transações imobiliárias em nome de terceiros. Segunda a matéria, a esposa de Temer, Marcela, e o filho do casal presidencial seriam donos de alguns desses imóveis reformados com a ajuda de propina. A investigação surgiu na esteira de um inquérito sobre a edição de um decreto para o setor portuário, que teria beneficiado empresas do setor em troca de propina. Em resposta, Temer disse que o ataque era de natureza moral e que só irresponsáveis tentariam incriminar a sua esposa e o seu filho de nove anos de idade. Ele também asseverou que, durante a vida, reuniu recursos financeiros para comprar e reformar imóveis.

### Delações premiadas

#### Sérgio Machado

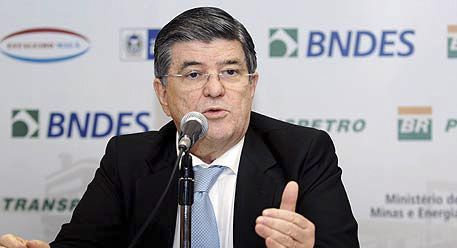
Sérgio Machado

A delação premiada de Sérgio Machado levou à investigação da Lava Jato diretamente a Temer. Segundo o relato, Temer teria pedido àquele recursos ilícitos para a campanha de Gabriel Chalita (PMDB) à Prefeitura de São Paulo, em 2012. Vinte políticos foram citados no esquema de propina da Transpetro. Eles pediam recursos financeiros de forma ilícita, os quais eram obtidos de empresas que tinham relacionamento contratual com a Transpetro. Eram empreiteiras que faziam doações oficiais ou pagamento mensal de propinas em moeda, com o objetivo de manterem seus contratos com a estatal, controlada pelo PMDB. Machado se tornou diretor da Transpetro em 2003, por indicação do presidente do Senado, Renan Calheiros, dos senadores Jader Barbalho, Romero Jucá, Edison Lobão e do ex-presidente José Sarney, todos da cúpula do PMDB e todos apontados pelo delator como beneficiários do esquema.
No depoimento em vídeo e áudio à Procuradoria-Geral da República, Sérgio Machado deu detalhes sobre a propina paga no caso Chalita. Ele disse que foi procurado pelo senador Valdir Raupp, que relatou dificuldades financeiras na campanha eleitoral de 2012 para a prefeitura de São Paulo e perguntou se Machado poderia ajudar. Este ligou para Temer e marcou um encontro no aeroporto militar de Brasília, na sala vizinha à sala da Presidência, em setembro daquele ano, num início de noite. Então ele afirmou que poderia ajudar com 1,5 milhão de reais e que a doação seria feita pelo Diretório Nacional através da empresa Queiroz Galvão. Temer classificou a denúncia como "irresponsável, leviana, mentirosa e criminosa" e disse que não deixaria passar em branco essas "acusações levianas".

#### Executivos da Andrade Gutierrez
Em novembro de 2016, O Tribunal Superior Eleitoral (TSE) convocou Otávio Marques de Azevedo, ex-presidente da construtora Andrade Gutierrez e um dos delatores da Lava-Jato, para esclarecer a doação de 1 milhão de reais que a empreiteira, segundo a versão anterior daquele, teria feito para a campanha da ex-presidente Dilma Rousseff em 2014, como parte de um acerto de propina de 1% dos contratos da Andrade com o governo federal. A defesa de Dilma apresentou ao tribunal um cheque atestando que houve, na realidade, um pagamento de 1 milhão de reais ao Diretório Nacional do PMDB, com um repasse destinado à eleição do então vice-presidente. O processo corrente no TSE poderia resultar na cassação da chapa de 2014.
Em nota, o PMDB afirmou que “sempre arrecadou recursos seguindo os parâmetros legais em vigência no país”, e que “todas as contas do PMDB foram aprovadas, não sendo encontrado nenhum indício de irregularidade”.

#### Executivos da Odebrecht e inquéritos relacionados
Segundo a delação de Claudio Melo Filho, ex-diretor da Odebrecht (atual Novonor) em Brasília, o ministro da Casa Civil, Eliseu Padilha, era o operador dos repasses da empresa destinados a Temer. Melo afirmou que se valia de Eliseu Padilha ou Moreira Franco para fazer chegarem a Temer os seus pleitos. Dessa forma, Eliseu Padilha era o representante de Temer com que Melo mantinha contato constante a fim de obter favores. De acordo com a reportagem da revista VEJA, Padilha, cujo apelido é “Primo”, recebeu da Odebrecht quatro milhões de reais dos dez milhões de reais da ajuda financeira solicitada por Temer ao empreiteiro Marcelo Odebrecht, num jantar realizado no Palácio do Jaburu em maio de 2014. Desses recursos, um milhão de reais foi repassado por Padilha ao ex-presidente da Câmara Eduardo Cunha, preso na Operação Lava Jato. A outra parte foi entregue no escritório do advogado José Yunes, amigo íntimo e assessor especial de Temer. A assessoria do presidente negou quaisquer operações irregulares entre as pessoas citadas.
Em 15 de dezembro, a Veja noticiou uma nova denúncia contra Temer. Segundo a revista, em 2010, Michel Temer recebeu, em seu escritório político de São Paulo, Márcio Faria da Silva, um dos principais executivos da construtora Odebrecht, para uma conversa da qual também participaram Eduardo Cunha e o lobista João Augusto Henriques, coletor de propinas para o PMDB dentro da Petrobras. Nessa ocasião, Silva intermediou um repasse de recursos a pedido do presidente Michel Temer e do ex-deputado Eduardo Cunha, repasse este vinculado à execução de contratos da empreiteira com a Petrobras. A informação constava no acordo de delação premiada assinado pelo executivo. O Palácio do Planalto confirmou o encontro, mas disse que este durou cerca de vinte minutos e só tratou de formalidades, não de questões financeiras. “Se, depois da conversa de apresentação do empresário com Temer, Eduardo Cunha realizou qualquer acerto ou negociou valores para campanha, a responsabilidade é do próprio Eduardo Cunha”, afirmou a assessoria de Temer.
Em 11 de abril de 2017, o presidente Michel Temer foi citado em dois inquéritos do Supremo Tribunal Federal (STF) ligados à complexa Operação Lava Jato. O primeiro investigava os ministros Eliseu Padilha, ministro-chefe da Casa Civil, e Moreira Franco, ministro da Secretaria-Geral da Presidência, sob a acusação de receberem propina na campanha eleitoral de 2014. O segundo investigava o senador Humberto Costa, também suspeito de recebimento de propina. Temer foi acusado de participação em ambos os casos de suposta corrupção. Marcelo Odebrecht havia confirmado anteriormente ao Tribunal Superior Eleitoral (TSE) que se reunira com Temer para discutir doações para a campanha eleitoral de 2014. Além disso, o ex-diretor de relações institucionais do Grupo Odebrecht, Claudio Melo Filho, também já havia afirmado que fora acertada uma contribuição de 10 milhões de reais ao PMDB.
O ministro do STF Edson Fachin autorizou a abertura de 76 inquéritos, que envolviam oito ministros, 24 senadores, 39 deputados e três governadores, além de um ministro do Tribunal de Contas da União (TCU) e outras 23 pessoas, como base na delação da Odebrecht. Entretanto, o presidente não poderia ser investigado por crimes que não aconteceram no exercício do mandato, consequentemente a Procuradoria-Geral da República (PGR) não o incluiu na lista de políticos que se tornaram alvos de processos na Corte Suprema. Existiam oito ministros do governo Temer entre os alvos de investigações: Eliseu Padilha (Casa Civil), Moreira Franco (Secretaria-Geral da Presidência), Aloysio Nunes (Relações Exteriores), Gilberto Kassab (Ciência e Tecnologia), Blairo Maggi (Agricultura), Bruno Araújo (Cidades), Marcos Antônio Pereira (Comércio Exterior) e Helder Barbalho (Integração Nacional). Michel Temer reafirmou a conduta que já havia tomado anteriormente. Se houvesse pedido de denúncia e ela fosse aceita, então o ministro seria afastado. Se virasse réu, o ministro seria demitido. O presidente, porém, temia que a lista de Fachin afetasse a aprovação de reformas no Congresso, como a previdenciária e a trabalhista.

### Crise no sistema carcerário
O jornal Folha de S.Paulo, diante dos graves eventos ocorridos em prisões no começo de 2017, reuniu oito especialistas para explicar os principais problemas do sistema carcerário brasileiro, bem como para propor soluções de longo prazo. A primeira causa apontada foi a prisão provisória. Trata-se de presos que ainda não foram julgados e que representam 40% dos presos do país. Perguntou-se se é necessário manter essas pessoas presas. A desarticulação foi a segunda causa apontada. As diversas autoridades tomam decisões de forma descoordenada, faltando portanto cooperação e monitoramento.
A morosidade da justiça foi tida como a terceira causa. Muitos presos provisórios ficam mais tempo na cadeia do que definem suas posteriores condenações, causando um sentimento de revolta, que leva à violência. A seguir, comentou-se a falta de assistência jurídica. Metade dos presos provisórios são absolvidos e a outra metade deles recebe penas menores do que o tempo em que estiveram na cadeia. A superlotação, também citada, se refere ao excedente de 42% entre os 622.0000 presos do país, levando à falta de assistência aos presos e à formação de facções.
Os especialistas também comentaram as consequências do cenário descrito. A primeira é a ausência de separação entre os presos provisórios e os condenados e, dentro destes, entre os de diferentes naturezas e gravidades de seus crimes. Além disso, a superlotação e a escassez de investimentos comprometem uma formação educacional do preso. De fato, apenas 13% dos presos estudam formal ou informalmente. A saúde dos presos é também severamente comprometida, com poucos módulos de saúde e alta prevalência de doenças como a tuberculose.
Dessa forma, o Estado não cumpre o seu dever de reeducar os presos, que saem da cadeia mais perigosos do que quando entraram. A falta de preocupação dos governos resulta em dados desatualizados sobre as prisões, sugerindo-se a inspeção das unidades por entidades defensoras de direitos humanos. O vácuo deixado pelo Estado permite a formação de facções, que garantem a ordem interna com a conivência dos diretores das prisões. Por fim, os presos não trabalham, devido à ineficácia dos contratos entre o Estado e as entidades privadas, além da baixa qualificação dos candidatos.
No dia 25 de janeiro de 2017 os membros do Conselho Nacional de Política Criminal e Penitenciária pediram demissão em carta aberta ao então Ministro da Justiça. Na carta os membros fazem duras críticas à política carcerária do ministro e de suas declarações "de que precisamos de mais armas e menos pesquisas”.

### Mudança para o Palácio do Jaburu
Após realizar alterações no Palácio da Alvorada que inspiraram questões relativas ao patrimônio histórico do prédio, Michel Temer decidiu desocupar a residência e se mudar para o Palácio do Jaburu. Em entrevista à revista Veja, ele afirmou que não conseguia dormir nos "quartos amplos" e que o palácio poderia ter fantasmas.

### Operação Carne Fraca

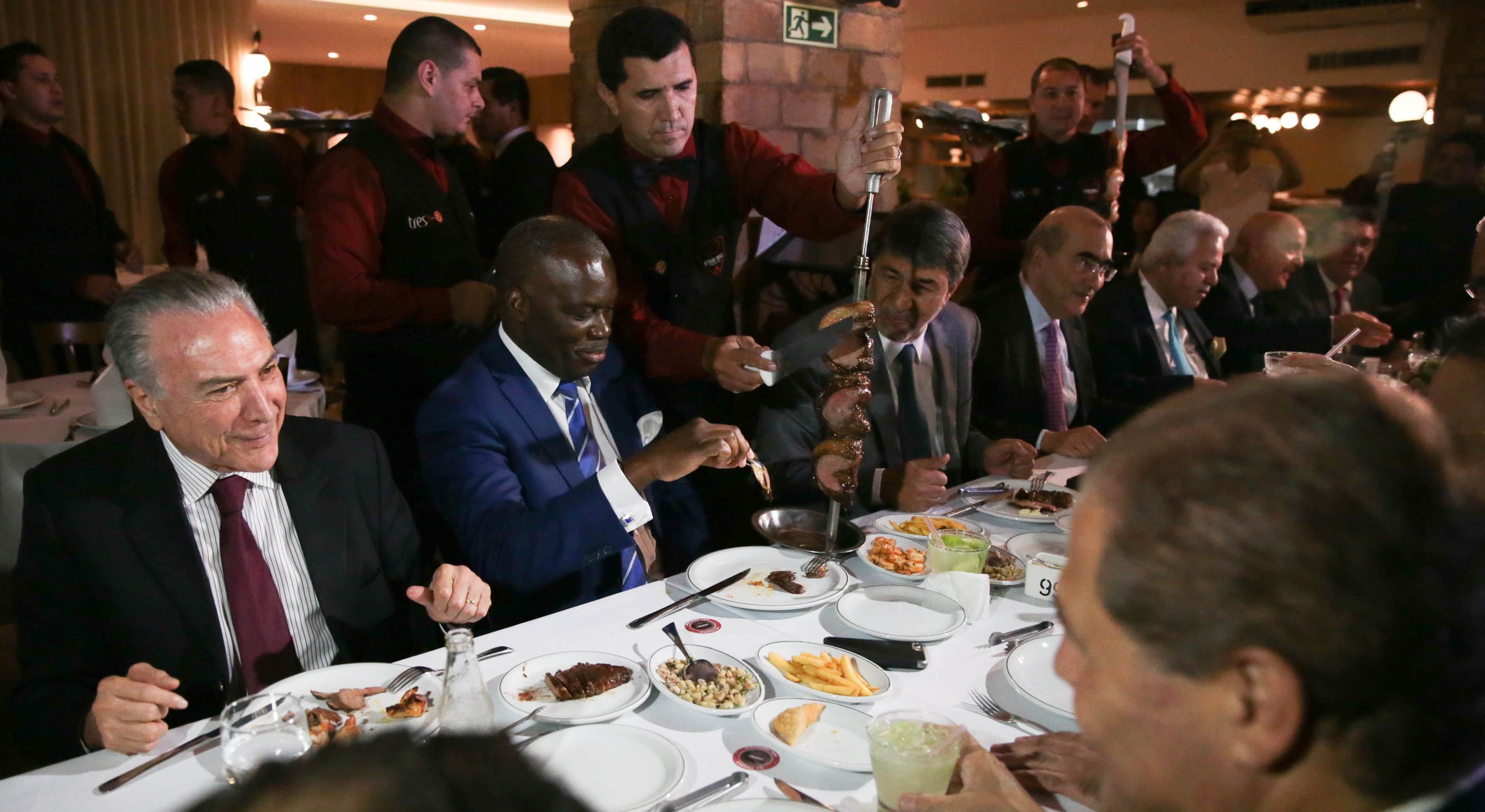
Temer jantando em uma churrascaria de Brasília, ao lado de embaixadores, em 19 de março de 2017

Em 17 de março de 2017, a Polícia Federal deflagrou a Operação Carne Fraca, que investigou um esquema fraudulento formado por empresas frigoríficas e servidores do Ministério da Agricultura, com o propósito de adulterar a carne vendida em supermercados com aditivos químicos, particularmente com vitamina C, sendo usada para produzir uma aparência saudável em carnes estragadas. Conforme a polícia, "Os agentes públicos, utilizando-se do poder fiscalizatório do cargo, mediante pagamento de propina, atuavam para facilitar a produção de alimentos adulterados, emitindo certificados sanitários sem qualquer fiscalização efetiva".
Além disso, em ligação telefônica interceptada pela PF, o ministro da Justiça Osmar Serraglio chamou o superintendente regional do Ministério da Agricultura Daniel Gonçalves Filho de "grande chefe". Daniel foi apontado pela PF como líder de uma quadrilha que facilitava a produção de carnes adulteradas e emitia certificados de inspeção falsos. A senadora Kátia Abreu afirmou que o então deputado Serraglio a procurou para tentar manter o fiscal Daniel como superintendente regional, apesar de ele enfrentar um processo administrativo disciplinar. Em 19 de março de 2017, o presidente Michel Temer jantou em uma churrascaria de Brasília com embaixadores de países importadores de carne brasileira. Temer convidou esses representantes pessoalmente após uma reunião, realizada para assegurar que a carne brasileira estava apta para o consumo.

### Uso das Forças Armadas para conter manifestações em Brasília
No dia 24 de maio, um protesto realizado por centrais sindicais resultou em confronto entre manifestantes, que avançavam em direção ao Congresso, e a Polícia Militar, a qual tentou contê-los usando bombas de gás lacrimogêneo. A ação provocou incêndio nos edifícios dos ministérios da Cultura, do Planejamento e da Agricultura. Michel Temer decretou a ação das Forças Armadas para conter as manifestações em Brasília, prevendo a atuação dos militares entre os dias 24 e 31 de maio. O Ministro da Defesa, Raul Jungmann, informou que o presidente decretou a "ação de garantia da lei e da ordem". Nas palavras dele, "Nesse instante, tropas federais se encontram neste palácio [do Planalto], no Palácio do Itamaraty e logo mais estarão chegando tropas para assegurar que os prédios dos ministérios sejam mantidos incólumes". Houve grande tumulto na Câmara, com suspensão da sessão corrente, e manifestantes se reuniram na Esplanada dos Ministérios para pedir a saída de Temer. O ministro afirmou que o uso de tropas federais em Brasília foi solicitado pelo Presidente da Câmara dos Deputados, Rodrigo Maia, contudo este apresentou ofício em que negou a declaração e disse que, na realidade, solicitou o emprego da Força Nacional de Segurança Pública e não o das Forças Armadas.
No dia 25 de maio, Temer revogou o decreto do dia anterior e pôs fim ao uso das Forças Armadas para ações de garantia da lei e da ordem no Distrito Federal.

### Intervenção no Rio de Janeiro

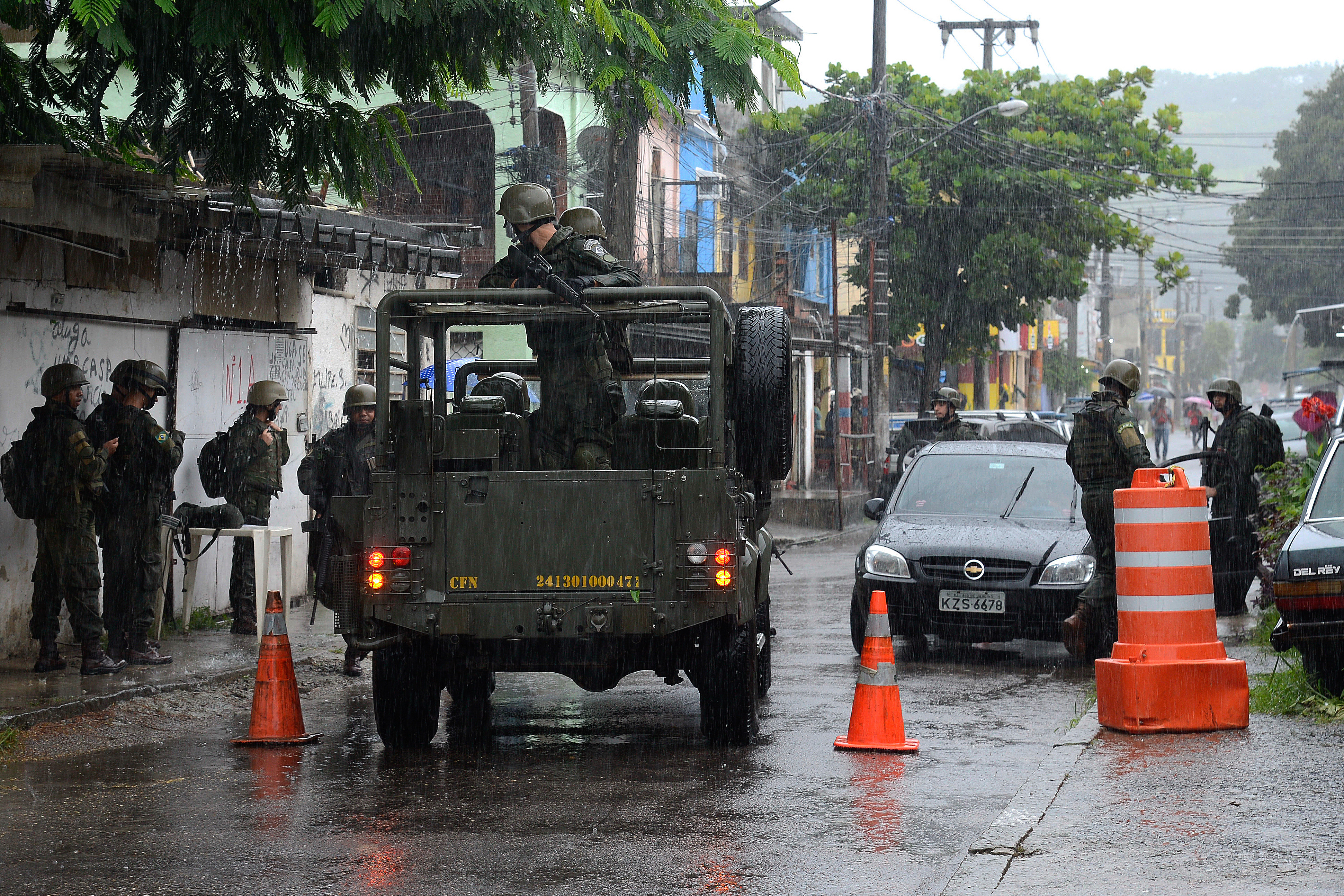
Forças Armadas fazem operação conjunta com as polícias Civil e Militar em comunidades na zona oeste da cidade durante a Intervenção Federal.

Em 16 de fevereiro de 2018, Temer assinou um decreto de intervenção federal na segurança pública do estado do Rio de Janeiro. Assim, o general do Exército Walter Souza Braga Netto, do Comando Militar do Leste, se tornou o interventor no estado até o dia 31 de dezembro de 2018. Sua missão era se responsabilizar pelo comando da Secretaria de Segurança, das Polícias Civil e Militar, do Corpo de Bombeiros e do sistema carcerário do estado. Temer justificou a medida em função da gravidade do momento e da necessidade de reagir de modo firme para derrotar o crime organizado. O governador do Rio de Janeiro, Luiz Fernando Pezão, concordou com a medida. O General Netto disse que ainda não tinha um plano efetivo, mas que estava em fase de estudos. Conforme o governo, o decreto não significava nenhuma restrição de direitos e garantias ou uma ameaça à democracia. O interventor federal ficou subordinado ao presidente da República e poderia requisitar, se necessário, "os recursos financeiros, tecnológicos, estruturais e humanos do estado do Rio de Janeiro, afetos ao objeto e necessários à consecução do objetivo da intervenção".

### Dívidas com o SUS
A reserva do orçamento federal para bancar a saúde pública em 2018 foi estimada em 130 bilhões de reais. No entanto, é a segunda vez em vinte anos que o orçamento não teve um aumento real para reformar hospitais públicos, comprar novas ambulâncias ou cuidar da saúde preventiva da população. O valor que o Ministério da Saúde reserva para o Sistema Único de Saúde (SUS) não vem sendo totalmente executado. Constatou-se uma dívida que aumentou muito nos últimos anos e que se aproximou de 20,9 bilhões de reais até o fim de 2017. As práticas governamentais têm feito a dívida crescer. Em 2003, antes dos governos de Lula, de Dilma e de Michel Temer, o valor inscrito e reinscrito como restos a pagar não passava de 14,4 milhões de reais. Em 2017, chegou a R$ 14,3 bilhões de reais. O Ministério da Saúde afirmou que a prática não é um problema.

### Crise dos combustíveis

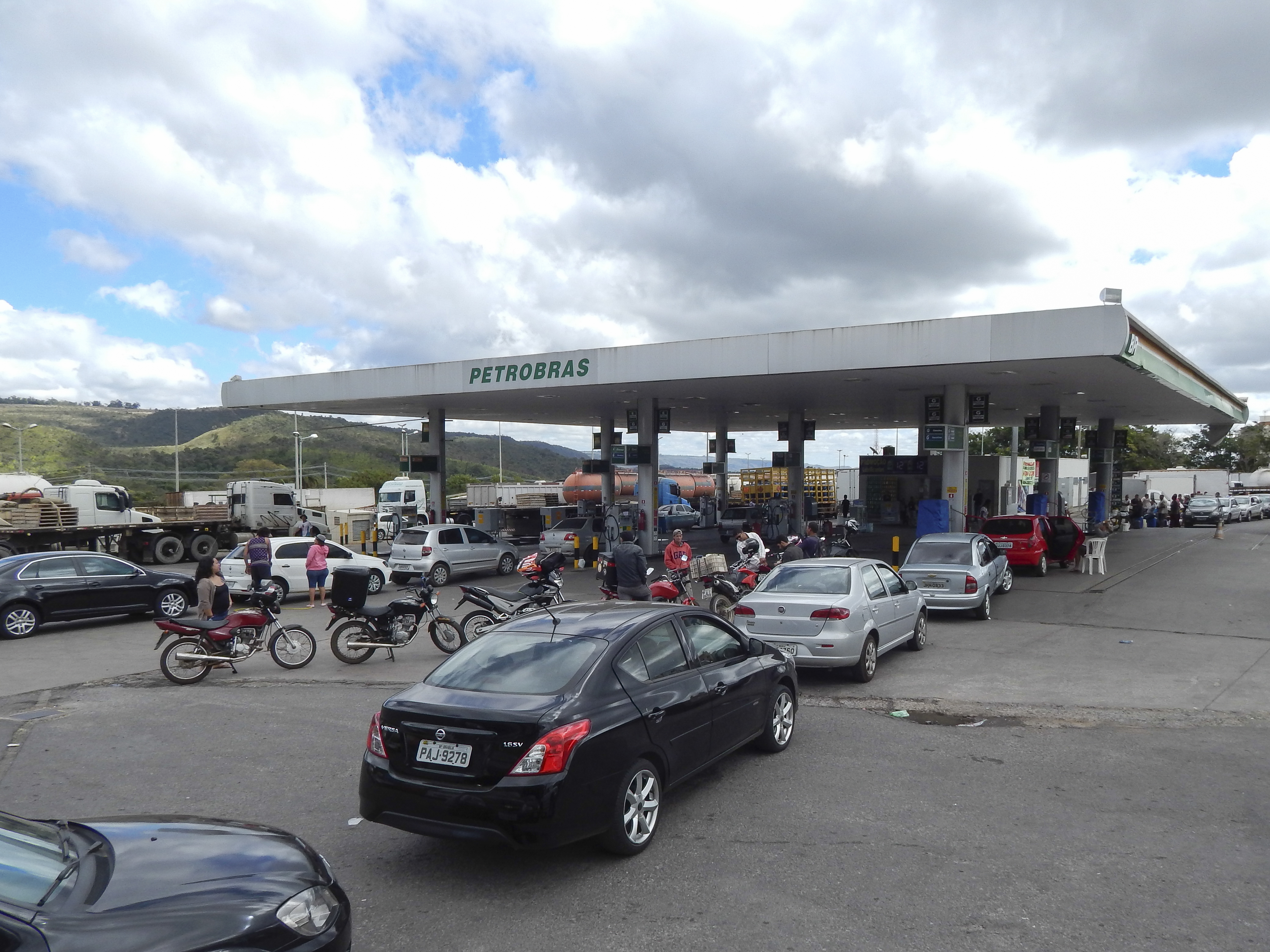
Motoristas formam filas para abastecer em consequência da greve dos caminhoneiros.

No final de maio, os caminhoneiros iniciaram uma paralisação nacional de grande impacto. O motivo foi a reivindicação de redução do preço do óleo diesel. Embora tenha começado espontaneamente nas redes sociais, o movimento foi encabeçado pela Confederação Nacional dos Transportadores Autônomos e por sindicatos da categoria. Conforme os grevistas, houve 53 pontos de protestos, atingindo 23 estados brasileiros e o Distrito Federal. Muitos setores da economia foram atingidos, tais como postos de gasolina, supermercados, transporte rodoviário, aeroportos e envios postais. Segundo os representantes dos transportadores, o custo corrente do óleo tornava inviável o transporte de mercadorias no país. Assim, as entidades queriam que o governo estabelecesse uma regra para os reajustes do produto, que flutuava de acordo com o valor do petróleo no mercado internacional e com a cotação do dólar. O país foi severamente afetado porque depende muito do transporte rodoviário para transportar bens, pessoas e produtos, incluindo matérias-primas e insumos como os combustíveis. Ao contrário de outros países, o Brasil possui poucas linhas ferroviárias para escoar a produção.
Em 25 de maio de 2018, governo Michel Temer decretou a Garantia da lei e da ordem (GLO) para conter a greve dos caminhoneiros no Brasil, após o acordo do dia anterior não surtir efeito na paralisação.

## Reações

### Índices de popularidade
Temer teve baixa popularidade desde que chegou à presidência, sendo que, em pesquisas distintas de opinião, seu índice de rejeição superou o da presidente Dilma Rousseff. Os levantamentos mais recentes mostram que a popularidade do governo foi a mais baixa da história em certo período.

### Protestos e manifestações populares

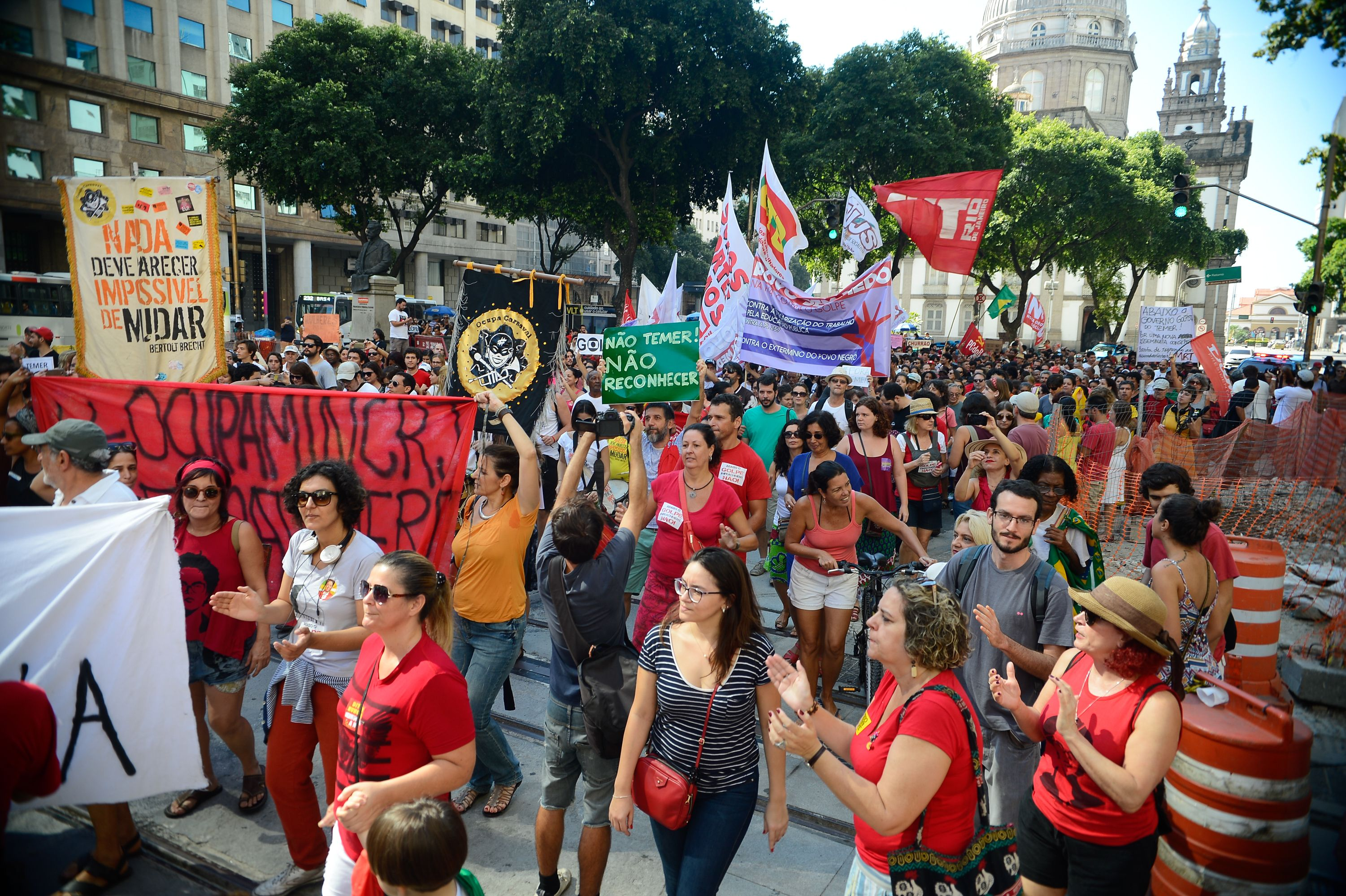
Manifestantes de diversos movimentos sociais fazem protesto contra o presidente interino Michel Temer, no Centro do Rio. (Tomaz Silva/Agência Brasil)

O governo Temer foi alvo de protestos e manifestações populares desde os primeiros dias. A primeira entrevista para o programa Fantástico foi recebida por parte da população com "panelaços" e "apitaços", além de gritos de ordem como "golpista", em diversos locais do país. Em 17 de maio de 2016, entidades como a União Nacional dos Estudantes, o Levante Popular da Juventude, a União da Juventude Socialista e a União Brasileira de Mulheres levaram cerca de oito mil pessoas à Avenida Paulista, em São Paulo, para pedir o afastamento do presidente interino.
Em reação ao fechamento do Ministério da Cultura, militantes do setor ocuparam, em maio de 2016, as sedes do órgão em diversos estados. Foram ocupados, entre outros, o Palácio Gustavo Capanema, no Rio de Janeiro, e os prédios da Funarte em Belo Horizonte, Brasília e São Paulo. A ocupação recebeu apoio de artistas como Otto e Arnaldo Antunes, que fizeram shows no Palácio Capanema.
No dia 17 de maio, durante o Festival de Cannes, na França, integrantes da equipe do filme Aquarius, incluindo o diretor Kleber Mendonça Filho e a atriz Sônia Braga, mostraram cartazes em protesto contra o impeachment de Dilma Rousseff. Em sua conta oficial no Twitter, Dilma Rousseff agradeceu o apoio.

### Reações externas

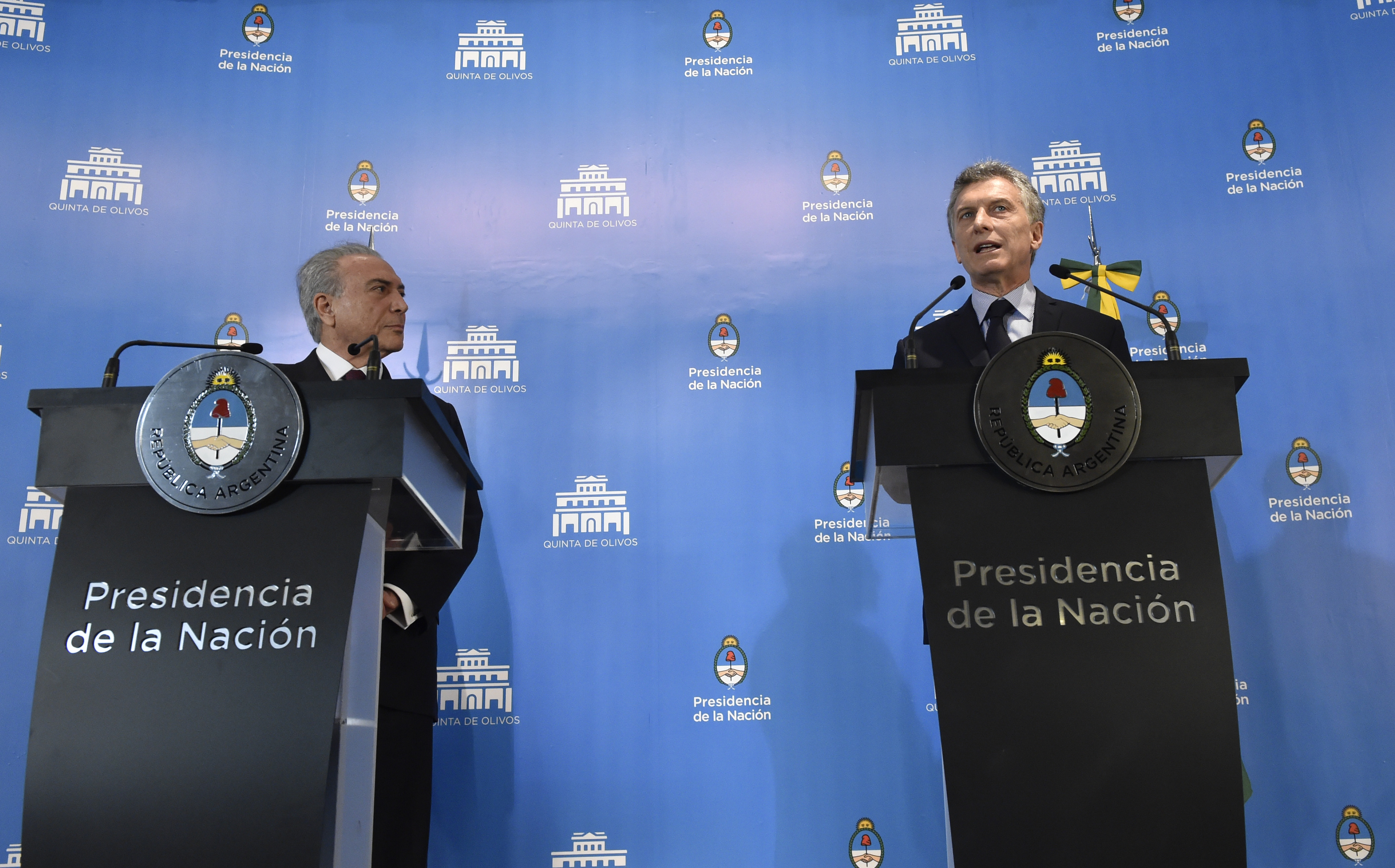
Os presidentes da Argentina, Mauricio Macri, e do Brasil, Michel Temer, discursam na Residência de Olivos.

De imediato, o afastamento da presidente do Brasil repercutiu especialmente entre os países da América Latina. O início do governo interino mereceu, primeiramente, uma nota oficial da chancelaria da Argentina, manifestando respeito pelo "processo institucional em curso" e confiança no "desenlace da situação". Mas, em contraste com a cautela do presidente Macri, governantes da Bolívia, Venezuela, Cuba, Equador, Bolívia, Nicarágua e El Salvador, além da Aliança Bolivariana para os Povos da Nossa América - Tratado de Cooperação dos Povos (Alba/TCP) -, pronunciaram-se abertamente contra o que chamaram de "golpe parlamentar" em curso no Brasil.
Ao mesmo tempo, o secretário-geral da União de Nações Sul-Americanas (Unasul), Ernesto Samper, afirmou que as acusações contra Rousseff não justificavam o seu afastamento, admitindo que "Podemos chegar a ter que consultar os demais países do bloco sobre aplicar ou não a cláusula democrática [da Unasul]". A chancelaria do governo Temer criticou os governos daqueles países, por "propagar falsidades sobre o processo político interno no Brasil". O Itamaraty também criticou as declarações do secretário da Unasul.
Nos dias que se seguiram, os governos do Chile e do Uruguai informaram que não pretendiam manter contato com o governo interino do Brasil. O secretário-geral da OEA, Luis Almagro, declarou que podia levar o impeachment brasileiro à Corte Interamericana de Direitos Humanos, considerando que o processo estaria marcado por "incerteza jurídica". Um grupo de deputados do Parlamento Europeu classificou o impeachment de Dilma Rousseff como golpe branco e solicitou à União Europeia que interrompa as negociações comerciais com o Mercosul.

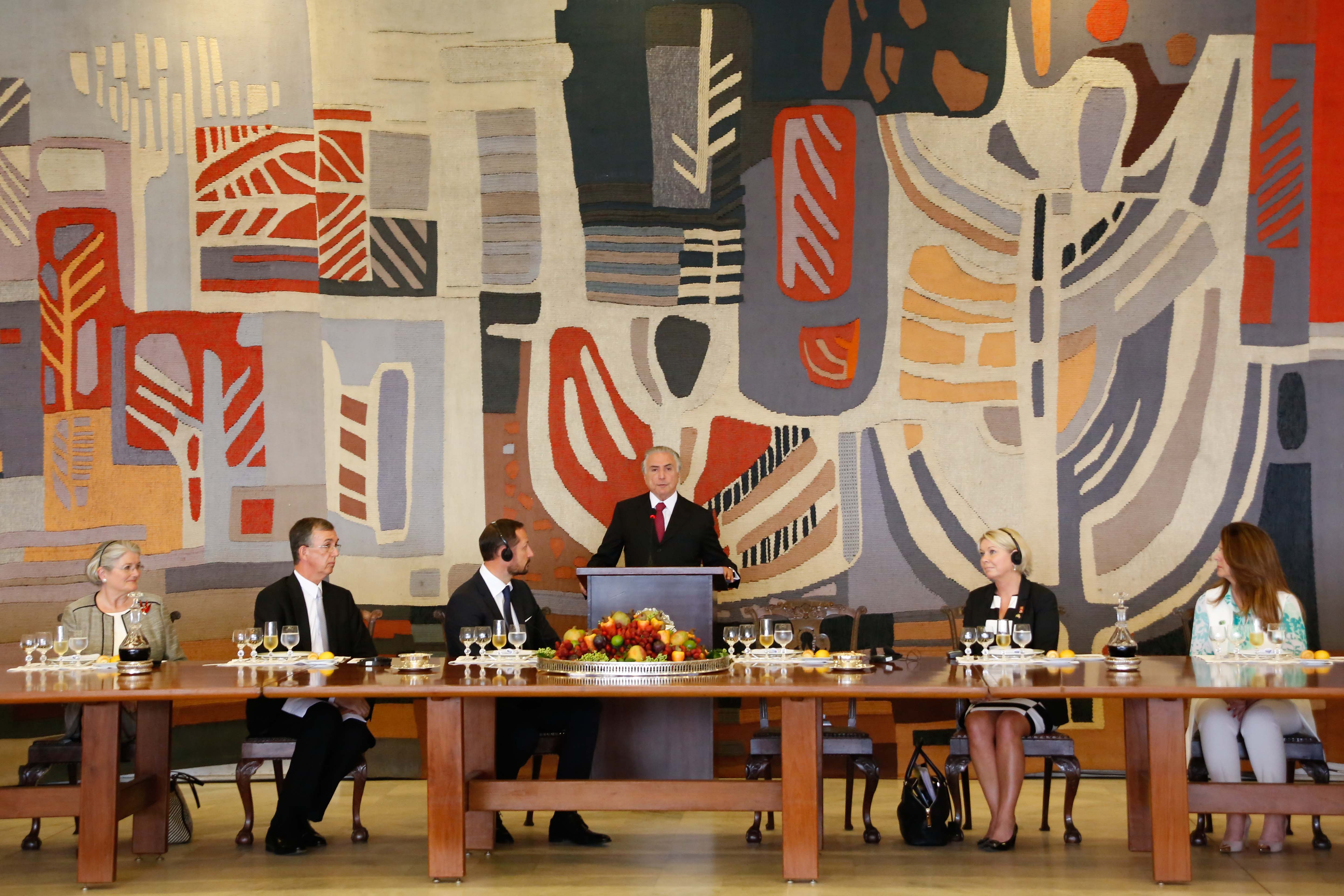
Presidente Michel Temer, recebe no Itamaraty o príncipe herdeiro da Noruega, Haakon Magnus, com objetivo de ampliar relações econômicas entre os dois países.

Em 31 de maio, um grupo de deputados do Parlamento Europeu pediu que a União Europeia interrompesse as negociações comerciais com o Mercosul por conta do afastamento da presidente Dilma Rousseff. Em carta enviada à Comissão Europeia, os deputados alertaram que o bloco estaria negociando com "um governo sem legitimidade". A iniciativa foi liderada por partidos políticos, como o espanhol Podemos e o italiano MoVimento 5 Estrelas, e por grupos parlamentares como Esquerda Unitária Europeia/Esquerda Nórdica Verde e Grupo dos Verdes/Aliança Livre Europeia. Num primeiro momento, 34 deputados, dos 751 representantes no Parlamento Europeu, assinaram o documento, mas novas adesões eram buscadas pelos organizadores. Os deputados europeus classificaram o processo no Brasil como um golpe brando na forma de impeachment e pretendiam incluir a crise política no Brasil na agenda do Parlamento Europeu, da mesma forma como já estava sendo feito em relação à Venezuela.
Várias agências de notícias publicaram que Michel Temer criou um gabinete inteiramente composto por homens brancos para comandar um dos países mais etnicamente diversificados do mundo, observando que se tratava do primeiro gabinete sem mulheres no Brasil, desde 1979. Em 13 de junho, o Alto Comissário de Direitos Humanos da ONU, Zeid Al Hussein, também alertou para a falta de negros no governo, lembrando que existiam mais de 150 milhões de afrodescendentes na América Latina e no Caribe, somando quase 30% da população, incluindo mais da metade da população do Brasil e mais de 10% da população de Cuba, embora a representação desse segmento nos altos escalões governamentais ainda fosse muito pequena. Hussein declarou: "Esse déficit de representação na cúpula do poder afeta toda a sociedade: parlamentos, locais de trabalho no setor público e privado, escolas, tribunais, na imprensa, todos lugares em que às vozes dos afrodescendentes é dado muito pouco peso".

## Legado

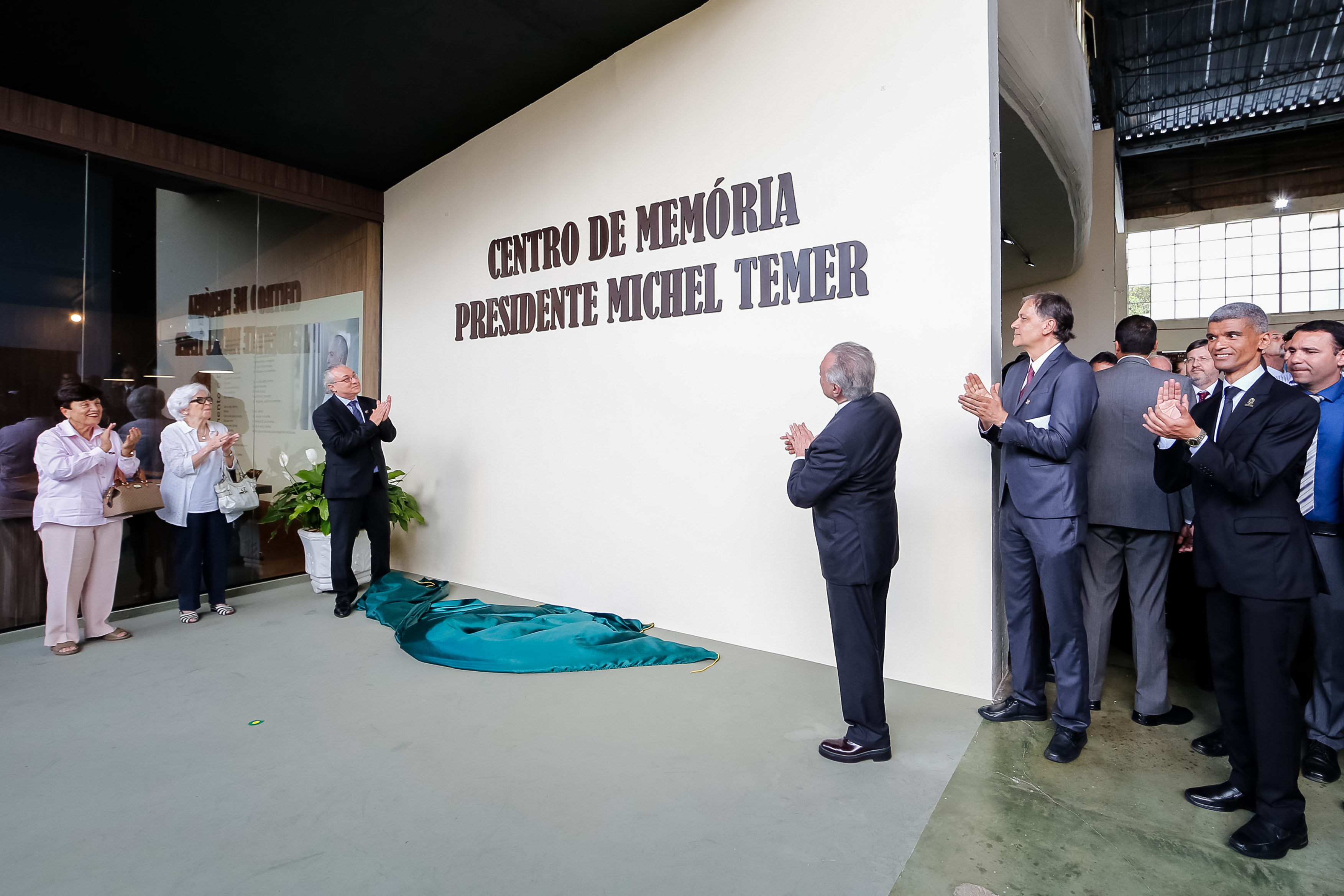
Inauguração do Centro de Memória Presidente Michel Temer

Segundo matéria do jornal Estadão, Temer deixou um legado positivo. Consciente da responsabilidade de equilibrar as contas públicas, ele tomou medidas políticas duras, tais como a aprovação da emenda constitucional que instituiu um teto para os gastos federais, hoje um dos pilares da responsabilidade fiscal. Nas palavras da matéria, graças a essa medida, há hoje um mínimo de racionalidade no manejo das finanças públicas, adequando despesas e receitas. Além disso, Temer realizou a reforma trabalhista, por meio da qual se desfizeram as amarras legais que transformavam os contratos de trabalho em uma "barafunda de alíneas", a título de preservar direitos solidificados. Essa reforma também obrigou os sindicatos a voltarem a defender os interesses de seus filiados, que lhes pagam mensalidade. Contudo, Temer não conseguiu empreender a reforma previdenciária, devido às denúncias de corrupção, que esvaziaram o seu apoio político. Ainda assim, ele foi capaz de sanear a irresponsabilidade com os gastos públicos e devolveu importância aos diálogos políticos.
Por outro lado, as medidas adotadas por Temer pioram a situação da indústria no Brasil. Cabe lembrar que o país vivia um longo processo de desindustrialização. Deste modo, tais medidas "consolidam a posição do Brasil no mundo como um país de consumo de bens industriais que não tem capacidade de produzir [tais bens] internamente".

### Centro de Memória Presidente Michel Temer
Ao fim de seu mandato, Temer inaugurou um centro de memória sobre seu tempo na presidência, localizado na Faculdade de Direito de Itu. O Centro de Memória Presidente Michel Temer (CMMT) possui um acervo com diversos itens (museológicos, bibliográficos, textuais e iconográficos) relacionados à história recente do Brasil e a Temer.